# 封神演義角色列表
本列表記載由中國古典神魔小說《封神演義》中登場的角色。《封神演義》的故事由商朝紂王題詩調戲女媧、蘇妲己進宮魅惑紂王開端，以姜子牙輔佐周武王伐紂的中國歷史為背景，描寫了商朝與周營的對抗，以及闡教、截教諸仙鬥智鬥法、破陣封神的故事。包括主角姜子牙在內，《封神演義》中出現大量基於史實的人物，但書中對這些角色的描述與史實不盡相符。

## 闡教

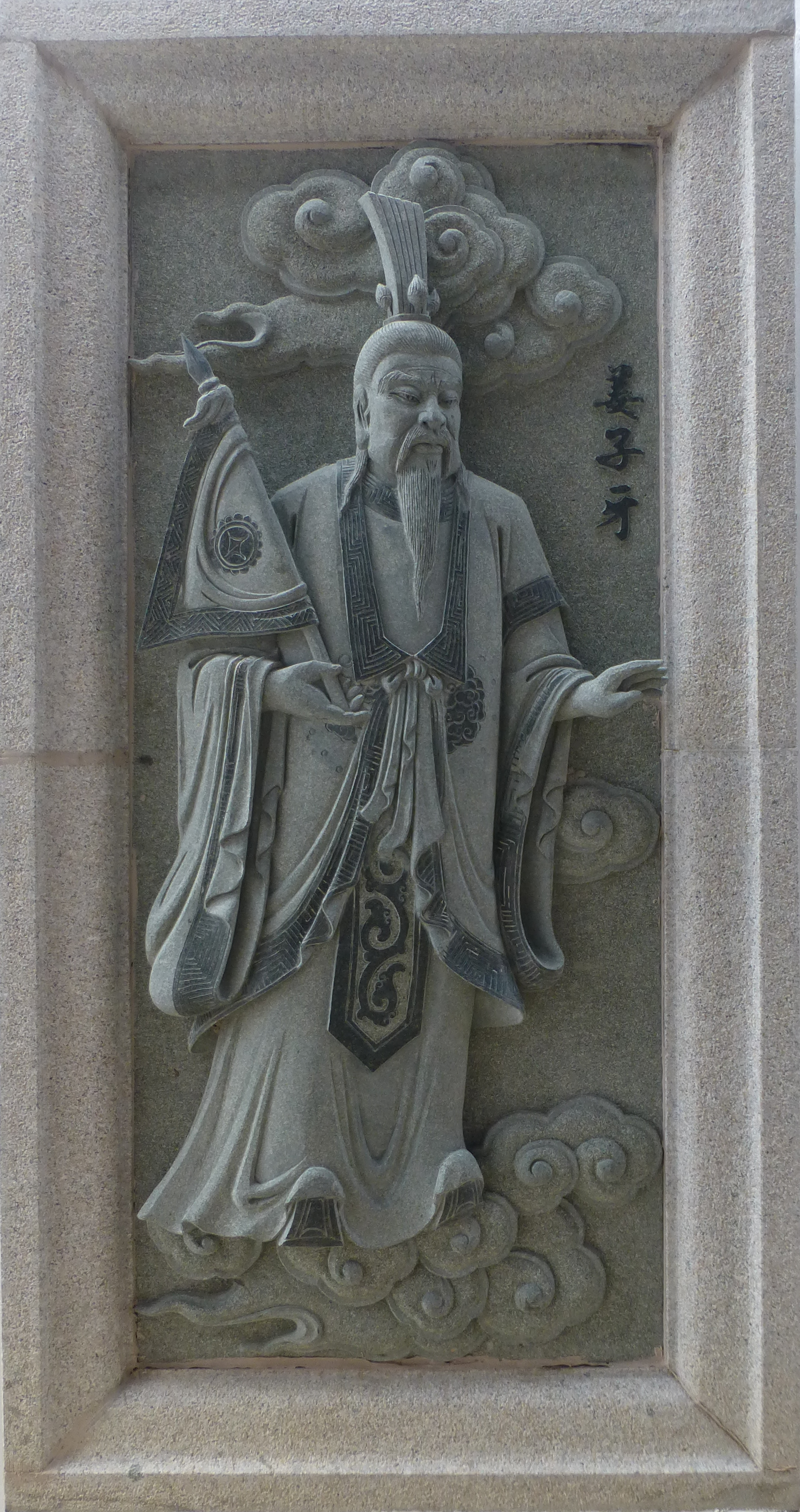
姜子牙
姜子牙，姓姜，氏呂，名尚，字子牙，號飛熊，是《封神演義》的主角。姜子牙的前半生是個默默無聞的人，他自32歲起上崑崙山學道，拜元始天尊為師，但他並沒有成為仙人的素質，於是在72歲下山，奉師命執行封神的計畫。他先投靠義兄宋異人，娶妻馬氏，在朝歌開命相館維生，後來因火燒琵琶精而獲得官職，但又因拒造鹿臺而棄官逃跑，馬氏也因此與他離異。姜子牙在釣魚時遇見西伯侯姬昌，兩人相談甚歡，姬昌決定聘姜子牙為軍師，由於姬昌的祖父曾預言「聖人將現，周得以興」，所以姜子牙又通稱太公望（祖父（太公）所期望之人）。之後，姜子牙便致力於輔佐姬昌，在姬昌死後繼續輔佐繼位的姬發，並率兵討伐暴虐無道的紂王，最終攻陷首都朝歌，建立新的王朝──周。
姜子牙有元始天尊賜予的法寶打神鞭及座騎四不像，但他並不是依靠戰鬥能力，而是以軍師的身份將敵人追趕至窮途末路。姜子牙在戰事中面臨了七次死亡，三次災厄，但總是能化險為夷，最終成功讓姬發登基為王。之後，姜子牙在封神臺上冊封了三百六十五位正神，而姜子牙也因為功績卓著，被周武王封為齊侯。

### 師尊
元始天尊
元始天尊是闡教教主，是十二仙與主角姜子牙的師尊，亦是封神計劃的主導者。元始天尊僅在破三仙姑的九曲黃河陣、通天教主的誅仙陣和萬仙陣時直接出手參戰。

### 二代弟子
燃燈道人
燃燈道人是靈鷲山元覺洞洞主。燃燈道人初次登場是為了調解李靖和哪吒的糾紛，第二次是擔任為了破十絕陣而相聚的十二仙的總指揮。由於十二仙皆是姜子牙的師兄，由姜子牙擔任領導者極為不當，故代表統帥的符印便交到燃燈道人手上。在燃燈道人的率領下，闡教破了十絕陣，但也損失了不少門下弟子。之後，燃燈道人在羽翼仙與姜子牙為敵時出現，將羽翼仙收為自己的弟子。在對付馬善和殷郊時，燃燈道人亦助了一臂之力。

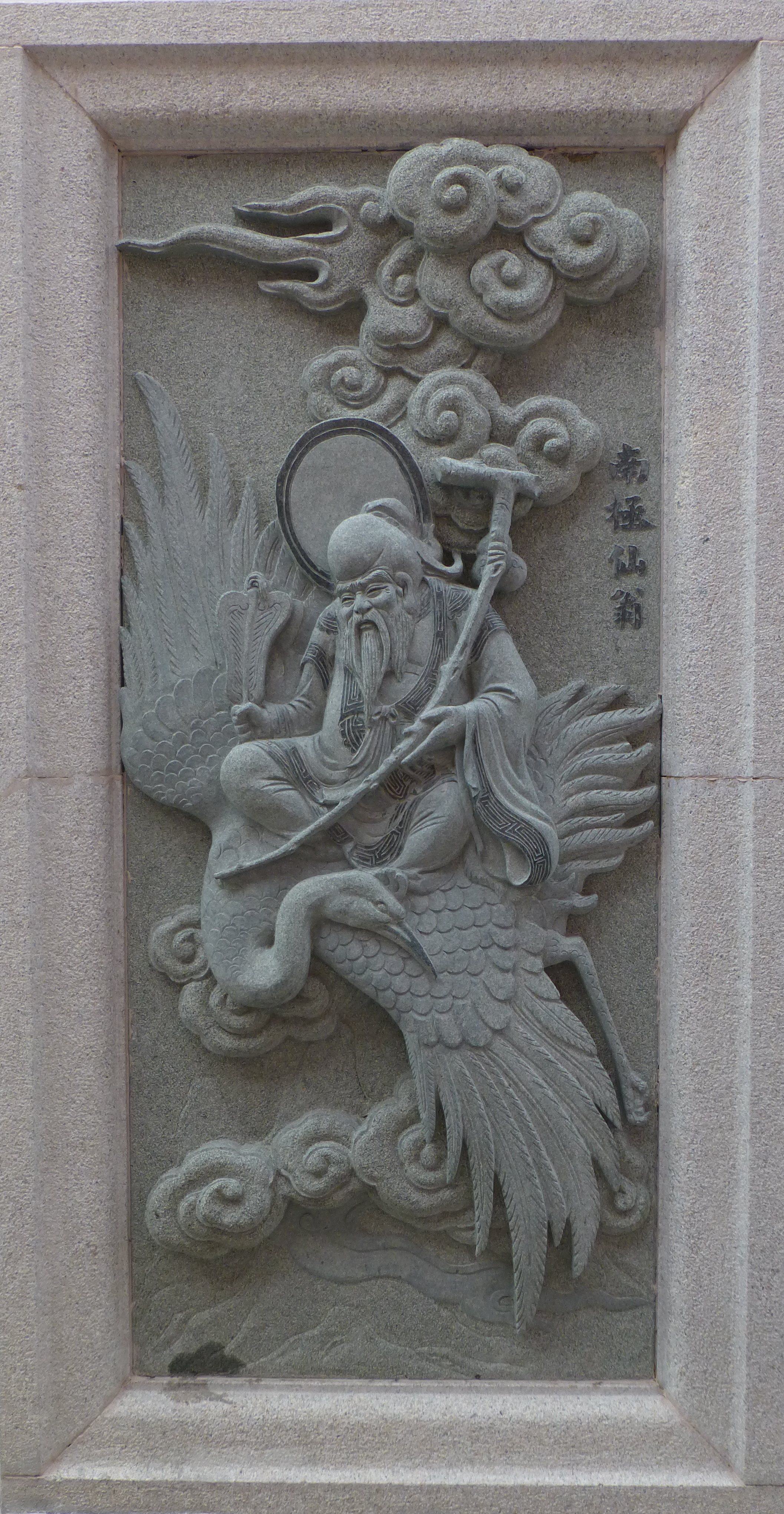
南極仙翁
南極仙翁是元始天尊的大弟子，雖然經常幫助姜子牙，但鮮少直接參與戰鬥，僅在破除張紹的紅砂陣，以及通天教主的萬仙陣時出手。在紅砂陣中，他用五火七禽扇把紅砂搧走，再由白鶴童子給予張紹致命一擊。
雲中子
雲中子是終南山玉柱洞的闡教煉氣士。在狐狸精假扮妲己進入宮中後的某日，雲中子察覺宮中有妖氣，便命將松枝削成木劍，帶進宮中獻給紂王，讓他將劍掛在分宮樓以鎮妖物。但雲中子走後，紂王見妲己因木劍而痛苦，就把木劍燒了。當姬昌在燕山撿到雷震子時，雲中子現身並收之為徒；在聞太師敗逃至絕龍嶺時，雲中子以通天神火柱將他燒死；此外他還經常以法寶照妖鑑辨別出妖怪的原形。
|  |  |  |  |  |  |  |  |  |  |  |  |

赤精子
赤精子是學承於元始天尊的崑崙十二仙之一，在太華山雲霄洞自立洞府。當殷郊和殷洪快被處刑時，赤精子和廣成子將二位太子救出，之後他收殷洪為徒。當姜子牙遭姚天君以落魂陣取走魂魄時，赤精子到玄都洞向太上老君借法寶太極圖，進入落魂陣奪回吸入了姜子牙魂魄的草人，卻同時將太極圖遺落在落魂陣內。之後破十絕陣時，赤精子負責破落魂陣，將太極圖取回。在姜子牙率軍東征時，赤精子把法寶交給殷洪，不料殷洪遭申公豹蠱惑，轉而與姜子牙為敵。赤精子用太極圖將違背誓言的殷洪化成飛灰。之後，赤精子參與了破除萬仙陣的行動。
廣成子
廣成子是學承於元始天尊的崑崙十二仙之一，在九仙山桃源洞自立洞府。當殷郊和殷洪快被處刑時，赤精子和廣成子將二位太子救出，之後他收殷郊為徒。在姜子牙率軍東征時，廣成子把法寶交給殷郊，不料殷郊遭申公豹蠱惑，轉而與姜子牙為敵，被擊敗後受犁刑而死。廣成子用番天印破除金光聖母的金光陣，在姜子牙殺了截教高仙火靈聖母後，廣成子到碧遊宮歸還金光聖母的金霞冠，但此舉引發截教門人不滿，最終演變成截教以誅仙陣和萬仙陣與闡教展開全面對決的局面。
玉鼎真人
玉鼎真人是學承於元始天尊的崑崙十二仙之一，在玉泉山金霞洞自立洞府。由於身為徒弟的楊戩修道有成，玉鼎真人也鮮少出面協助或責難他。雖然玉鼎真人曾與朱天麟對戰過，也曾參與破誅仙陣的行動，但過程中並沒有使用自己的法寶。
太乙真人
太乙真人是學承於元始天尊的崑崙十二仙之一，在乾元山金光洞自立洞府。他將法寶靈珠子送下凡間，託陳塘關總兵李靖的夫人殷氏懷胎三年六個月後降世，並在嬰兒出世後命名為哪吒，將他收作徒弟。由於哪吒經常胡作非為，太乙真人時常出面收拾，例如用九龍神火罩燒死因為弟子被殺而前來問罪的石磯娘娘，以及用蓮花讓哪吒再度降生。在哪吒下山之後，太乙真人出面破了孫天君的化血陣，亦參與了破除萬仙陣的行動。
文殊廣法天尊
文殊廣法天尊是學承於元始天尊的崑崙十二仙之一，在五龍山雲霓洞自立洞府，有弟子金吒。在九龍島四聖攻來時，文殊廣法天尊以法寶遁龍樁捕獲王魔，隨後由金吒將之斬首。在秦完設下天絕陣時，文殊廣法天尊腳踏蓮花入陣，因此毫髮無傷就破陣了。在萬仙陣中，文殊廣法天尊以借自元始天尊的盤古旛壓制虯首仙的太極陣，同時現出法身，把無計可施的虯首仙用綑妖繩綁了，讓他現出原形──青毛獅。青毛獅後來成為文殊廣法天尊的座騎，而文殊廣法天尊後來皈依西方，成了文殊菩薩。
普賢真人
普賢真人是學承於元始天尊的崑崙十二仙之一，在九功山白鶴洞自立洞府，有弟子木吒。在袁角設下寒冰陣時，普賢真人腳踏祥雲入陣，因此毫髮無傷就破陣了。在萬仙陣中，普賢真人以借自元始天尊的太極符印壓制靈牙仙的兩儀陣，同時現出法身，把無法可施的靈牙仙用長虹索綁了，讓他現出原形──白象。白象後來成為普賢真人的座騎，而普賢真人後來皈依西方，成了普賢菩薩。
慈航道人
慈航道人是學承於元始天尊的崑崙十二仙之一，在普陀山落伽洞自立洞府。她在十絕陣中破了董全的風吼陣，用清淨琉璃瓶把董全吸入瓶中。在萬仙陣中他與金光仙對戰，南極仙翁讓金光仙現出原形──金毛獅，並賜給慈航道人當座騎使用。慈航道人後來成為觀世音菩薩。
懼留孫
懼留孫是學承於元始天尊的崑崙十二仙之一，在夾龍山飛雲洞自立洞府，有徒弟土行孫。懼留孫能使地行術，雖然他在故事中沒有使用，但學成這項能力的土行孫在故事中大放異彩。懼留孫具有克制這項能力的法寶指地成鋼符，以及法寶綑仙繩，他在十絕陣中破了趙江設下的地烈陣。懼留孫後來成為懼留孫佛。
靈寶大法師
靈寶大法師是學承於元始天尊的崑崙十二仙之一，在崆峒山元陽洞自立洞府。為了破除十絕陣中的風吼陣，他請好友度厄真人出借定風珠。
道行天尊
道行天尊是學承於元始天尊的崑崙十二仙之一，在金庭山玉屋洞自立洞府。有徒弟韋護、韓毒龍、薛惡虎。
清虛道德真君
清虛道德真君是學承於元始天尊的崑崙十二仙之一，在青峰山紫陽洞自立洞府。他拯救了被挖去雙眼的楊任並收之為徒，在黃飛虎遇到危難時也派出徒弟黃天化下山應對。在十絕陣中，清虛道德真君破了王奕的紅水陣。
黃龍真人
黃龍真人是學承於元始天尊的崑崙十二仙之一，在二仙山麻姑洞自立洞府。座騎是鶴，武器是雙劍。沒有知名的徒弟，亦沒有使用法寶大顯身手的場面。

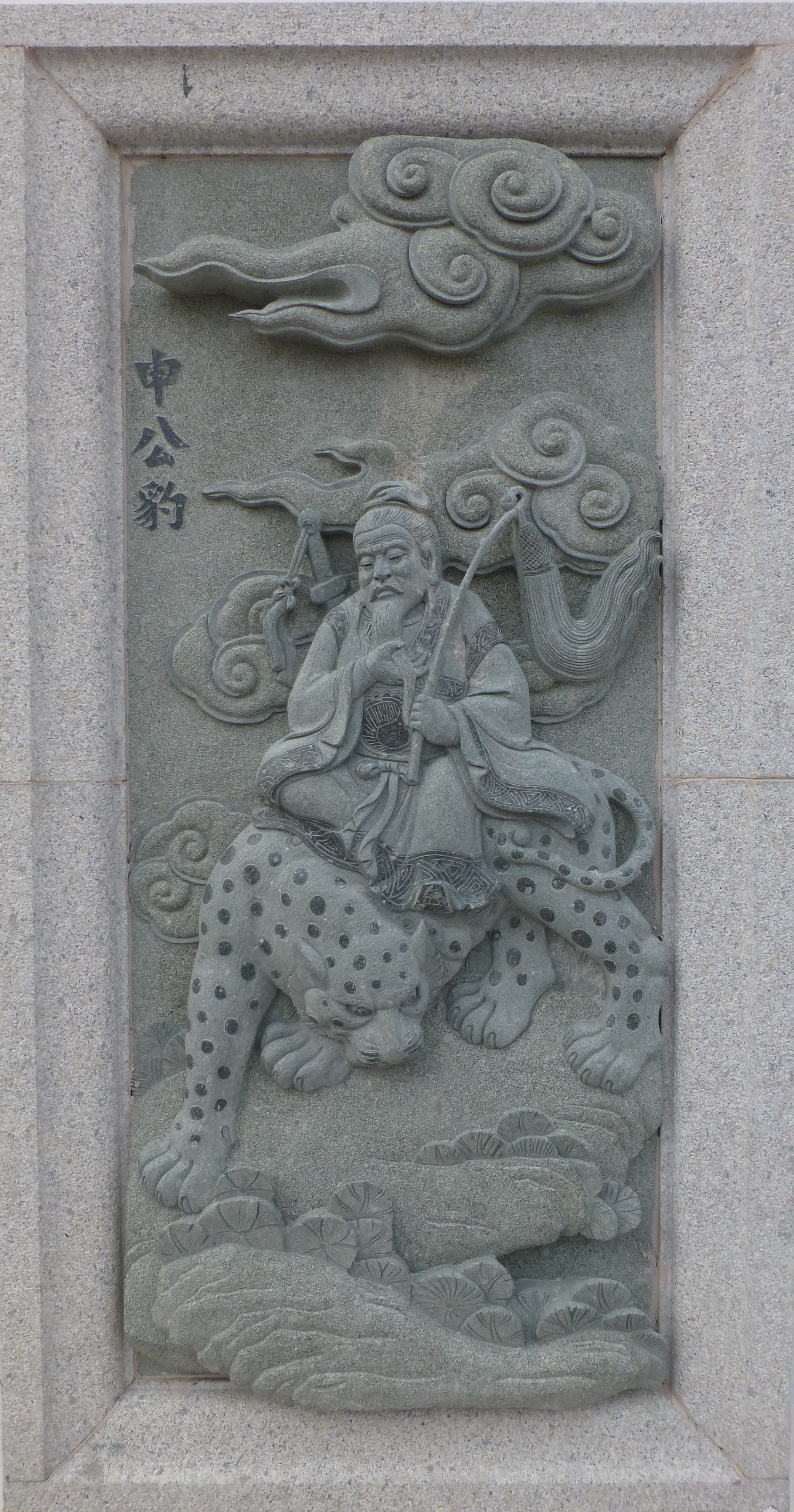
申公豹
申公豹是元始天尊的弟子，姜子牙的師弟，座騎是白額虎，持有法寶開天珠，道行雖然不高，但能言善道、交際廣闊，通曉左道之術，具有將自己的首級割下再裝回的異能。在姜子牙受命封神後，申公豹叫住姜子牙，勸他跟隨自己保紂滅周，姜子牙認為申公豹之舉違背天意，自己亦無意違反師尊之命，拒絕了申公豹，申公豹遂立誓要讓西岐化為血海，之後遊走四方，勸說龍鬚虎、十天君、土行孫、三仙姑、呂岳、殷洪、殷郊、馬元等人與姜子牙為敵。在佳夢關前，申公豹與姜子牙正面對決，雖然身上帶傷的姜子牙不敵申公豹，但懼留孫從旁助陣，把申公豹綑住。申公豹在師尊面前起誓不再阻撓姜子牙，但隨後便違背誓言，於萬仙陣中總督萬仙。在萬仙陣被破後，元始天尊差黃巾力士把申公豹的身子拿去塞北海眼。申公豹最後被封為分水將軍，執掌東海。
鄧華
鄧華是玉虛宮第五位門人，武器是方天畫戟，和設下天絕陣的秦完戰不到五回合就被對方殺死，死後被封為木府星。

### 三代弟子

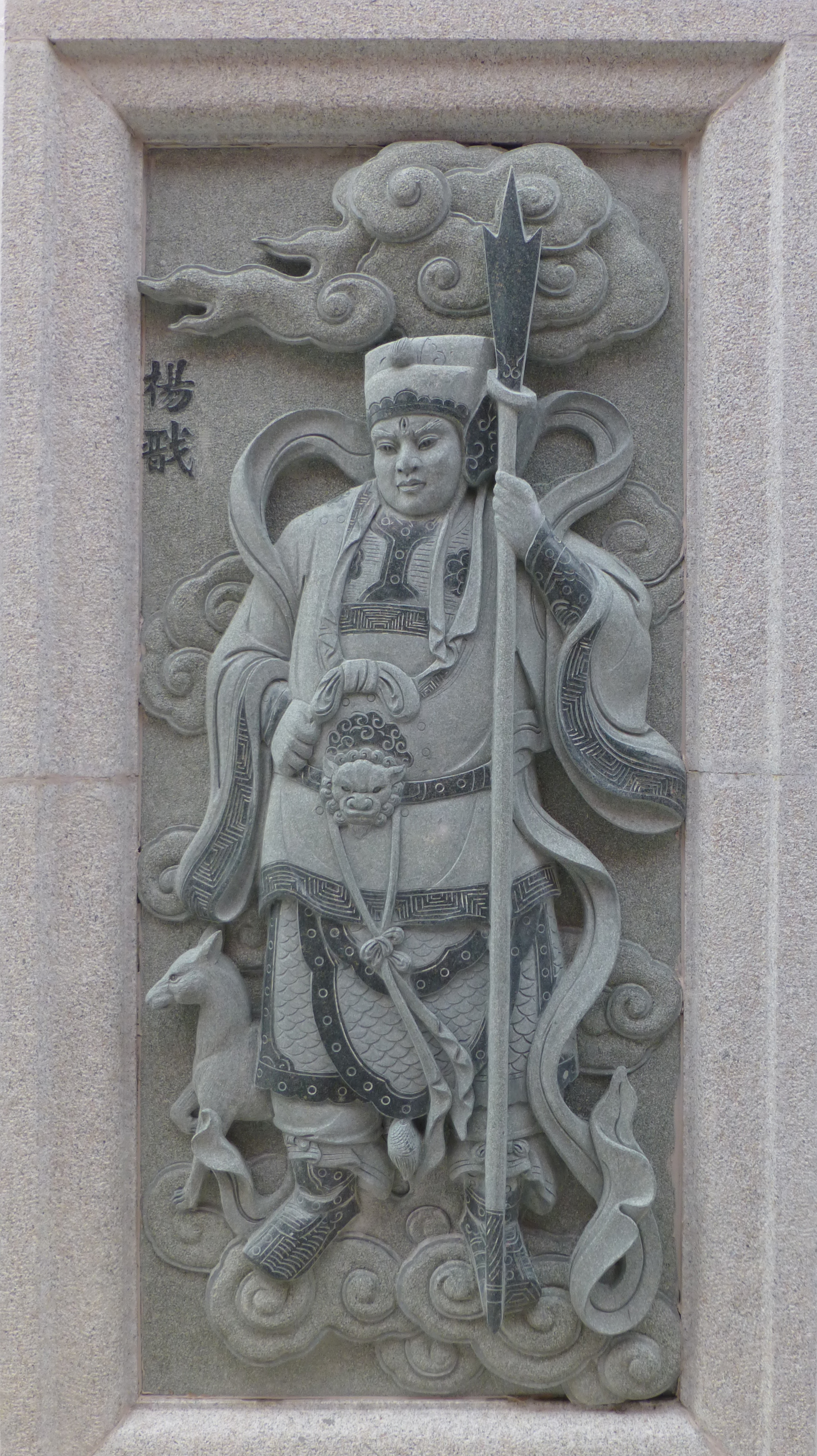
楊戩
楊戩是玉鼎真人門下弟子。在魔家四將和姜子牙的兵馬僵持不下時，楊戩奉師命下山助陣，之後就一直活躍於周營。楊戩身穿淡黃袍，早期以鎗為武器，後以三尖兩刃刀做為武器，練就一身九轉元功，有七十二變的能力，又有靈獸哮天犬輔佐，在下山前就已經封為清源妙道真君。楊戩並不以武力見長，而是以謀略和變化屢建奇功，在姜子牙對魔家四將的法寶無計可施時，楊戩故意讓自己被魔家四將放出的法寶花狐貂吃掉，藉此查探敵情，還讓自己變成花狐貂，把四將的法寶一併盜出。此外，楊戩還能將土和草變為壯漢，藉此擾敵。由於楊戩練就九轉元功，可以將元神遁出，因此即使被聞太師的金鞭直擊腦門也不受傷，讓聞太師不由得欽嘆楊戩的能耐，此外，鄧嬋玉的五光石和余化的毒刀也都傷不了楊戩；在呂岳的門徒在西歧城的水裡下毒時，楊戩也因為元功變化而不受影響，因此能上火雲洞討救兵。楊戩的洞察力十分敏銳，在姚天君對姜子牙下咒時，是楊戩最先察覺姜子牙的異狀；在土行孫盜用懼留孫的綑仙繩綁住姜子牙時，是楊戩最先認出；在殷洪、殷洪藉師父的法寶與姜子牙為敵時，也是由楊戩最先發現他們的法寶，讓姜子牙逃過一劫。楊戩還善於交涉，在對付殷郊、殷洪時，是楊戩上山向兩人的師父探聽虛實、借用法寶；在呂岳擺出瘟癀陣時，是楊戩伶牙俐齒，讓呂岳一時無以應答；楊戩更善於設圈套制敵，在土行孫行刺周武王時，他曾變為女人智擒土行孫；在余化的毒刀傷了哪吒和雷震子時，是楊戩以變化盜取解藥；在澠池縣對付張奎時，楊戩發現張奎的座騎烏煙獸相當麻煩，便施替身騙張奎的部下砍下烏煙獸的頭，又用同樣的方法讓人砍下張奎母親的頭，讓張奎陣腳大亂；在對付梅山七怪時，楊戩展現多端變化，幾乎只靠一人就將七怪擊倒。在紂滅周興後，楊戩回山覆命。

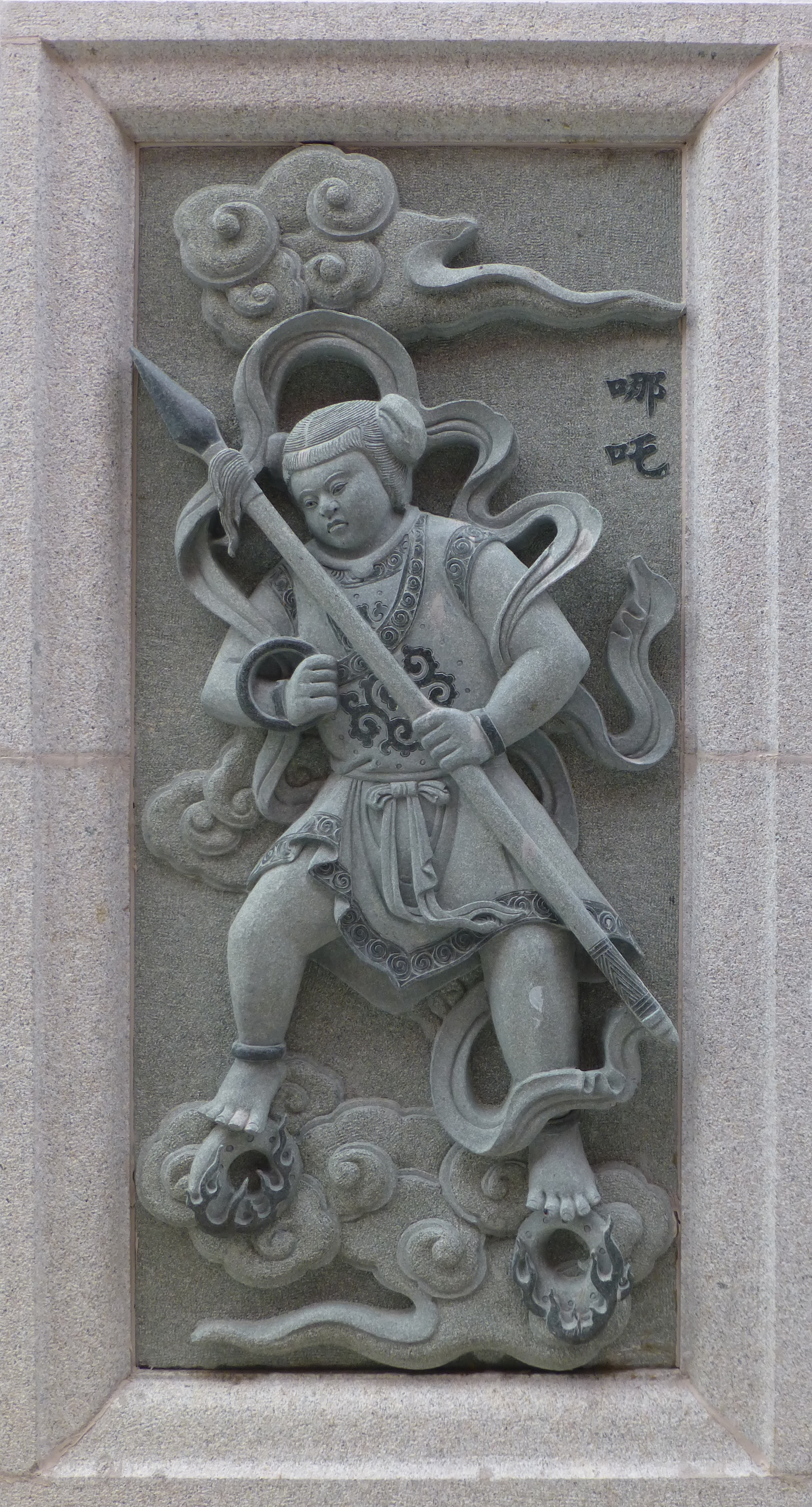
哪吒
哪吒是太乙真人的法寶靈珠子，假托李靖的妻子殷氏降世，成為李靖的三子，靈珠子在殷氏體內待了三年半，出生時是一個古怪的肉球，李靖一劍劈開肉球，哪吒就此誕生。哪吒出生時便腳登風火輪、手執乾坤圈、腰繫混天綾三件法寶，太乙真人現身，將他取名為哪吒後收作徒弟。哪吒七歲時在東海口九灣河戲水，因為混天綾在水中隨波晃動，連帶使東海龍宮也激烈地震盪。巡視的夜叉李艮上前查看，因為哪吒是個小孩便嘲笑他，遭哪吒用乾坤圈打死。之後，哪吒又打死龍王三太子敖丙，還埋伏上天庭告狀的東海龍王敖光，把他痛打一頓。之後，哪吒因為貪玩，用乾坤弓和震天箭誤殺截教石磯娘娘的徒弟碧雲。石磯娘娘前來追究，哪吒敵不過她，只好找太乙真人求助，太乙真人包庇哪吒，用九龍神火罩燒死了石磯。另一方面，取得玉帝許可的东海龙王敖光進入陳塘關捉拿李靖，哪吒不願連累爹娘，便剖腹剜腸，將肉身還給父母以贖過。殷氏擔憂哪吒的魂魄無棲，瞞著李靖建造哪吒的行宮，並塑造了哪吒的金身。李靖知道後憤而燒毀行宮、打碎金身，哪吒只得回去找師父。太乙真人讓哪吒以蓮花為憑再度降生，又傳給他金磚、陰陽劍、火尖鎗和九龍神火罩多件法寶。哪吒隨後回陳塘關要殺李靖，但被李靖以燃燈道人傳授的寶塔所制伏，並在燃燈道人的調解下，哪吒和李靖兩父子和好。之後哪吒繼續隨師父太乙真人修行，從在汜水關拯救陷入危機的黃飛虎。還有姜子牙被張桂芳打得陷入苦戰時，開始加入周營作戰。由於蓮花化身的哪吒沒有三魂七魄，因此所有會對魂魄造成影響的法寶或法術都對哪吒無效，對哪吒無效的法術有張桂芳的叫魂法術、呂岳的瘟疫妖術、殷洪的陰陽鏡法術、余德的痘毒妖術，他憑著這項優勢和變身成三頭八臂的能力，持諸多法寶馳騁於戰場，立下諸多功勞。在紂滅周興之後，哪吒回山覆命。

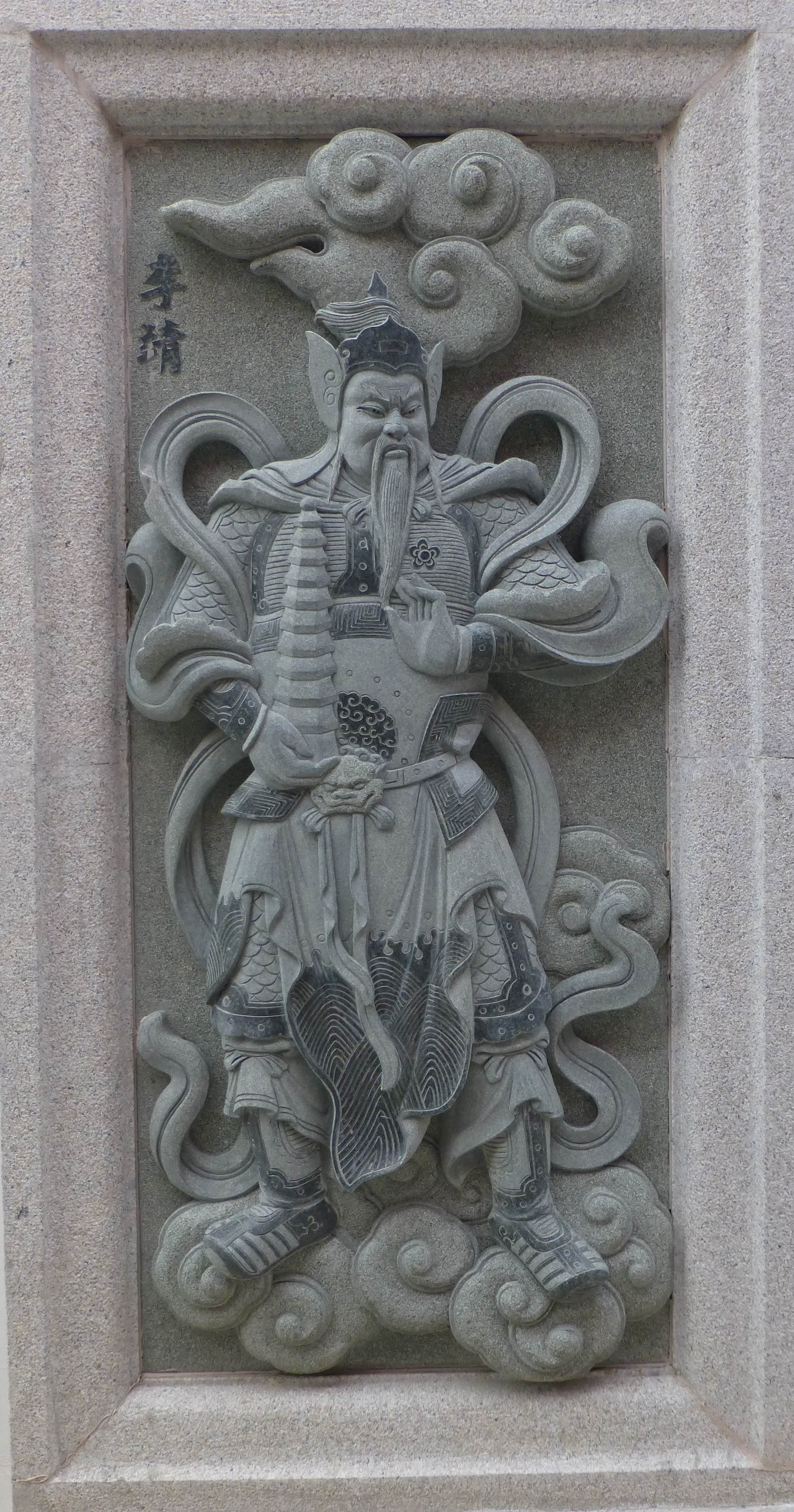
李靖
李靖是陳塘關總兵官，有妻殷氏，長子金吒、次子木吒、三子哪吒。李靖從小拜度厄真人為師，學習五行遁術，但修練未成便下山輔佐紂王。在哪吒出世後，李靖的命運就此改變，由於哪吒不斷闖禍，讓他與李靖反目成仇，但李靖並非哪吒的對手，在燃燈道人和太乙真人出面後，父子才得以和解。之後李靖背棄昏庸的紂王，成為燃燈道人的弟子並再續修行。當殷郊謀反並引發戰事，而殷郊陣營的羅宣敗戰而逃時，巧遇奉命下山幫助姜子牙的李靖，被他用燃燈道人傳授的三十三天黃金寶塔打碎腦袋。之後，李靖便成為西歧的將領並隨軍東征。在紂滅周興之後，李靖回絕了武王賜予的功名爵位，告辭歸山。

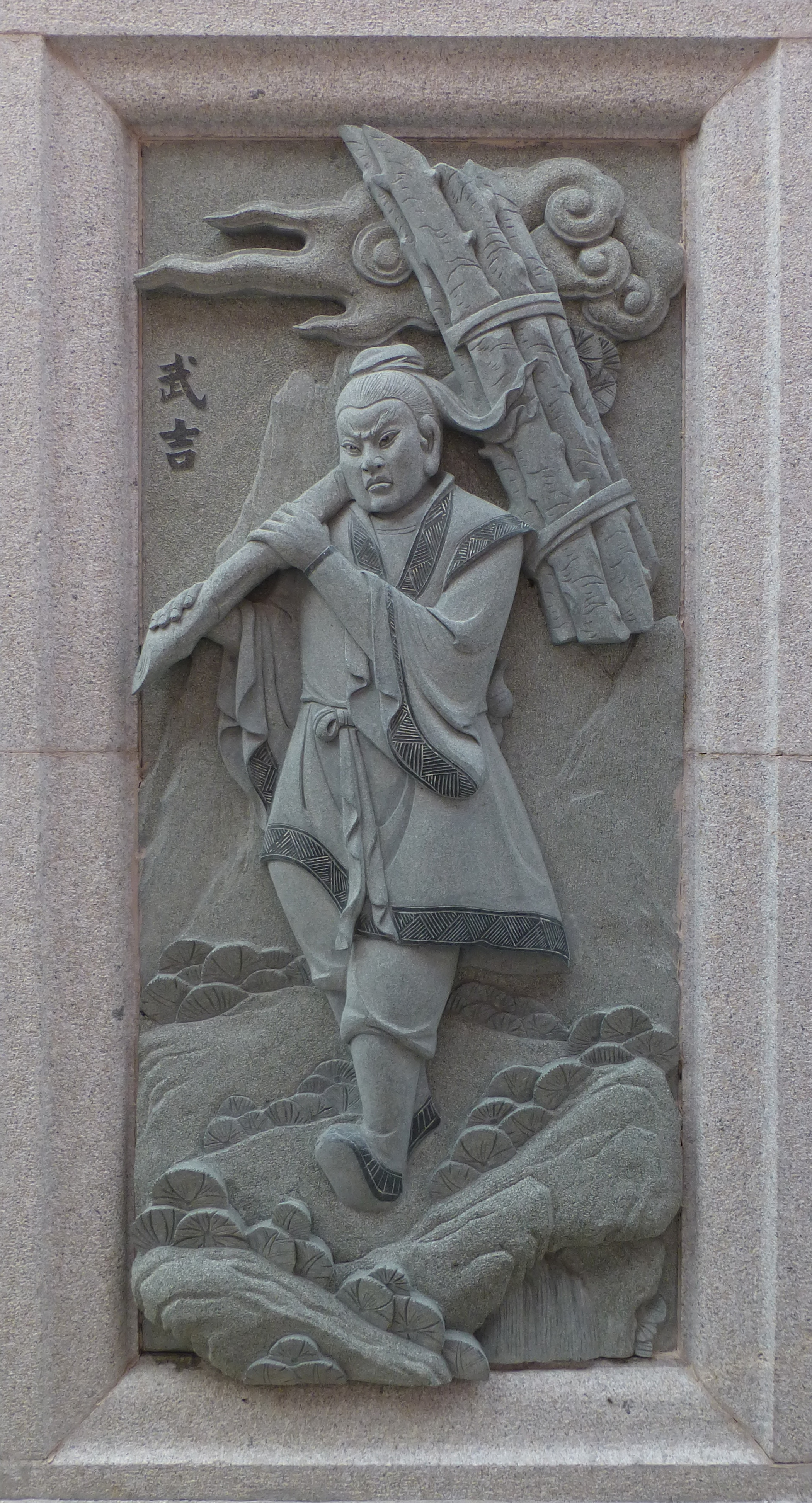
武吉
武吉本為樵夫，祖籍西岐，家有老母。因伐木時經常見到姜子牙以直鉤在渭水邊垂釣便嘲笑他，兩人就此相識。不久後，武吉在西岐城裡不慎用扁擔打死了人，應驗了姜子牙的預言，周文王畫地為牢，後來武吉被暫時釋放，照顧老母直至秋後正法。武吉按母親建議，拜姜子牙為師，用他傳授的法術逃過死劫，之後聽姜子牙講授兵法。日後，周文王出遊打獵時在山上巧遇武吉，從他口中得知姜子牙這號人物，促使周文王聘請姜子牙，而武吉也被封為武德將軍，輔周抗商。武吉並無道行，也無法寶，以鎗作為武器。在於商軍對抗時，曾力抗魔禮壽、陶榮、余兆、卞吉等將士，或是擔任守城、報信或奧援。
龍鬚虎
龍鬚虎是在少昊時吸收天地精華而誕生的古怪道士，後被姜子牙收為徒弟。龍鬚虎的頭像駱駝、脖子像鵝、鬍鬚像蝦、耳朵像牛、身體像魚、手像鶯、腳像虎。姜子牙初次上崑崙山求助，在返程中遇見龍鬚虎，被他的古怪樣貌嚇出冷汗。龍鬚虎受到申公豹拐騙，認為吃姜子牙的肉可以延年益壽，在知道受騙上當之後，龍鬚虎為自己的愚昧感到愧疚，拜姜子牙為師。龍鬚虎具有以手發石的異能，只要張開手便有磨盤大的石頭如雨般打下，但他在戰場上並不活躍，曾敗給高友乾、鄧嬋玉、楊文輝等敵將，僅在對付鄔文化時稍顯身手，之後就在鄔文化和袁洪的夜襲中喪命。龍鬚虎死後被封為九醜星。

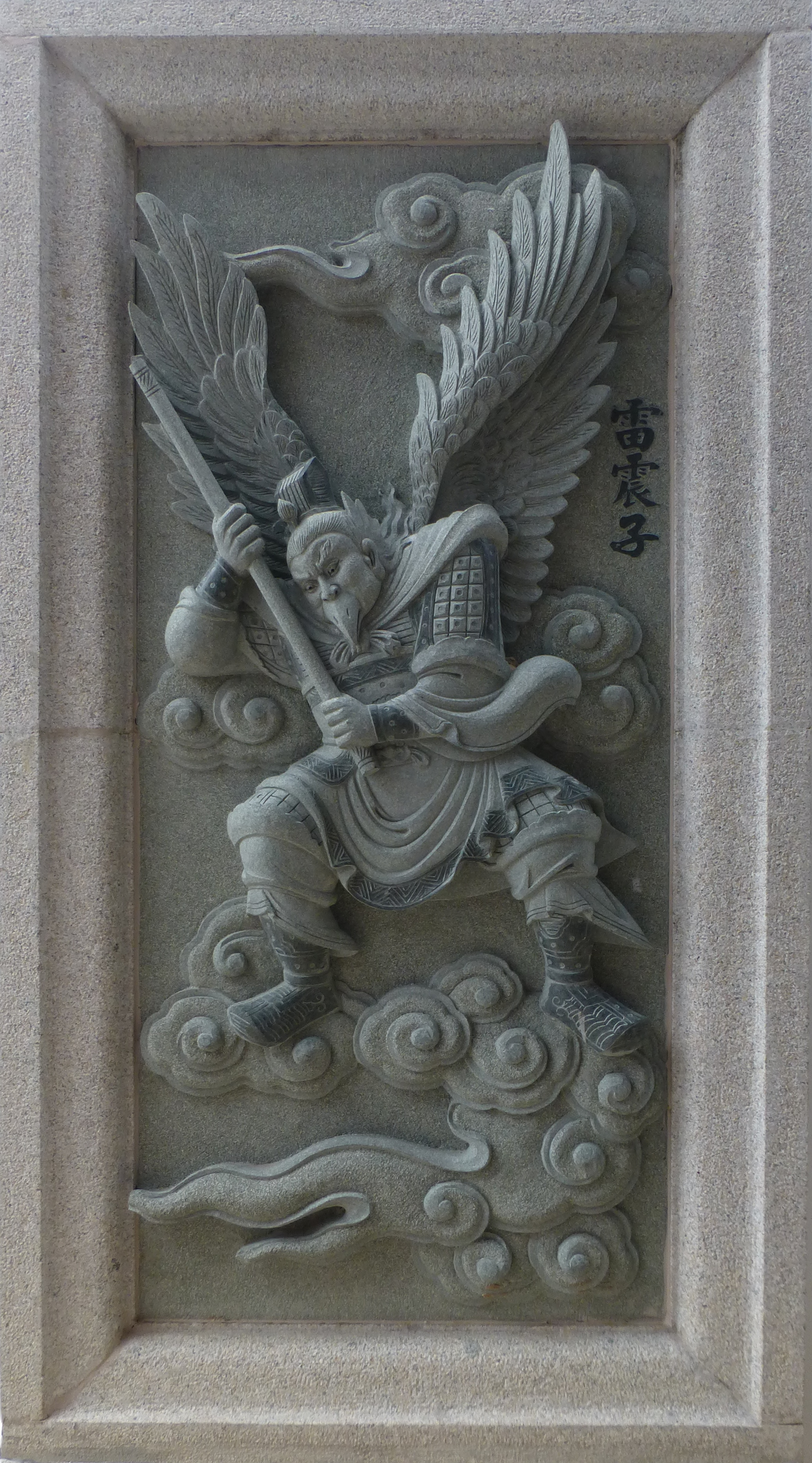
雷震子
雷震子是姬昌的第一百個兒子。在紂王設計陷害四大諸侯，姬昌前往朝歌途中，霎時雷雨大作。雷停雨息之後，在古墓旁發現一嬰兒，姬昌便收作義子。不久後雲中子出現，將嬰兒命名為雷震子並收為徒弟。七年後，雷震子吃下二枚仙杏，變成青臉高鼻、暴眼橫牙、身長兩丈的奇人，兩脅更長出翅膀，一翅管風，一翅掌雷，還得到雲中子傳授的金棍。在姬昌逃出朝歌後，雷震子下山助父，用金棍把山嘴打塌半邊，嚇退殷破敗和雷開的兵馬，隨後便回山覆命。在周營面對十絕陣對峙時，雷震子下山助周滅紂，時常擔任先鋒，迎擊過趙公明、鄧九公、孔宣、呂岳等人，在紅沙陣中力保周武王，十分活躍。在殷商滅亡後，雷震子歸山覆命，肉身成聖。

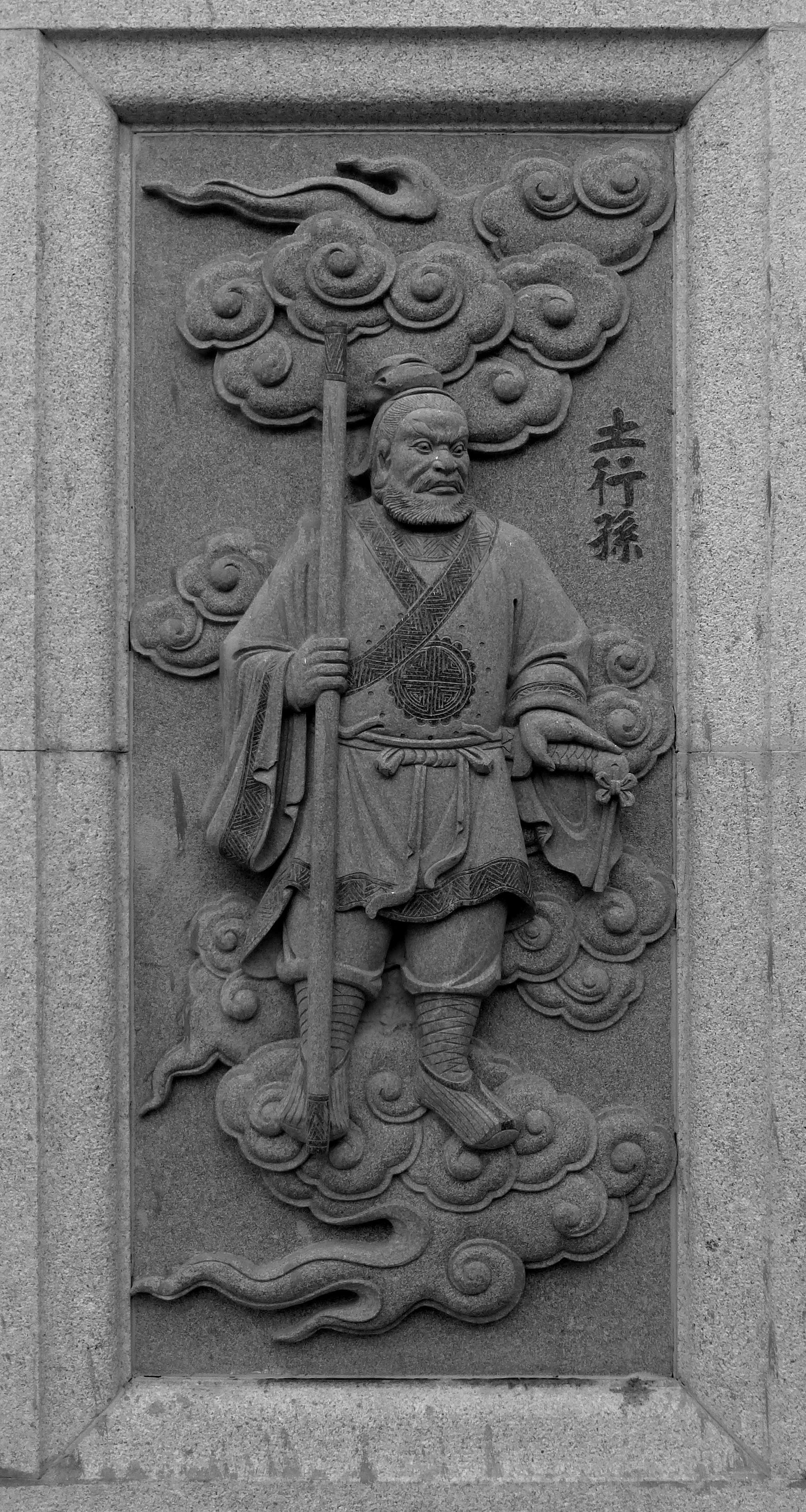
土行孫
土行孫是懼留孫門下弟子，身高不超過四尺，其貌不揚，卻有著地行術的本領，能在地底下日行千里。土行孫雖是闡教門人，卻被申公豹慫恿、盜走師父的綑仙繩和丹藥，下山做三山關鄧九公的部將。鄧九公見土行孫貌不驚人，僅他做督糧使，直到鄧九公父女敗給周營後才開始重用土行孫。土行孫用一根賓鐵棍，藉著用地行術出其不意地攻人下盤，再用綑仙繩將人擒拿。在擒得哪吒、黃天化後，鄧九公在宴上乘著酒興，要將女兒鄧嬋玉許配給土行孫。但楊戩識破土行孫的法寶，請懼留孫下山制伏，土行孫只得歸周，之後，姜子牙設計讓其妻鄧嬋玉和岳父鄧九公也歸順周營。歸周後的土行孫仍以地行術大顯身手，曾力抗鄭倫、馬元等人，在黃天祿遭擒時潛入敵營救援，不過也曾因盜余元座騎失風被逮，險些遭姜子牙斬首。在進軍至澠池縣時，土行孫遇上比他更為精通地行之術的總兵張奎，因技不如人而被殺。土行孫最後被封為土府星。

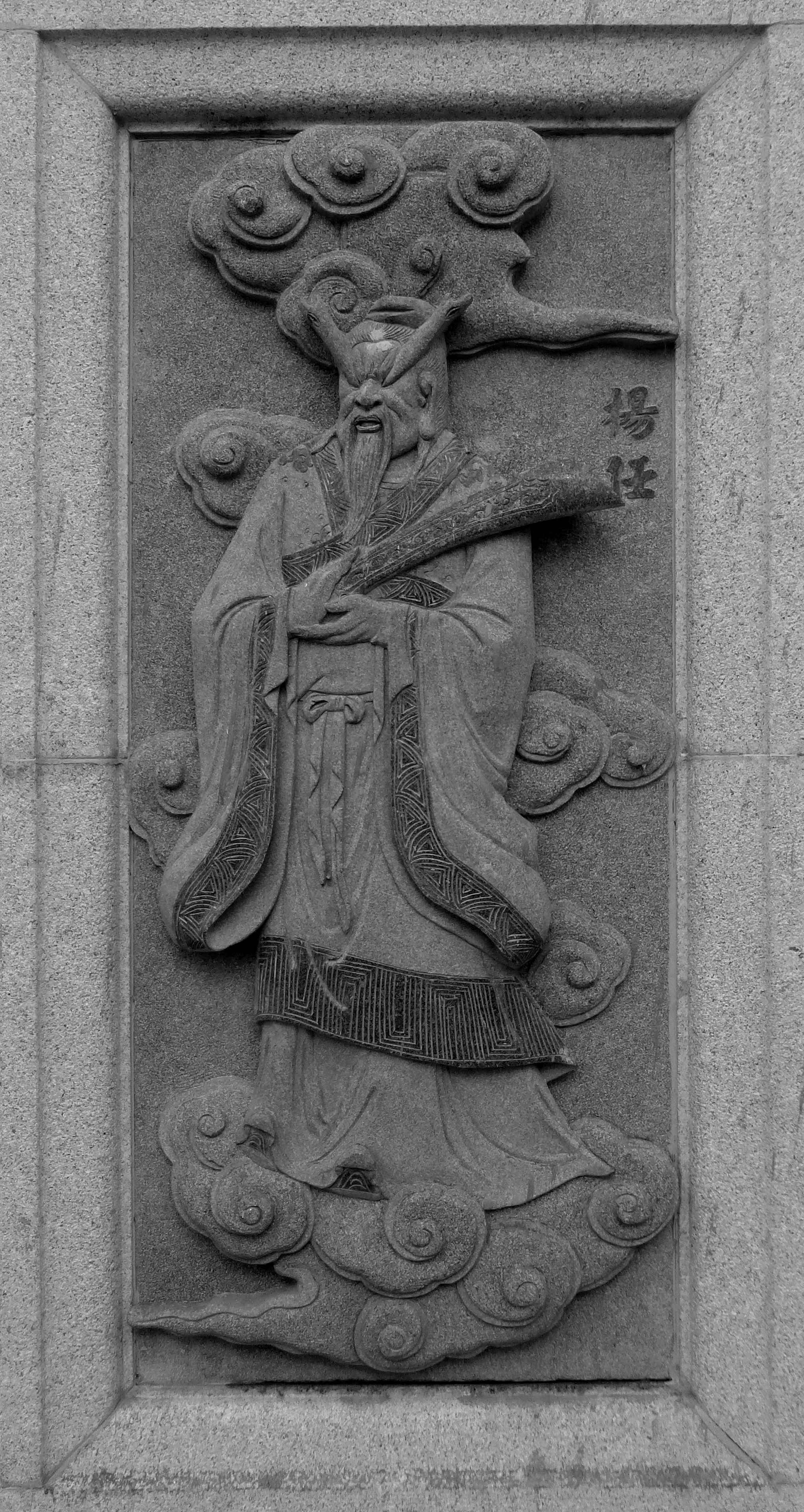
楊任
楊任本是商朝上大夫，在姜子牙因拒造鹿臺投水後，楊任對紂王上奏，斥責紂王聽信妲己之言，並指出了商朝面臨的禍害，被盛怒的紂王剜去雙目而死。他的怨氣直衝清虛道德真君面前，真君用仙丹把他救活，讓他的雙眼各長出一隻手，而手掌心和掌背又各有一隻眼。之後，楊任拜真君為師並棄商投周。他在姜子牙於穿雲關身陷瘟癀陣時，領了師父五火神焰扇和飛電鎗，騎雲霞獸下山助陣。楊任下山後先救了被囚的黃飛虎等人，再用五火扇把敵將呂岳、李平、陳庚搧成飛灰，破了瘟癀陣，其後在潼關打倒主將余化龍的兒子余先和余兆。在張奎欲以地行術暗殺姜子牙之時，楊任以法眼識破，間接保了姜子牙一命，之後又以法眼監視張奎的行蹤，連同楊戩和韋護圍攻他。在周營與梅山七怪作對時，楊任曾用五火扇擊退袁洪，但之後卻躲不及他的攻勢，被一棍打死。最後被封為甲子太歲之神。

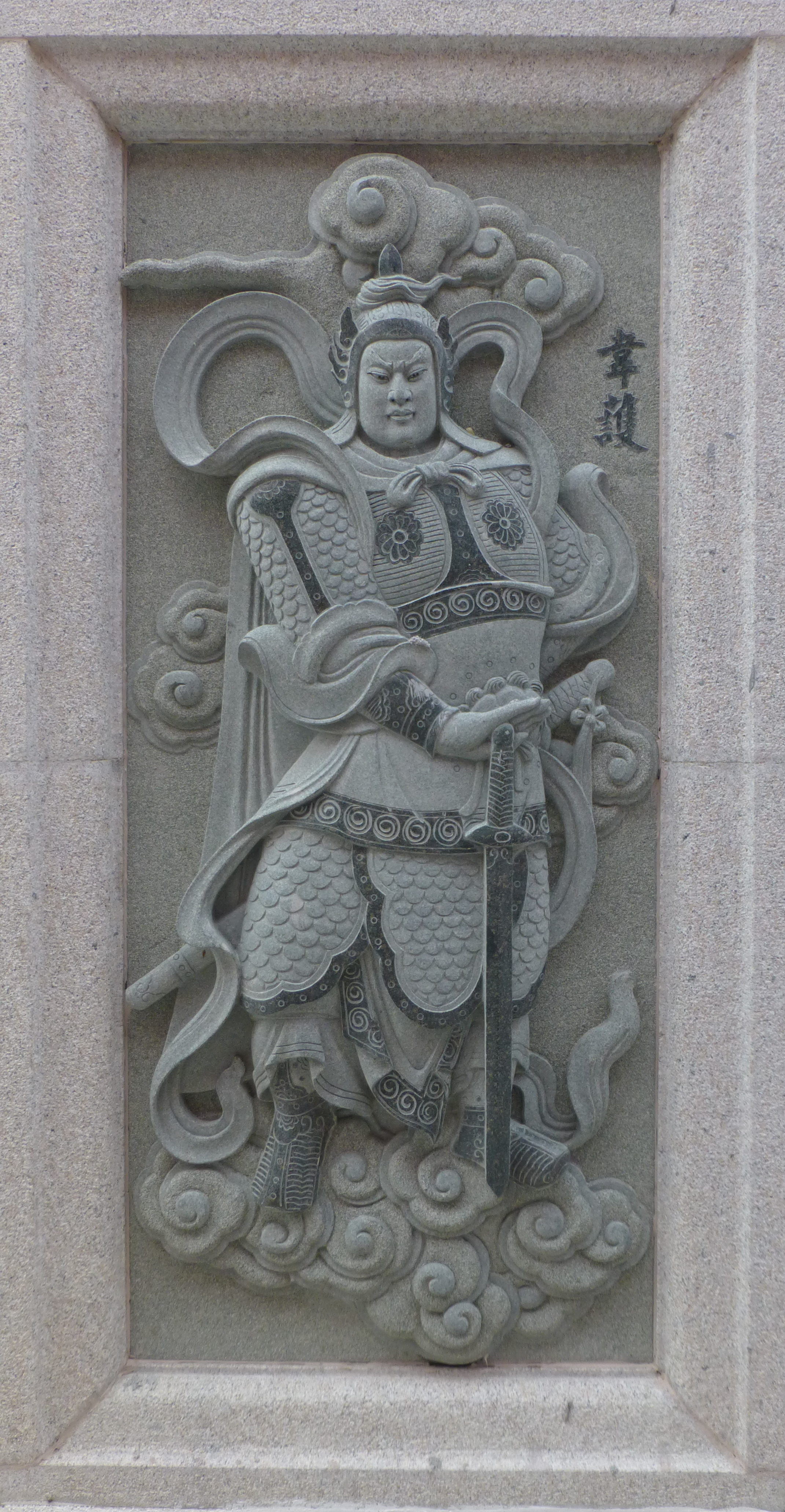
韋護
韋護是道行天尊門下弟子，奉師命下山助姜子牙滅紂。韋護曾遭遇攻打西岐失利逃跑的呂岳，本來要以法寶降魔杵將他殺死，但只殺掉了他的部下楊文輝。韋護也曾從旁協助楊戩擊退孔宣，並在余元單挑姜子牙時前去助陣，在對付張奎時，是由韋護給予致命一擊。在紂滅周興後，韋護回山覆命。之後成為佛教中的韋馱尊天菩薩。
金吒、木吒
金吒是李靖長子，拜文殊廣法天尊為師。木吒是李靖次子，拜普賢真人為師。當姜子牙與九龍島四聖對峙時，金吒與師父一起登場並斬殺四聖中的王魔，而木吒則巧遇敗逃的李興霸，用吳鉤劍把他斬殺，之後兩人與李靖、哪吒便共同在西岐陣營中作戰。金吒和木吒不像哪吒那般展露頭角，但亦常上前線與敵將作戰，尤其在營救陷入苦戰的東伯侯姜文煥時更大顯身手。兩人自稱蓬萊島煉氣散人孫德和徐仁，進入敵城遊魂關取信守將竇榮，但副將姚忠和竇榮的妻子徹地夫人認為有詐，於是金吒和木吒假裝憤而離去，並擒住姜文煥的武將馬兆以取得信任，裡應外合之下，將竇榮和徹地夫人都殺死，讓東伯侯得以順利通關，與姜子牙的兵馬會師。在紂滅周興之後，金吒和木吒回山覆命。
韓毒龍、薛惡虎
韓毒龍和薛惡虎是道行天尊門下弟子。當魔家四將把西岐城包圍，導致城內糧草缺乏時，韓毒龍和薛惡虎將糧草帶到，解除斷糧危機。韓毒龍和薛惡虎的武器都是劍，在破十絕陣時，韓毒龍死於地烈陣，薛惡虎在寒冰陣中喪命。韓毒龍死後被封為增福神，薛惡虎則被封為損福神。
白鶴童子
白鶴童子是南極仙翁的弟子，在玉虛宮中擔任差使。

## 截教

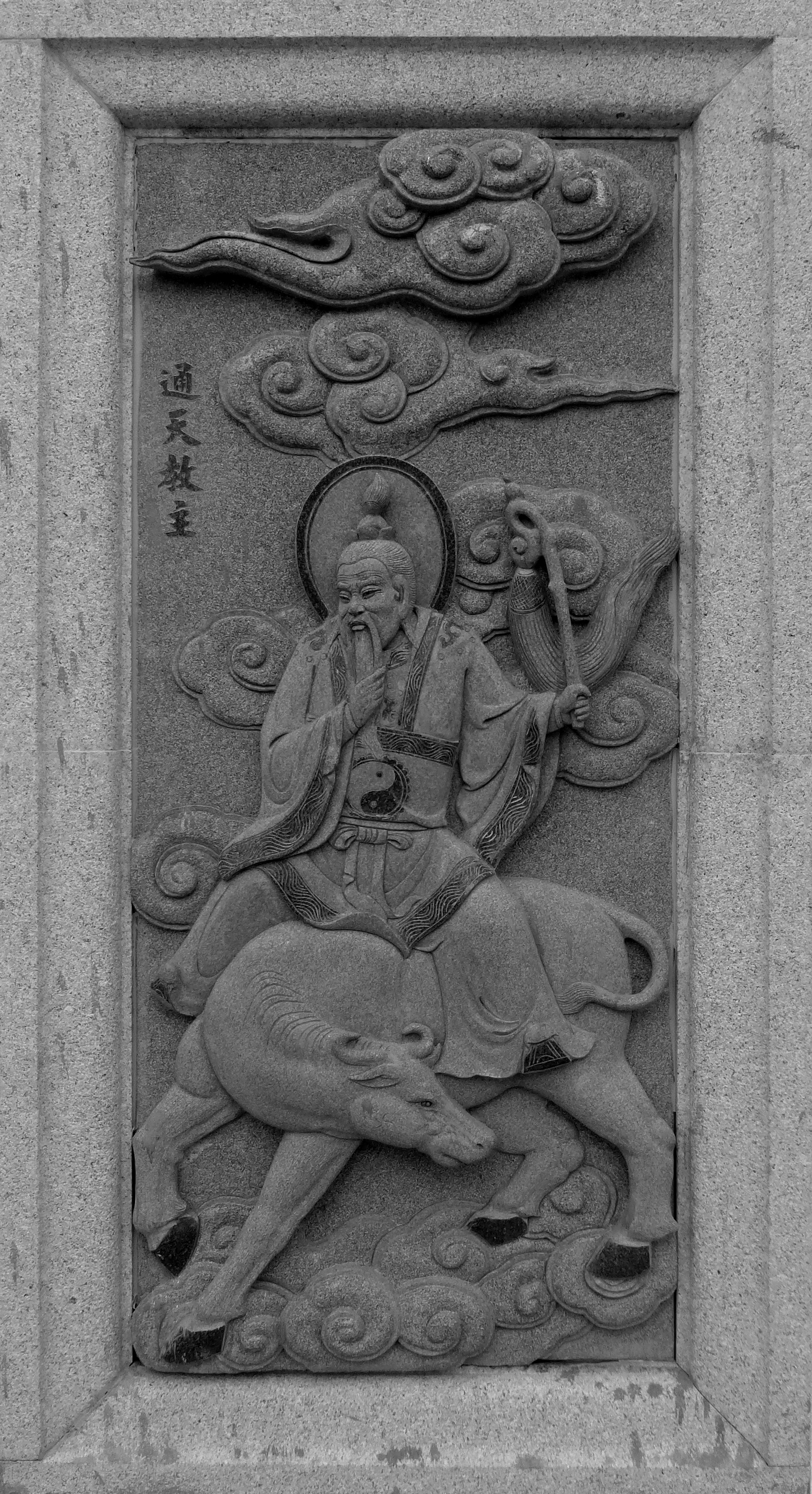
通天教主
通天教主是太上老君和元始天尊的師弟，鴻鈞老祖最得寵的弟子，創立了截教，又稱通天教。通天教主為人有教無類，廣收仙人，所以山精水靈，木妖石怪無不加入截教，是仙人數目最多的一教。雖然通天教主共同參與了封神榜的制定，但在截教仙人接二連三地阻撓姜子牙並因此殞命後，失去眾多門徒的通天教主也憤而加入了紛爭之中。在廣成子殺死截教高仙火靈聖母後，截教眾仙從旁鼓譟，促使通天教主動員了截教所有弟子佈下誅仙陣和萬仙陣阻撓西岐軍，而太上老君、元始天尊和西方教的接引道人、準提道人也因為通天教主出手而則紛紛幫助姜子牙，紛爭最後以鴻鈞老祖出面調解，使鬥爭畫下句點。
通天教主的原型說法甚多，最普遍的說法之一為與玉清・元始天尊和太清・道德天尊（太上老君）並列三清的上清・靈寶天尊。

### 通天教主座下弟子
多寶道人、金靈聖母、無當聖母、龜靈聖母
多寶道人、金靈聖母、無當聖母（亦作武當聖母）、龜靈聖母是上四代弟子，在廣成子於佳夢關殺死火靈聖母並三謁碧遊宮後，通天教主將四口寶劍交給多寶道人，讓他擺開誅仙陣，但被太上老君用風火蒲團捲走。金靈聖母在萬仙陣中大戰闡教眾仙，最後被燃燈道人用定海珠打死，死後被封為斗母元君，坐鎮斗府，位居天上星宿之首。無當聖母在萬仙陣中大戰闡教眾仙，最後看勢頭不對便先行撤退。龜靈聖母則是被接引道人用念珠打回原形──烏龜，再被白蓮童子放蚊蟲吸成空殼。

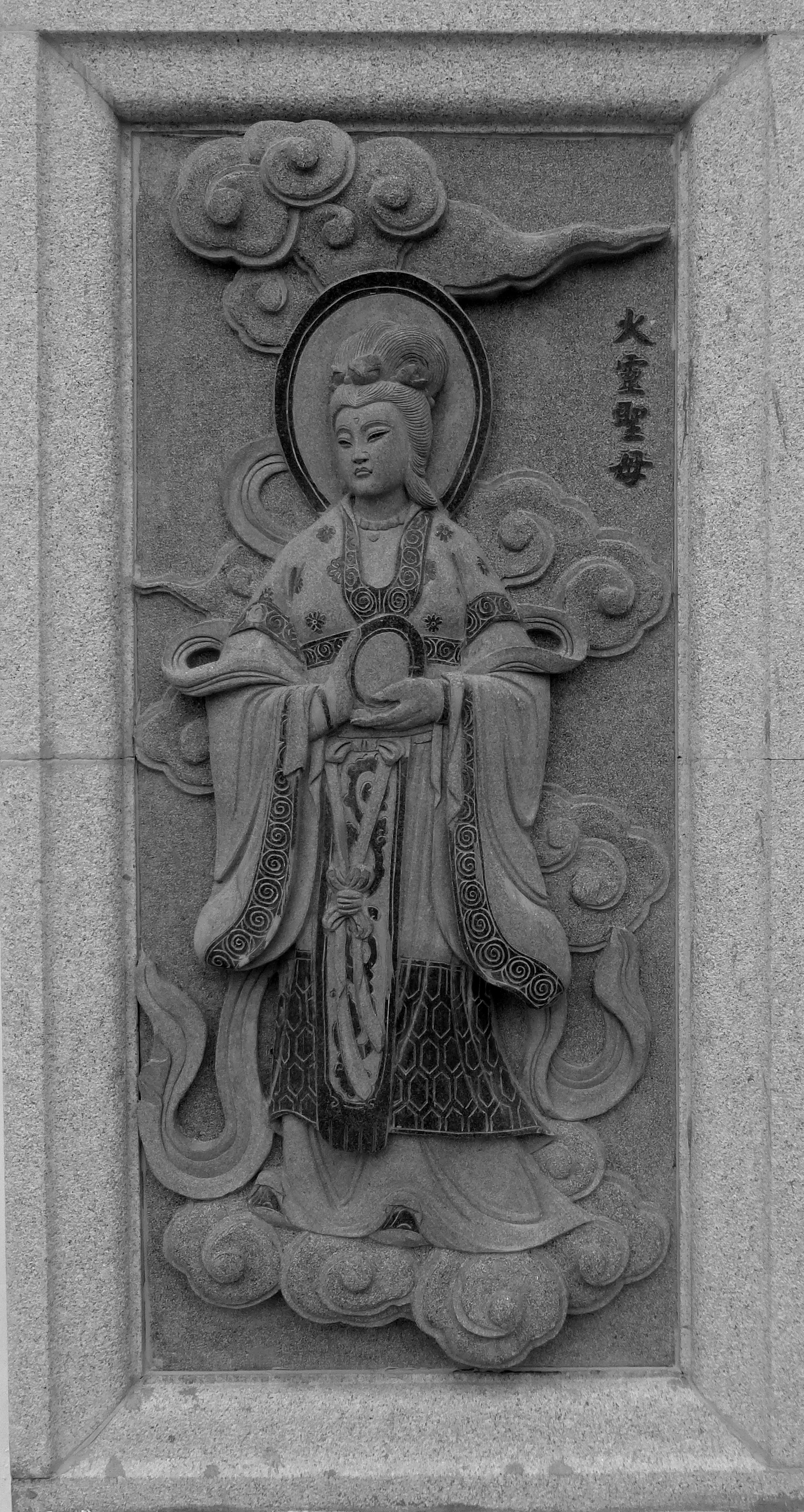
火靈聖母
火靈聖母是多寶道人門下弟子，有法寶金霞冠。以三千名火龍兵燒毀周軍軍營。傳授胡雷替身術。在她被廣成子以番天印殺死後，廣成子三謁碧遊宮，引發闡教與截教全面對決。火靈聖母死後被封為火府星。
烏雲仙、虯首仙、靈牙仙、金光仙、毘盧仙、金箍仙、長耳定光仙
在萬仙陣中有多位截教仙人與闡教眾仙展開對決。烏雲仙和虯首仙執掌太極陣，烏雲仙敗給準提道人，被他用六根清淨竹釣出原形──金鱉後帶回西方八德池；虯首仙被文殊廣法天尊用盤古旛打回原形──青毛獅，後來成為文殊菩薩的座騎；靈牙仙執掌兩儀陣，被普賢真人用太極符印擊退，再被南極仙翁用三寶玉如意打回原形──白象，後來成為普賢菩薩的座騎；金光仙執掌四象陣，被慈航道人擊退，再被南極仙翁打回原形──金毛吼，後來成為觀音菩薩的座騎；毘盧仙敗戰後歸順西方，後來成為毗盧遮那佛；金箍仙在萬仙陣被破後下落不明；長耳定光仙原本按通天教主吩咐，執六魂旛在旁待命，但見到闡教高仙和西方教主道法無邊後，背叛通天教主，將六魂旛交給闡教後歸順西方教。

### 各方道士
九龍島四聖

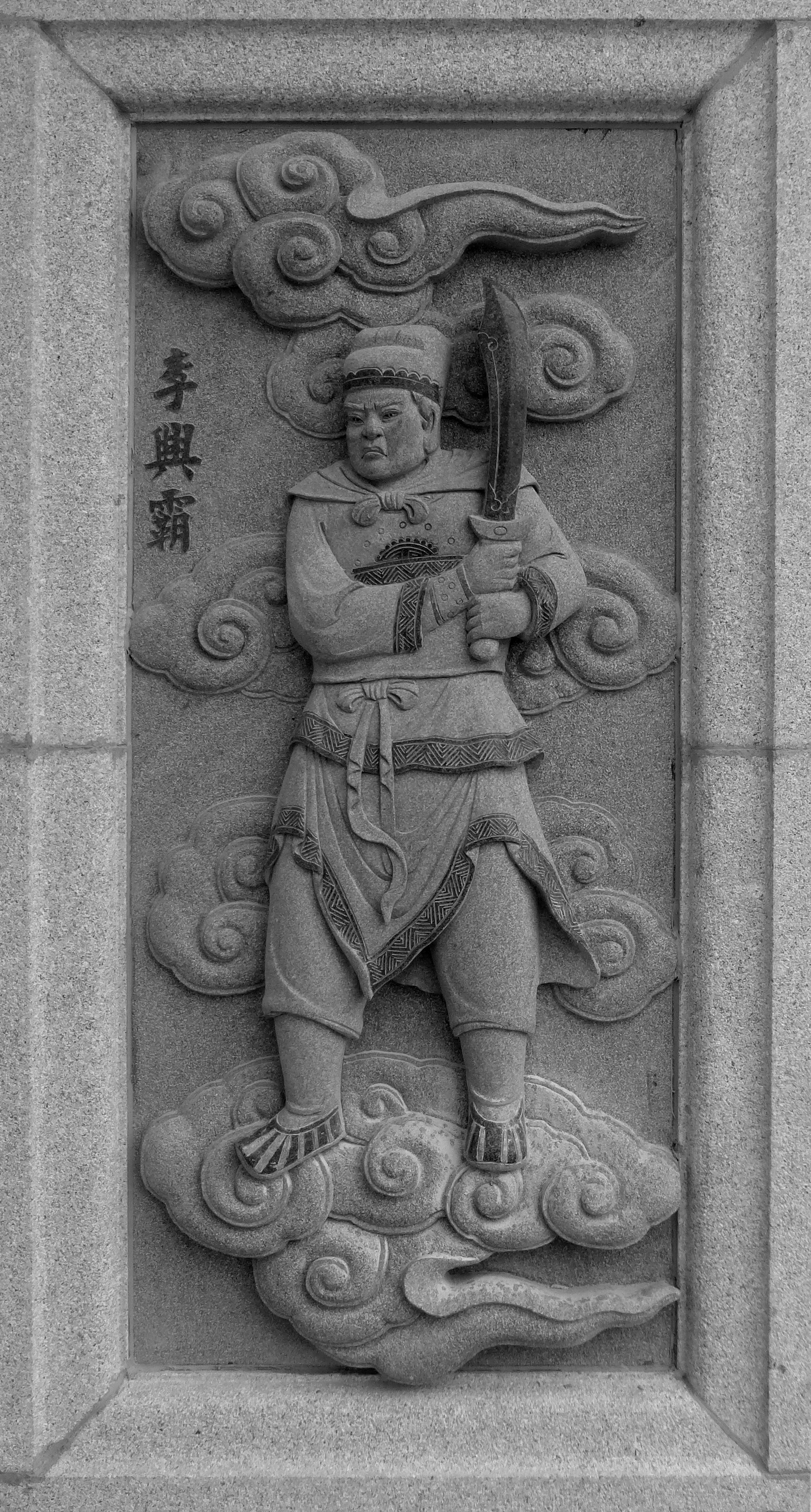
李興霸

四聖是位於西海九龍島的四位煉氣士：王魔、楊森、高友乾、李興霸。四聖身高皆有一丈五、六尺，面色異於常人，各騎不同珍獸，持玄妙法寶。王魔騎狴犴，持一柄寶劍和開天珠；楊森騎狻猊，有劈地珠；高友乾騎花斑豹，有混元珠，李興霸騎猙獰，有拌黃珠。在張桂芳戰敗後，聞太師邀集道友討伐西歧，首先便找上四聖。四聖出陣用法寶打傷姜子牙，但文殊廣法天尊和金吒及時趕到。王魔和楊森被金吒砍死，高友乾被姜子牙打死，李興霸見三位道兄身亡，匆忙撤退，卻不巧遇上木吒並遭其斬殺。四聖最後被封為鎮守靈霄寶殿四聖大元帥。
十天君
十天君或稱九君一聖，是金鱉島的十位煉氣士，每一位都主掌一種玄妙的陣式。十位天君臉分五色：青、黃、赤、白、紅，座騎皆是鹿。十天君分別是：
- 秦完：主掌天絕陣
- 趙江：主掌地烈陣
- 董全：主掌風吼陣
- 袁角：主掌寒冰陣
- 金光聖母：主掌金光陣
- 孫良：主掌化血陣
- 白禮：主掌烈焰陣
- 姚賓：主掌落魂陣
- 王奕：主掌紅水陣
- 張紹：主掌紅砂陣

聞太師在西歧吃了敗仗後，到金鱉島尋求十天君奧援。十天君各自擺開陣法，接連對付周營將士和闡教門人，雖然以此殺死不少闡教門人，但最終皆被擊破。死後被封為雷部天君正神。

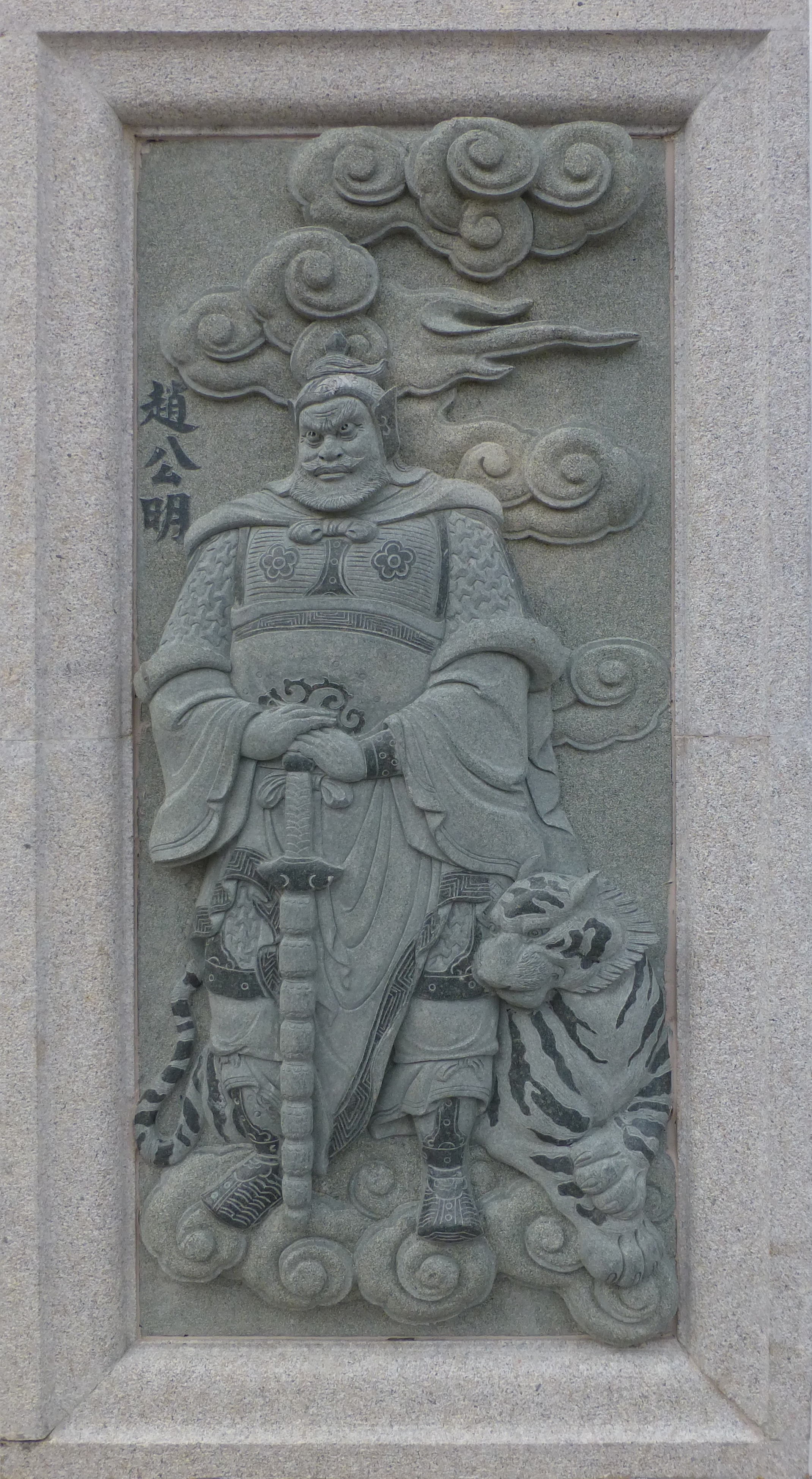
趙公明
趙公明是在峨嵋山羅浮洞的截教道士，當十絕陣中有六陣被破、六位天君喪命後，聞太師便求助於身為道友的趙公明。趙公明的座騎是黑虎，武器為鐵鞭，一出陣就把姜子牙打死，之後又用法寶縛龍索把黃龍真人捉住，以定海珠打傷赤精子、廣成子、道行天尊、玉鼎真人和靈寶大法師。儘管如此，趙公明的法寶卻在對抗五夷山散人蕭升、曹寶時被他們用落寶金錢收走，雖然趙公明到三仙島找三位妹妹借法寶金蛟剪，但卻沒能施展，最後被陸壓道人以釘頭七箭書詛咒而死。趙公明死後被封為金龍如意正一龍虎玄壇真君，主管迎招福接財之事。
陳九公、姚少司
陳九公和姚少司是趙公明的門徒。在趙公明被陸壓道人以釘頭七箭書下咒後，聞仲命兩人去搶箭書，但兩人皆不是對手。陳九公被楊戩刺死，而姚少司被哪吒所殺。陳九公死後被封為招財使者，而姚少司則被封為利市仙官。
雲霄娘娘、碧霄娘娘、瓊霄娘娘
雲霄娘娘、碧宵娘娘、瓊宵娘娘是三仙島的三仙姑，趙公明的妹妹。由於趙公明自身的法寶被搶走，找上三仙姑借金蛟剪，儘管雲霄娘娘不願讓眾人都捲入封神之戰，但又怕兩位妹妹不諳事體，最終三姊妹都參與了封神之戰。雖然她們的金蛟剪和混元金斗都是威力強大的法寶，佈下的九曲黃河陣更擒獲了闡教十二仙，但她們最終仍不敵太上老君和元始天尊，戰敗被殺。三仙姑死後被封為感應隨世仙姑正神，執掌混元金斗，掌管輪迴轉世。
菡芝仙、彩云仙子
菡芝仙、彩云仙子，与三仙岛三霄娘娘为报赵公明之仇，相助闻仲兵伐西岐。十绝阵与九曲黄河阵俱破后，菡芝仙死于姜子牙打神鞭下，后封于雷部天君；彩云仙子死于哪吒枪下，但未获封神。
呂岳
呂岳是九龍島聲名山的截教煉氣士，紅髮藍臉，精通與瘟疫或疾病相關的術法，座騎是金眼駝。在蘇護被任命為伐周主將時，呂岳應申公豹之邀助陣，他用丹藥治好鄭倫，讓鄭倫隨即拜他為師。呂岳先後派四位門人周信、李奇、朱天麟和楊文輝上陣，這四人具有能讓人生病的法器。周信有能使人頭痛的頭疼磬，李奇有能讓人燥熱的發躁旛，朱天麟用的是讓人昏厥的昏迷劍，而楊文輝有能讓人混亂的散㾮鞭，四人擊倒了金吒、木吒、雷震子和龍鬚虎，後來呂岳親自上陣，跟楊戩、黃天化、土行孫、姜子牙戰得不分勝負，隨後和四位徒弟在西歧城的丼泉河水裡佈下瘟疫，雖然全城上下都中了毒，但蓮花化身的哪吒和習得九轉元功的楊戩不受影響，楊戩向三皇取得解藥後，周軍重整旗鼓殺了呂岳的四位門徒，周信被楊戩砍死，李奇被哪吒刺殺，朱天麟被玉鼎真人斬殺，而楊文輝被韋護打死，呂岳則逃回九龍島煉瘟㾮陣。在穿雲關徐芳出兵討伐周軍時，呂岳煉成瘟㾮陣，和弟弟陳庚回來復仇，道兄李平勸他罷休，但呂岳沒能聽勸，最終三人皆被楊任用五火神焰扇燒死。呂岳死後被封為瘟㾮昊天大帝，統領瘟部六位正神，分別是東方行瘟使者周信、南方行瘟使者李奇、西方行瘟使者朱天麟、北方行瘟使者楊文輝、勸善大師陳庚、和瘟道士李平。
余元
余元是蓬萊島一氣仙，金靈聖母的徒弟，余化的師尊。他將法寶化血刀傳給余化，卻被楊戩騙得化血刀的解藥，余元騎上金眼駝追趕楊戩，被楊戩放哮天犬咬傷。在余化死後，余元騎五雲駝上陣復仇，使三寸金光銼力戰姜子牙、李靖跟韋護，土行孫趁夜裡想偷五雲駝，失風後被余元關進袋裡，懼留孫出面救走土行孫，再把余元鎖進櫃中沉入大海，但余元藉水遁逃走。他向通天教主借了寶物想要復仇，但未來得及出手就被懼留孫和陸壓道人聯手殺死，死後被封為水府星。
羽翼仙
在蘇護歸順周營之後，張山率領軍隊討伐西岐，而蓬萊島羽翼仙便出手協助張山。羽翼仙與姜子牙為敵的理由是姜子牙曾說過自己的壞話，但姜子牙並沒有見過羽翼仙，因此他們的對立顯然出於誤會。雖然沒有衝突的理由，但聽到這一番對話而發火的哪吒和一幫將士襲擊了羽翼仙，逼得羽翼仙現出原形・大鵬金翅鵰，企圖以雙翼刮起摧毀西岐，但姜子牙向元始天尊借了法寶，把北海的水罩在西岐城上，最後被燃燈道人設計制服。羽翼仙哭著拜燃燈道人為師，之後前往靈鷲山修行。
法戒
法戒是蓬萊島的截教練氣士，是汜水關總兵韓榮之子韓升、韓變以及界牌關大將彭遵的師尊，當彭遵被雷震子殺死後，法戒為了復仇而上戰場，他揮動旛讓雷震子昏厥，卻敗給了不受此影響的哪吒，他把傷治好後再度出戰，卻遭周營眾將捉拿，在被處刑前由準提道人引導到西方教，日後成為祇陀太子。

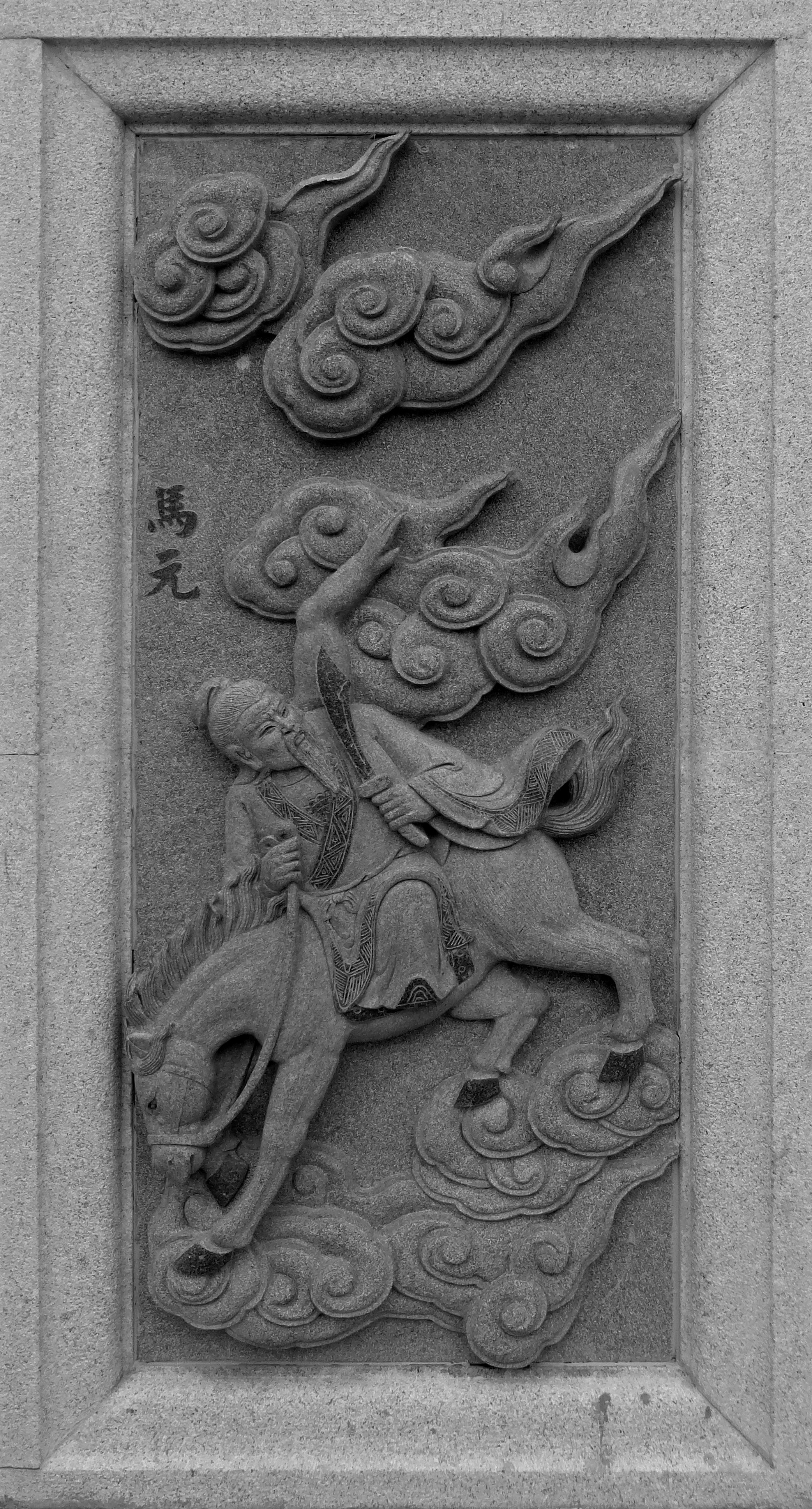
馬元
馬元是在殷洪與周軍對戰時前來幫忙的骷髏山白骨洞一氣仙。馬元的臉色如瓜皮，滿口獠牙，頸上掛著人頭骨做成的念珠，眼睛、耳朵和鼻子冒出火焰，還能從脖子後面伸出第三隻手。馬元初戰時就用怪手把秦州運糧官武榮的心臟掏出，讓周營士兵驚惶失措，而土行孫、楊戩也都對付不了那隻怪手。隔日，姜子牙按文殊廣法天尊指示，出陣與馬元單挑，又詐降敗逃，引誘馬元上高山，馬元被一個沒有內臟的女人所迷惑，敗在文殊廣法天尊的劍下，但準提道人在此時現身，把與西方教有緣的馬元引導到西方。
羅宣、劉環
在殷郊被申公豹策反之後，火龍島焰中仙羅宣和煉氣士劉環出面協助殷郊。羅宣的臉龐和鬚髮都是紅色，有三頭六臂神通，以赤煙駒為座騎，持有法寶萬里起雲煙、萬鴉壺、照天印、五龍輪和飛煙劍，而劉環面如蠟黃，以劍為武器，同樣會操控火焰。這兩人以火焰法寶把西岐城變成一片火海，但他們不敵能操控水的龍吉公主，劉環被龍吉公主用二龍劍斬殺，羅宣則在敗逃途中被剛下山的李靖以三十三天黃金寶塔打得腦漿迸裂而死。羅宣死後被封為南方三氣火德星君正神，統帥火部五位正神，而劉環則被封為接火天君。
石磯娘娘
石磯娘娘是骷髏山白骨洞的截教道士，原形是一顆吸收天地靈氣和日月精華後成精的頑石。當貪玩的哪吒誤殺石磯娘娘的徒弟碧雲後，石磯找上李靖興師問罪。在李靖和哪吒前去白骨洞查看時，哪吒又用乾坤圈打傷石磯的另一名弟子彩雲。哪吒的師父太乙真人出面袒護，表示哪吒傷人是天數，石磯娘娘憤而以劍攻擊太乙真人，遭太乙真人用九龍神火罩燒死。石磯娘娘死後被封為月遊星。

## 商營

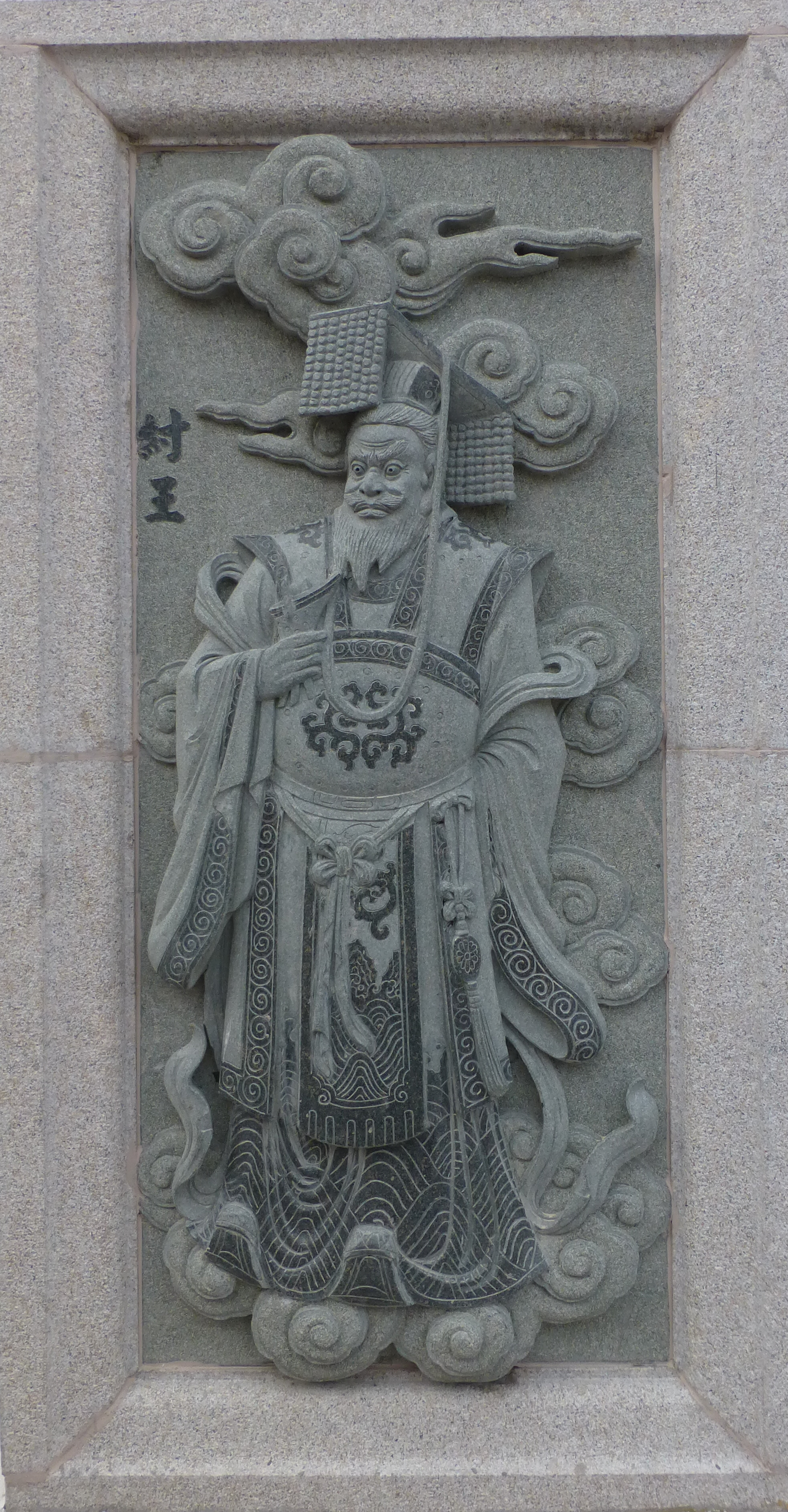
紂王
紂王是商王朝的末代君王，是帝乙的三子，在帝乙駕崩後繼位。紂王在參拜女媧時見到了女媧聖像，起了色心後便在宮殿的牆壁上題了戲謔的詩，因而使女媧大怒，差遣三隻妖精斷送商的天下。紂王與她們成天享樂，建造鹿臺、酒池肉林等奢華之物，以蠆盆、炮烙等酷刑誅殺忠良，全然不顧天下蒼生死活，最終引起了西伯侯姬昌的叛亂，而黃飛虎、鄧九公等將領也紛紛造反。雖然也有像聞仲般忠心耿耿的臣子，但紂王最後仍失去了天下。在紂王領悟到自己天命已盡後，他在摘星樓自焚而死。紂王死後被封為天喜星。
殷郊、殷洪
殷郊和殷洪是商紂王之子，由皇后姜氏所生，殷郊本為太子，殷洪為郡王。在妲己設計害死姜皇后後，二位王子被以預謀弒君的罪名判了死刑，他們向黃飛虎求援，並且被方弼和方相兄弟帶出朝歌，之後又被殷破敗和雷開捉了回去，在處刑前被闡教十二仙中的廣成子和赤精子帶走，廣成子救了殷郊，赤精子救了殷洪。這兩位大仙本來想培育兩位王子成為周武王與姜子牙的助力，協助武王克殷，所以教導他們法術，也給予他們神器，殷洪取得紫綬仙衣、陰陽鏡和水火鋒，而殷郊取得番天印、落魂鐘和雌雄劍。兩人也發下毒誓，一定要興周克殷，否則願意慘死。隨即下山幫助周武王、姜子牙。
殷洪下山幫助周武王時，卻遇上了姜子牙的死對頭申公豹。申公豹以親情為餌，勸誘殷洪投向商軍陣營，殷洪法術高強，一開始讓周軍困擾不已，但最後被他的老師赤精子用太極圖所擒，在圖中被火刑，身體灰飛煙滅，殷洪死後被封為五谷星星君。申公豹又來勸降殷郊，申公豹告知殷郊，弟弟慘死於周軍之手，殷郊大怒而助殷滅周，殷郊法力高強，一度俘虜了黄飞虎、黄天化，還打傷了哪吒，最後他的恩師廣成子向太上老君借了離地燄光旗，向西方教借了青蓮寶色旗，向瑤池借了素色聚仙旗，加上玉虚杏黄旗，用這四個法寶把殷郊困住，最後殷郊被處以犁刑。殷郊死後被封為執年歲君太歲之神。

殷洪下山後收了龐弘、劉甫、苟章和畢環四人為將，在與周軍交戰過程中，龐弘被哪吒刺死，畢環被楊戩用三尖刀砍死，劉甫被鄧九公砍死，苟章被黃天祥刺殺。四人死後皆被封為雷部二十四位天君正神之一。殷洪則封為五穀星星君。

殷郊下山後收了溫良和馬善為部將，在與周軍交戰過程中，溫良被哪吒和楊戩聯手殺死，死後被封為太歲部下值日眾星之一的日游神。馬善的原形則是琉璃燈，被主人燃燈道人收回靈鷲山。
姜皇后
姜皇后是商朝的皇后，東伯侯姜桓楚的女兒，殷郊太子與殷洪太子的生母。在紂王對妲己的寵愛與日俱增，導致國政停滯不前時，身為國母的姜皇后便勸諫紂王，因而讓妲己懷恨在心。妲己便連同費仲聯手，安排假刺客行刺紂王，再把主謀罪名推給姜皇后，姜皇后因此而慘死。姜皇后死後被封為太陰星。

### 軒轅墳三妖
紂王在女媧宮題詩褻瀆女媧後，女媧認定殷商氣數已盡，便派南門外軒轅墳的三個妖精：千年狐狸精，九頭雉雞精和玉石琵琶精進宮魅惑紂王，同時囑咐牠們不得殘害生靈。
千年狐狸精
千年狐狸精是軒轅墳三妖之首，趁著蘇護將女兒蘇妲己獻入宮中時，殺死蘇妲己，自己幻化成她的樣子取而代之。她的本性殘忍又淫亂，在取得紂王的寵信後，絲毫不顧女媧娘娘的命令，盡情縱欲殺人，讓商朝國政停滯。太師杜元銑、大夫梅伯等許多忠良的臣子都從旁勸諫紂王，但大多都被妲己想出的刑罰炮烙和蠆盆處死，妲己還同費仲一起陷害姜皇后，導致姜皇后喪命，太子殷洪與殷郊出逃，原宰相商容自盡，趙啟被殺；由於擔心姜皇后的父親東伯侯姜桓楚會造反，妲己先一步設宴，企圖殺死四大諸侯，這場宴會導致東伯侯姜桓楚和南伯侯鄂崇禹死亡，西伯侯姬昌受七年牢獄之災。在姬昌之子伯邑考以進貢拯救父親時，妲己起了色心，想誘惑伯邑考，但被伯邑考拒絕，妲己為了復仇，將伯邑考殺死之後做成肉餅逼姬昌吃下。她還夥同九頭雉雞精一起殺害亞相比干，用計害死黃飛虎的妻子賈氏和妹妹黃貴妃。在西岐軍日漸茁壯之時，妲己為了取樂，讓紂王下令殺死無辜的孕婦和老人，對前線的戰事沒能提出解決辦法。
玉石琵琶精
玉石琵琶精是由琵琶狀的玉石修煉而成的妖精。在千年狐狸精化為妲己進入宮中後，玉石琵琶精某日到後宮去見妲己，返程途中看到姜子牙的算命館門庭若市，玉石琵琶精一時起心動念，想試試姜子牙的本事，便化為身姿婀娜的美婦，不料卻被姜子牙一眼識破，當場被其用硯台打死，之後又被姜子牙用三昧真火燒出原形。之後，妲己把玉石琵琶放於摘星樓上，吸收日月精華，五年之後，玉石琵琶精恢復了妖精元神，化身為王貴人入宮惑紂。
九頭雉雞精
九頭雉雞精是由九頭的雉雞修煉而成的妖精。在姜子牙火燒琵琶精之後，妲己為了報仇而讓姜子牙建鹿臺，並以「建成鹿臺後會有仙人降臨」做為理由讓紂王允諾。為了圓謊，她讓狐妖化做仙人造訪鹿臺，但此事被比干識破，狐妖全被燒死。妲己為了復仇便找九頭雉雞精幫忙，九頭雉雞精化身為妲己的妹妹胡喜媚入宮侍紂，之後妲己裝病，再讓胡喜媚宣稱需要比干的心臟來治病。
在商朝滅亡後，姜子牙命令楊戩等人追擊三妖，將其捉拿。三妖且戰且走，在軒轅墳前遇上女媧，由於三妖無視女媧「禁止殺生」的命令，女媧親手將三妖逮住，交給姜子牙。玉石琵琶精和九頭雉雞精都被斬首，千年狐狸精雖然靠媚惑劊子手苟延殘喘了一段時間，但最後仍被姜子牙親手處死。

### 四大諸侯
姜桓楚
東伯侯姜桓楚鎮兵於東魯，麾下有百萬雄兵，又是姜皇后的父親。在妲己設計殺死姜皇后之後，擔心四大諸侯造反的紂王便先一步誆四大諸侯到朝歌，並設計殺死他們，姜桓楚因此被亂刀剁碎，死後被封為帝車星，而東伯侯之位由長子姜文煥繼承。

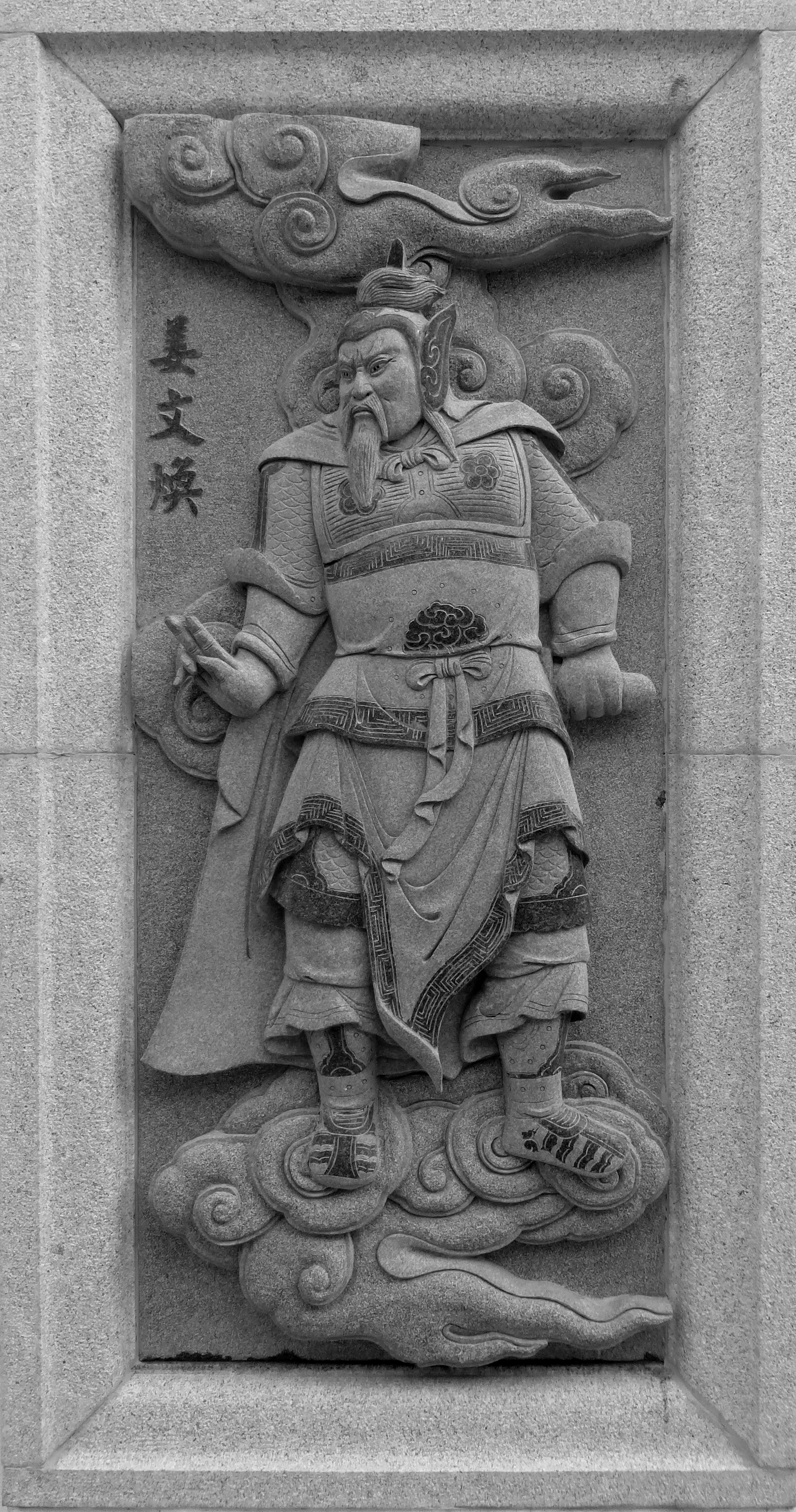
姜文煥
身為姜桓楚長子的姜文煥在父親死後繼任東伯侯，與西岐軍一同進軍朝歌，在攻打遊魂關時受到金吒與木吒相助，並殺死了竇榮、殷破敗父子等將，更在與諸侯一同對抗紂王時打傷了他。在紂滅周興後，姜文煥仍坐鎮東魯。
鄂崇禹
鄂崇禹是南伯侯，在妲己設計殺死姜皇后之後，擔心四大諸侯造反的紂王便先一步誆四大諸侯到朝歌，並設計殺死他們，鄂崇禹因而被斬首，死後被封為天馬星，而南伯侯之位由長子鄂順繼承。
鄂順
身為鄂崇禹長子的鄂順在父親死後繼任南伯侯，之後與西岐軍一同進軍朝歌，與其他二路諸侯一同對戰紂王，遭紂王斬殺，死後被封為貪狼星。
崇侯虎
崇侯虎是北伯侯。當冀州侯蘇護反商之後，由於冀州屬崇侯虎屬下，崇侯虎便率兵征伐，但他敵不過蘇護之子蘇全忠。在妲己設計殺死姜皇后之後，擔心四大諸侯造反的紂王便先一步誆四大諸侯到朝歌，並設計殺死他們，崇侯虎因為有費仲、尤渾力保而倖免。之後崇侯虎又奉命討伐西岐，落敗後被殺，死後被封為大耗星。
金奎、黃元濟、孫子羽
金奎、黃元濟、孫子羽是崇侯虎麾下部將，金奎被趙丙殺死，死後被封為東斗星官；黃元濟被南宮适殺死，死後被封為蠶畜星；孫子羽被蘇全忠刺死，死後被封為西斗星官。
崇應彪
崇應彪是崇侯虎長子，隨父親一起南征北伐，之後歸順西岐，於萬仙陣中陣亡，死後被封為斗部九曜星官。
崇應鸞
身為崇侯虎之子的崇應鸞在父親死後繼任北伯侯，之後與西岐軍一同進軍朝歌，與其他二路諸侯一同對戰紂王。

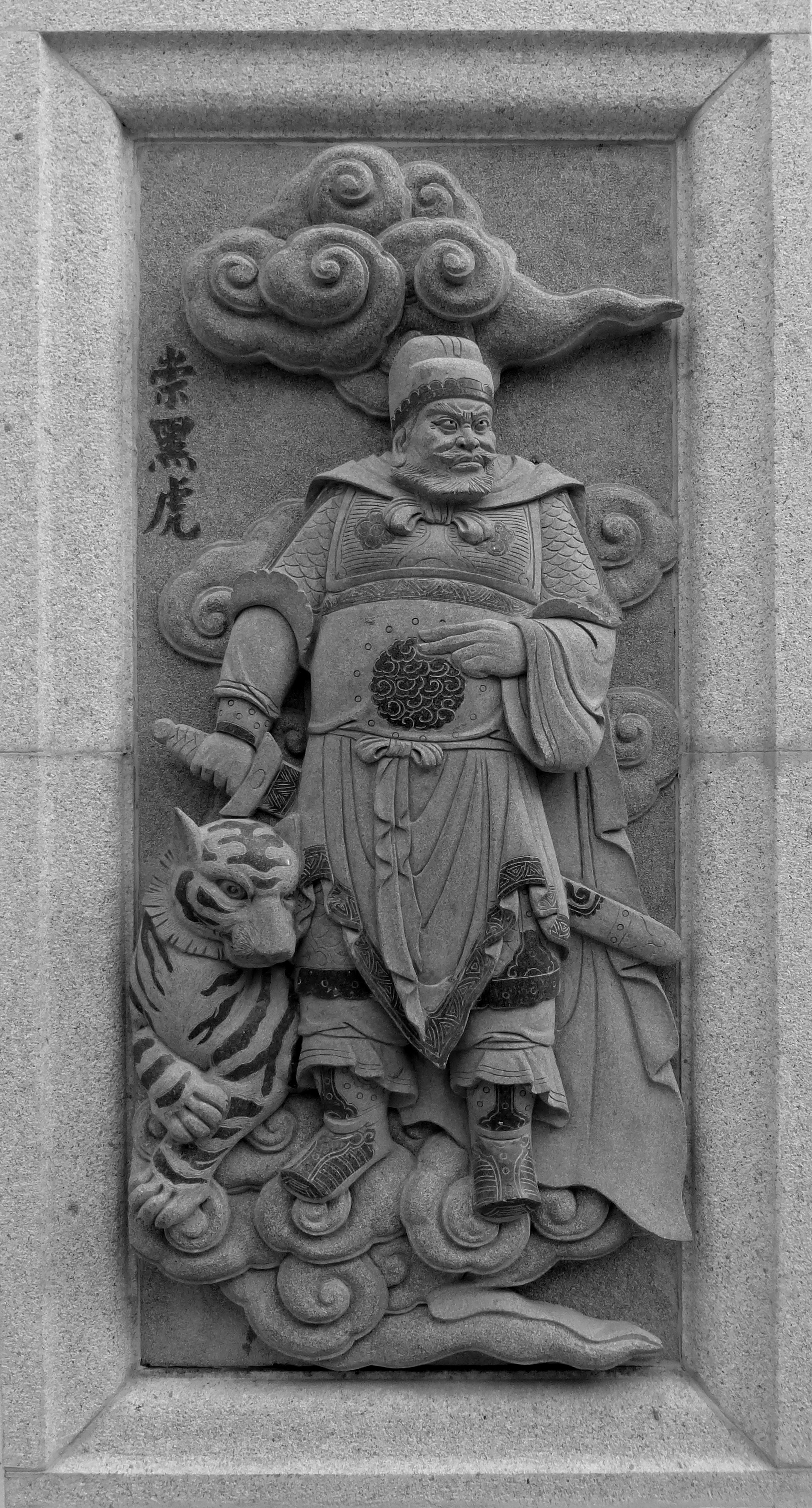
崇黑虎
崇黑虎是崇侯虎的弟弟，自幼拜截教真人為師，武器為湛金斧，背上有一個葫蘆，他協助兄長對付蘇護，放出葫蘆內的鐵嘴神鷹擊敗蘇全忠，但他隨後敗給了蘇護麾下大將鄭倫。在歸順周營後，崇黑虎殺死高繼能等將，但遭澠池縣張奎殺死，死後被封為南嶽衡山司天昭聖大帝。
聞聘、崔英、蔣雄
聞聘、崔英、蔣雄是崇黑虎麾下的大將，與崇黑虎、黃飛虎並稱五岳，五人皆在澠池縣被張奎殺死。聞聘死後被封為中嶽嵩山中天崇聖大帝；崔英死後被封為北嶽恆山安天玄聖大帝；蔣雄死後被封為西嶽華山金天願聖大帝。

#### 冀州
蘇護
蘇護是冀州侯，有妻楊氏，女蘇妲己，子蘇全忠。在紂王造訪女媧宮並對女媧的姿色念念不忘時，因為蘇護沒有送禮而對他懷恨在心的費仲和尤渾便告知紂王蘇護有一名姿色美艷的女兒蘇妲己，蘇護不滿紂王沉迷女色，便在午門上題詩反商。紂王派西伯侯姬昌和北伯侯崇侯虎征伐，使得蘇護放棄抵抗，把女兒獻給紂王。之後紂王令蘇護對付西岐軍，但蘇護早有歸順周營之意，不久後便勸說鄭倫一同隨武王伐紂。進軍至潼關時，蘇護被余兆殺死，死後被封為東斗星官。原型為有蘇氏諸侯。
蘇妲己
蘇妲己是蘇護的女兒，全忠的妹妹，有國色天香之貌，在進獻給紂王的路途中就被千年狐狸精所害並且被奪舍，因此《封神演義》中的蘇妲己指的通常是千年狐狸精，而不是身為人類的蘇妲己。蘇護自始至終沒有注意到自己的女兒已經被狐狸精取代。

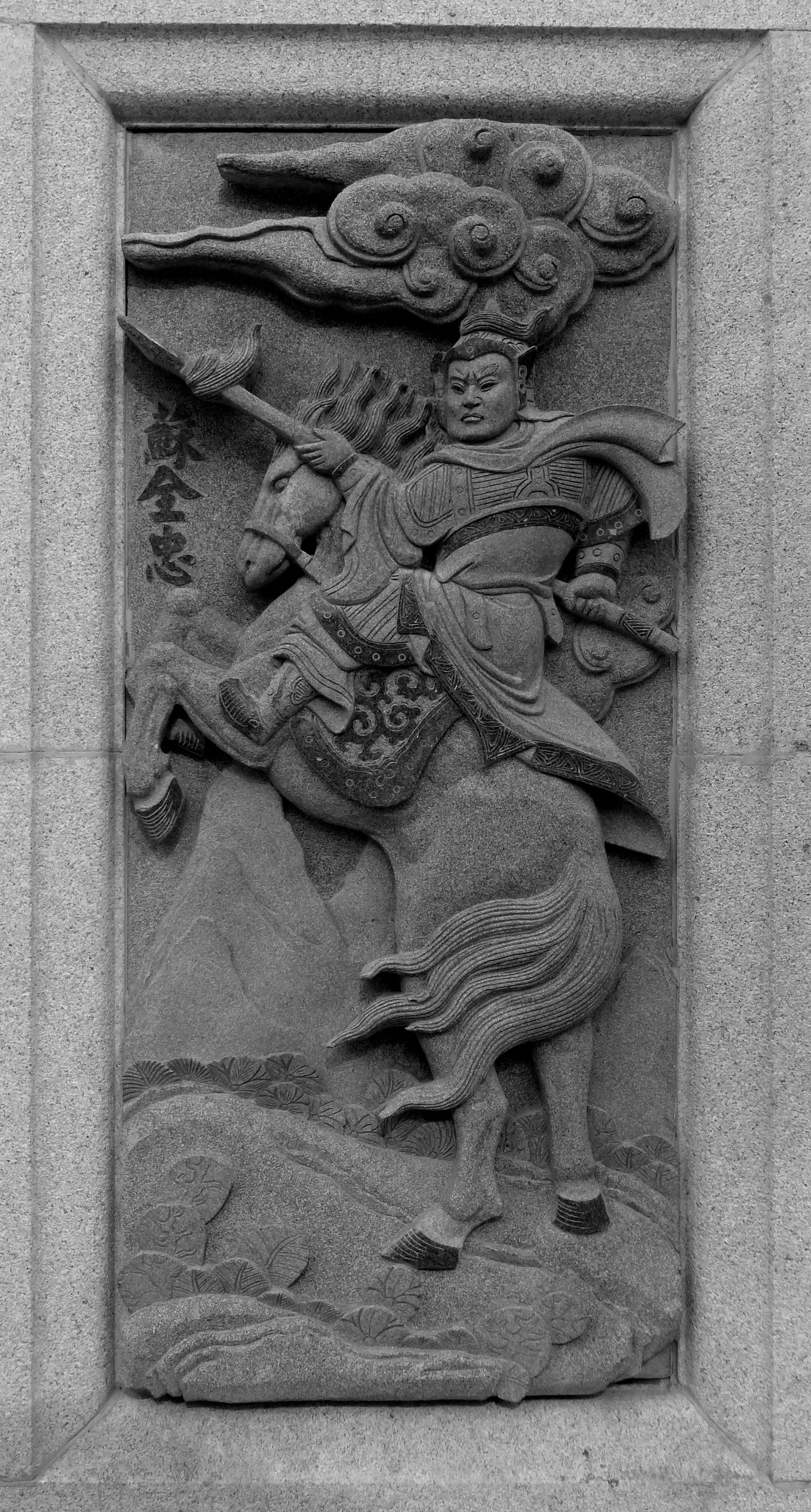
蘇全忠
蘇全忠是蘇護長子，妲己的兄长。以戟為武器。在蘇護反商後接連與崇侯虎旗下大將交戰，而在蘇護奉命討伐西岐時及歸順西岐後，都隨父親一同征討，死後被封為北斗星官破軍星。
鄭倫
鄭倫是蘇護麾下的督糧官，武器是兩柄降魔杵，座騎是火眼金睛獸。鄭倫曾拜度厄真人為師，鼻子可以哼出白光，白光能吸人魂魄。在蘇護反商後助他對抗崇侯虎，在蘇護奉命討伐西岐時及歸順周營後皆隨他進退。兵至青龍關時，鄭倫與具有口哈黃氣之能的陳奇戰成平手，弄得雙方士兵大笑。鄭倫最後被梅山七怪中的金大升所殺，死後和陳奇一起被封為哼哈二將，鎮守西方佛寺，保護法寶。

### 文官
聞仲

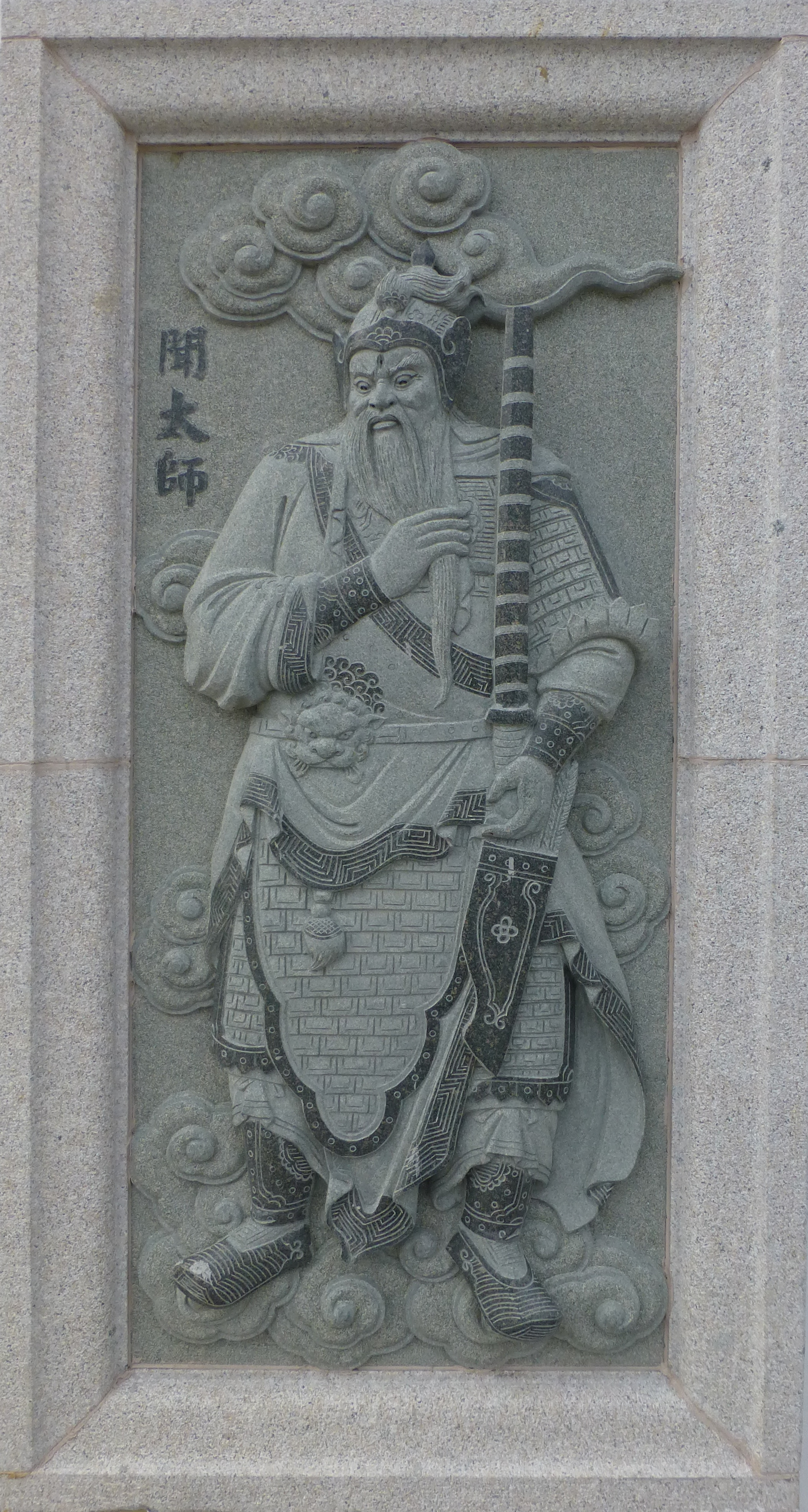
聞太師

聞仲是商朝太師，屬於文官之首，但也是商軍中極為強悍的武將，他早年是截教金靈聖母門下的道士。從紂王之父帝乙開始，聞仲就是商朝的重要人物，負責教導紂王學問和兵法。當紂王在女媧宮題詩褻瀆女媧時，聞仲正在北海討伐造反的七十二路諸侯，因此給了千年狐狸精滲透進宮中的機會。當聞仲返回朝歌時，妲己已經媚惑紂王，讓他以酷刑殘殺了諸多忠臣，還大興土木、勞民傷財，把國政搞得一團亂。聞仲在返回朝歌後，立即當面進諫了十條奏文，包括罷黜妲己、廢除酷刑、節約花費、開倉賑糧等等，但這時東海發生了叛變，聞仲再度遠征，而紂王在聞仲離開後故態復萌，在黃飛虎棄紂投周之後，西岐的周國勢力已不容小覷，聞仲唯有回朝歌備戰。
聞仲的武器是一對蛟龍化成的金鞭，座騎是墨麒麟，而他的眉間有第三隻眼，在盛怒時會張開並放出白光。聞仲先是派出風林、張桂芳等部將，又尋求九龍島四聖、魔家四將幫助，但接連損兵折將，讓他不得不親自披掛上陣。聞仲在初戰中輕易打倒了姜子牙，金吒三兄弟也不能招架，但在第二戰時，聞仲的金鞭被姜子牙打斷一根，大吃敗仗。之後，聞仲先後請出十天君和趙公明等截教道友，雖然造成西歧軍和闡教很大的損傷，但皆不能取勝。在失去了眾多部將後，聞仲帶兵敗至岐山，途中處處遇上姜子牙設下的埋伏，最終誤上了絕龍嶺，被雲中子以紫金缽盂困住，被九龍神火罩燒死。即使死後，聞仲對商朝的忠心依舊沒有動搖，他的魂魄在前往封神臺之前先返去朝歌，出現在紂王的夢中，勸紂王不要再縱慾荒淫，應重整國政。聞仲死後被封為九天應元雷聲普化天尊，率領雷部二十四位正神，負責催雲布雨，行雷擊電。
鄧忠、辛環、張節、陶榮
鄧忠、辛環、張節、陶榮是在黃花山上的結義四兄弟，四人各有不同能耐，鄧忠擅使闊斧，辛環長有肉翅，張節耍得一手好槍，陶榮有聚風旗。聞仲奉命出征後在山上遇見他們，收之為部將。在聞仲兵敗撤退時，四將一一戰死，鄧忠被哪吒的乾坤圈打死，辛環被雷震子敲死，張節被黃飛虎刺死，陶榮被黃天祥殺死，四將死後被封為雷部天君正神。
吉立、余慶
吉立、余慶是聞仲弟子，絕龍嶺死於哪吒槍下，死後被封為雷部天君正神。

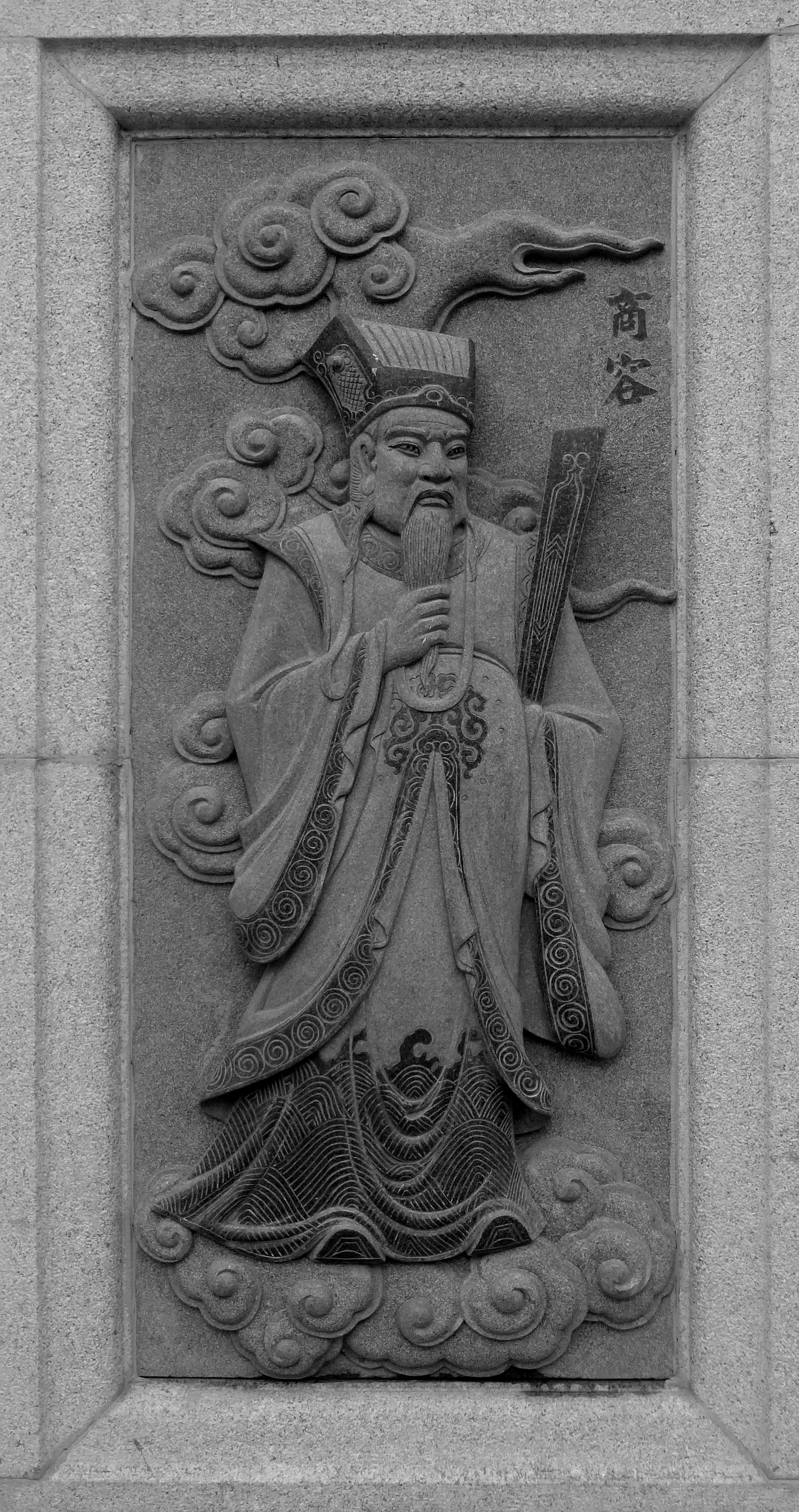
商容
商容是輔佐商朝三代的老臣，深受紂王的信賴和百官的敬重。他建議紂王在女媧聖誕時前往女媧宮參拜，雖是出自善意，但這卻成了商朝滅亡的開端。在費仲、尤渾搧動紂王召集天下美女之時，商容進諫阻止了此事，在杜元銑察覺宮中有妖氣時，商容將奏章傳達給紂王，然而此事惹惱了紂王，杜元銑因此被斬首，想阻止此事的梅伯被炮烙，見此慘況的商容決定辭官歸鄉。在妲己設計讓姜皇后慘死，殷郊和殷洪得到方弼和方相的幫助逃出宮外時，殷郊遇見了商容。商容得知來龍去脈後十分氣憤，便回朝廷上書紂王，奏章裡批評紂王沉迷酒色、喪失倫常。紂王大怒，下令將商容處死，但商容認為死在紂王手中是種恥辱，便自己一頭撞向石柱，腦漿迸裂而亡。商容死後被封為玉堂星。

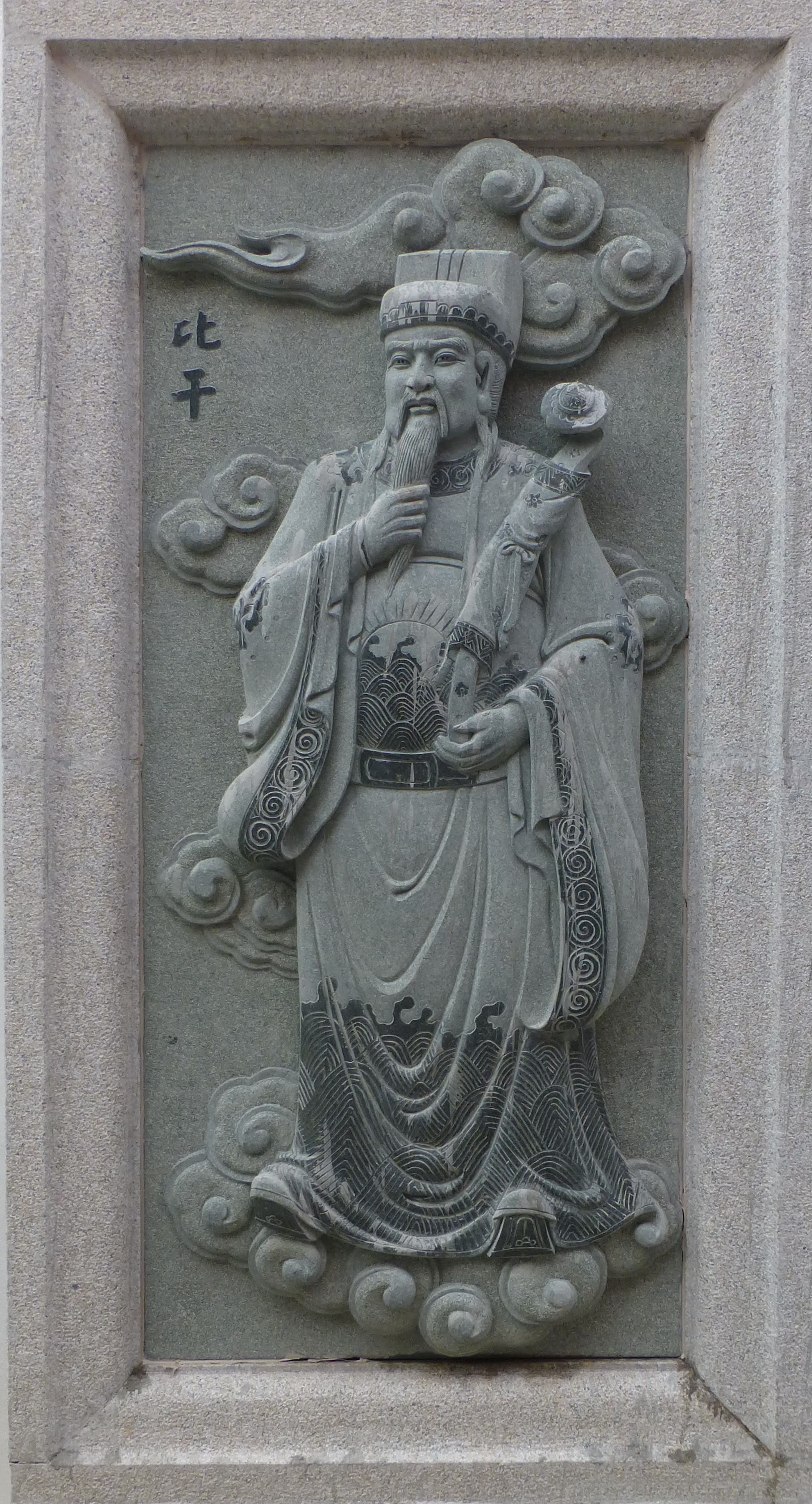
比干
比干是前代君王帝乙的弟弟，也就是紂王的皇叔，官居亞相。由於他是紂王的父執輩，因此可以對紂王上奏較為嚴厲的諫言。紂王被妲己的「群仙會降臨」謊言所欺騙，建造了華美的鹿臺，妲己為了圓謊便找自己的狐子狐孫幫忙，讓牠們變化成仙人道士造訪鹿臺，但這件事被比干發現，比干令黃飛虎率人把狐狸窩燒毀，又將狐狸皮製成皮襖。妲己為了復仇便佯裝生病，再讓胡喜媚宣稱要以一種有七個孔洞的珍奇心臟「七竅玲瓏心」治病，又宣稱宮中只有比干才有這種特別的心臟。知道死難臨頭的比干想起先前姜子牙準備的符咒，喝下符水保護五臟後，自己切開肚子掏出心臟交給紂王，接著憤怒地離去。比干在回程遇見一個賣「無心菜」的婦人，比干便問她「人若是沒有心臟會如何？」婦人回答：「人若沒有心就會死」，這句不吉祥的話破了姜子牙的預言，比干當場斃命。比干死後被封為文曲星。
微子、箕子
微子是前代君王帝乙的長子，箕子是帝乙次子，此二人具是賢明優秀的人物。在妲己把國政搞得一團亂後，箕子因為勸諫紂王而被囚禁，微子則收拾行囊，隱姓埋名，只求血脈存續，周武王即位後，將箕子釋放。
伯夷、叔齊
伯夷和叔齊是孤竹國第七任君主亞微的長子和三子，兩人皆是商朝重臣，在紂王的無道之舉一天比一天加劇後，伯夷和叔齊知道無力挽回，前去投奔西岐，半路上見到周武王的車隊，見到武王載著父親的牌位，率領兵車出征商朝，便將其攔下規勸：「身為孩子不埋葬死去的父親，還起兵出征，能稱之為孝嗎？身為臣子出兵攻打君主，能稱之為義嗎？」姬發身旁的隨從聽了大怒，打算殺死伯夷和叔齊，但姜子牙認為這兩人是義士，便讓他們離開。之後，伯夷和叔齊在首陽山隱居，以野菜果腹，最終餓死。
費仲、尤渾

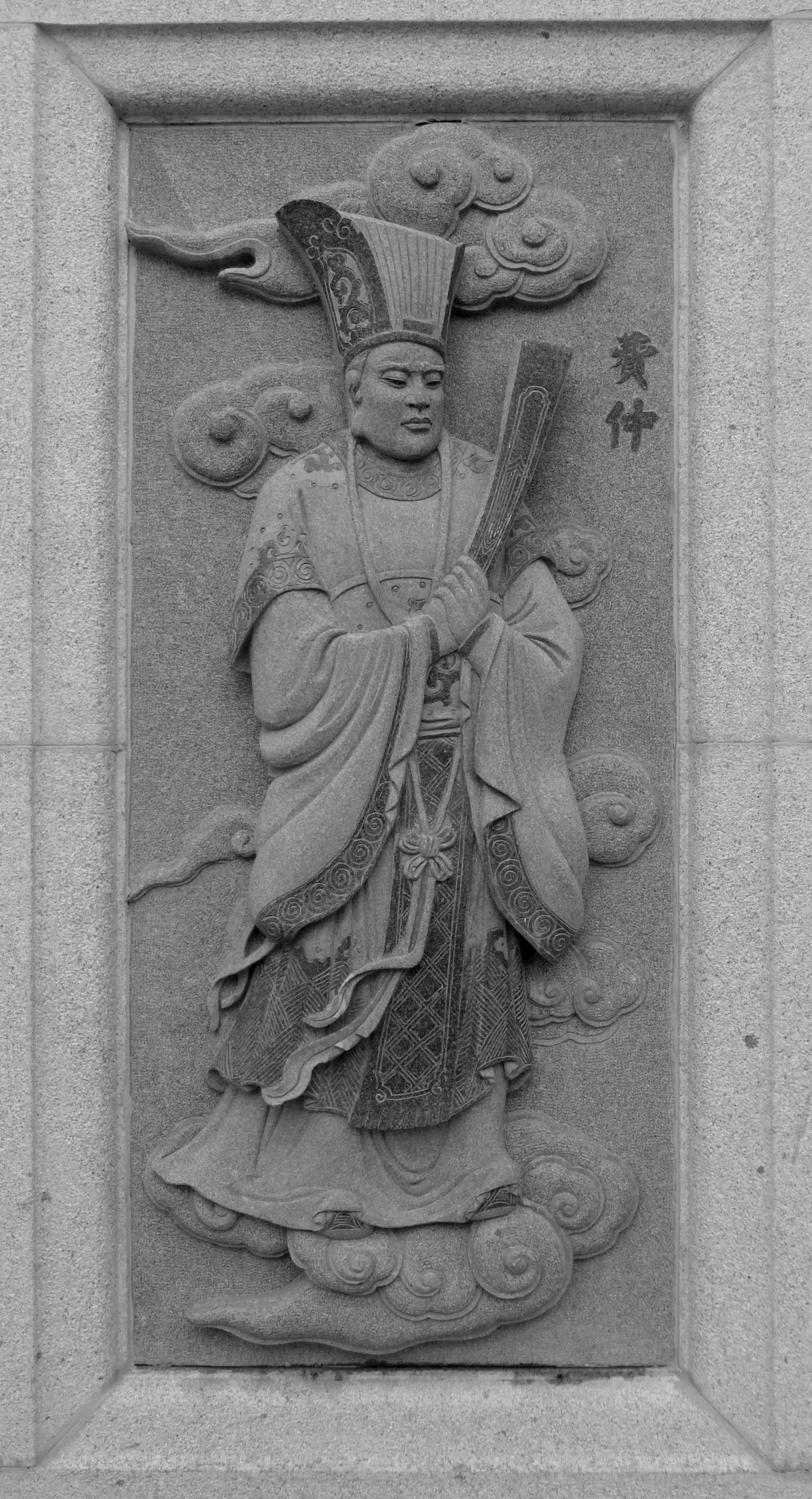
費仲

費仲和尤渾是紂王身旁的諫議大夫，兩人經常一起行動，並以花言巧語阿諛奉承紂王，紂王對此二人也言聽計從。由於蘇護沒有給這兩人禮物，他們便從中作梗，使得蘇護必須把女兒獻給紂王，導致妲己趁隙而入。費仲還協助妲己陷害姜皇后，刻意安排與姜皇后同姓的刺客姜環暗殺紂王，再讓他把主謀罪名推給姜皇后，因而使得皇后被殺、太子逃宮、諸侯叛離。這兩人唯一害怕的人物是聞仲，在聞仲向紂王進諫了十條奏文時，這兩人因為抗議聞仲而被他痛揍一頓。在聞仲討伐西岐陷入苦戰時，聞仲特意安排費仲和尤渾以參謀身分隨行，不懂戰事的兩人就這麼被姜子牙的法術冰凍起來，最後和主將魯雄一起被斬首。費仲死後被封為勾絞星，尤渾死後被封為捲舌星。
飛廉、惡來
飛廉和惡來官居中大夫。在費仲和尤渾死後，飛廉和惡來成了紂王的新寵臣，當周軍攻破五關，即將殺入朝歌時，這兩人向紂王建議「重賞之下必有勇夫」，以高額賞金讓賢人異士協助對抗周營，但實際上是為了從中盜取利益。在周軍攻入朝歌之後，飛廉和惡來知道自己身為前朝臣子，凶多吉少，便將玉璽和令符偷走，打算獻給周武王以示忠心。雖然周武王將兩人封為中大夫，但姜子牙仍厲斥兩人「惑君亂政，陷害忠良」，將之斬首後封為冰消瓦解之神，此二神是姜子牙最後冊封的神祇。
杜元銑、梅伯、膠鬲、趙啟
杜元銑是商朝太師，而梅伯、膠鬲和趙啟皆是上大夫，這四人皆因上諫而死。杜元銑某日夜觀星象時看出宮中有妖魅盤據，便向紂王上奏，旦紂王聽信妲己讒言，認為杜元銑妖言惑眾，便下令將他斬首。杜元銑死後被封為博士星。梅伯因為替杜元銑說話，又勸諫紂王應該聽信太師而非妲己，遭紂王以炮烙之刑處死，是炮烙之刑的第一位犧牲者。梅伯死後被封為天德星。膠鬲在得知家家戶戶為上繳蠆盆所需的毒蛇而苦不堪言後上奏紂王，斥責紂王不知民間疾苦，只知荒淫歡娛。盛怒的紂王命人將膠鬲送入蠆盆，但膠鬲先一步自跳摘星樓而死。膠鬲死後被封為奏書星。趙啟則是在見到商容自撞石柱而死後忍無可忍，指著紂王大罵昏君，斥其聽信讒佞之言，喪失人倫道德。紂王大怒，將趙啟處以炮烙之刑。趙啟死後被封為天赦星。

### 朝歌武將
殷破敗、雷開
殷破敗和雷開是黃飛虎麾下的大將，其中殷破敗是商容的學生。在二位太子因為姜皇后慘死而逃出宮時，以及周文王被釋放後逃出朝歌時，紂王皆派殷破敗和雷開率領三千兵馬捉拿。在紂王派梅山七怪出兵時，也命殷破敗和雷開隨軍征伐，在梅山七怪敗戰而亡後，殷破敗知道不可能取勝，便主動進入周營企圖勸降姜子牙，遭東伯侯姜文煥斬殺。殷破敗死後被封為小耗星，雷開死後被封為驛馬星。
殷成秀
殷成秀是殷破敗之子，和父親一起為商朝效命，在父親死後出陣復仇，但也敵不過姜文煥，死後被封為白虎星。
方弼、方相
方弼、方相兩兄弟是紂王駕下的鎮殿大將軍，兩人身高皆超過三丈，在荒淫無道的紂王殘害姜皇后之後，方姓兄弟就帶著殷郊和殷洪逃出朝歌，之後在黃河渡口作惡，在姜子牙派人向度厄真人借定風珠以破十絕陣時被晁田發現，方姓兄弟便投奔西岐，但很快就在十絕陣中殞命。方弼死在風吼陣中，死後被封為顯道神；方相死在落魂陣中，死後被封為開路神。
魯雄
魯雄是年邁的左軍上將軍，在受聞仲之邀對抗西岐的截教道士接連失利後，聞仲派魯雄征伐，並讓費仲和尤渾隨軍，行至岐山時，全軍被姜子牙施法冰凍，三人也遭斬首。魯雄死後被封為水德星。
晁田、晁雷
晁田和晁雷兩兄弟是殿內的威武大將軍，在聞太師奉命西征時出馬探查周營虛實，但兩人敗陣後順勢歸周。晁田死後被封為歲破星，晁雷死後被封為中斗星官。
魯仁傑
魯仁傑是紂王駕下的大將軍，文武雙全，但在西岐軍進軍至朝歌時被哪吒用乾坤圈打死，死後被封為中斗星官。
丁策、郭宸、董忠
丁策、郭宸、董忠是朝歌城人士，三人是結義兄弟，決定從軍報效國家。紂王便封丁策為神策上將軍，封郭宸、董忠為威武上將軍。丁策被哪吒打死，死後被封為帝輅星；郭宸被楊戩砍死，死後被封為北斗星官巨門星；董忠被姜文煥砍殺，死後被封為北斗星官招搖星。

### 各關武將

#### 佳夢關
魔家四將
魔家四將是鎮守佳夢關的四兄弟：魔禮青、魔禮紅、魔禮海和魔禮壽，各個身懷法寶。魔禮青有青雲劍、魔禮紅有混元傘、魔禮海有風火琵琶、魔禮壽有花狐貂。在黃飛虎仍是商朝武成王時，四將是黃飛虎麾下。在九龍島四聖敗給西歧軍後，聞太師派魔家四將出擊。四將上陣後放出法寶大殺四方，殺了九名戰將、萬名士兵，得勝回營。但周營兵多糧足，魔家四將亦沒能攻下。之後，四將的法寶被楊戩設計奪走，後遭黃天化用鑽心釘釘死，又被姜子牙梟首示眾。魔家四將最後被封為四大天王：魔禮青是增長天王，魔禮紅是多闻天王，魔禮海是持国天王，魔禮壽是广目天王，司職風調雨順。
胡升、胡雷、徐坤、胡雲鵬
胡升是佳夢關主將，麾下有胡雷、徐坤、胡雲鵬三員大將。在姜子牙兵分三路的策略下，胡升等人與黃飛虎的兵馬相交，徐坤被季康殺死，死後被封為玄武星；胡雲鵬被蘇全忠刺殺，死後被封為西斗星官；胡雷被南宮适活捉，遭洪錦斬首，胡雷擅長替身法術，被砍之後又再度重生，直到龍吉公主用法寶乾坤針釘住胡雷的頭時，才得以讓胡雷人頭落地，胡雷死後被封為南斗星官。在胡升不知如何是好想要向西歧投降時，胡雷的師尊火靈聖母前來為弟子報仇，並要胡升將西歧的旗幟換成成湯的旗幟，在火靈聖母被廣成子殺死後，胡升因為對於投降西歧的事情出爾反爾打不定主意也被姜子牙下令斬首，胡升死後被封為西斗星官。

#### 青龍關
張桂芳
張桂芳是青龍關總兵，有呼名落馬的本事，例如他說「黃飛虎不下馬更待何時！」，黃飛虎就會跌下馬來。張桂芳得到聞仲的令箭後出兵討伐周軍，用呼名落馬的能力讓不少敵軍落馬，但此術對蓮花化身、沒有靈魂的哪吒毫無作用，因此被哪吒用乾坤圈打斷筋骨。他的傷被前來支援的九龍島四聖救治，但仍敵不過周營的軍力，最終提槍自盡，以盡臣節。張桂芳死後被封為喪門星。
風林
風林是張桂芳麾下的先行官，具有口吐紅珠的本事。他曾以此擊中姬叔乾，但因為敵不過哪吒而敗陣。他的傷被前來支援的九龍島四聖救治，但仍敵不過周營的軍力，遭黃天祥刺死。風林死後被封為弔客星。
丘引
丘引是青龍關守關大將，在姜子牙兵分三路攻打五關，黃飛虎率左軍進攻青龍關時，丘引率領四員副將迎敵，但副將皆被殺死，丘引在養好傷後使用法寶紅珠再度出戰，黃天祥因此戰敗被殺，但他的法寶對哪吒無效，在陳奇死後只能棄關而逃，他之後加入了萬仙陣，在萬仙陣被破後遭陸壓道人以飛刀殺死，死後被封為貫索星。

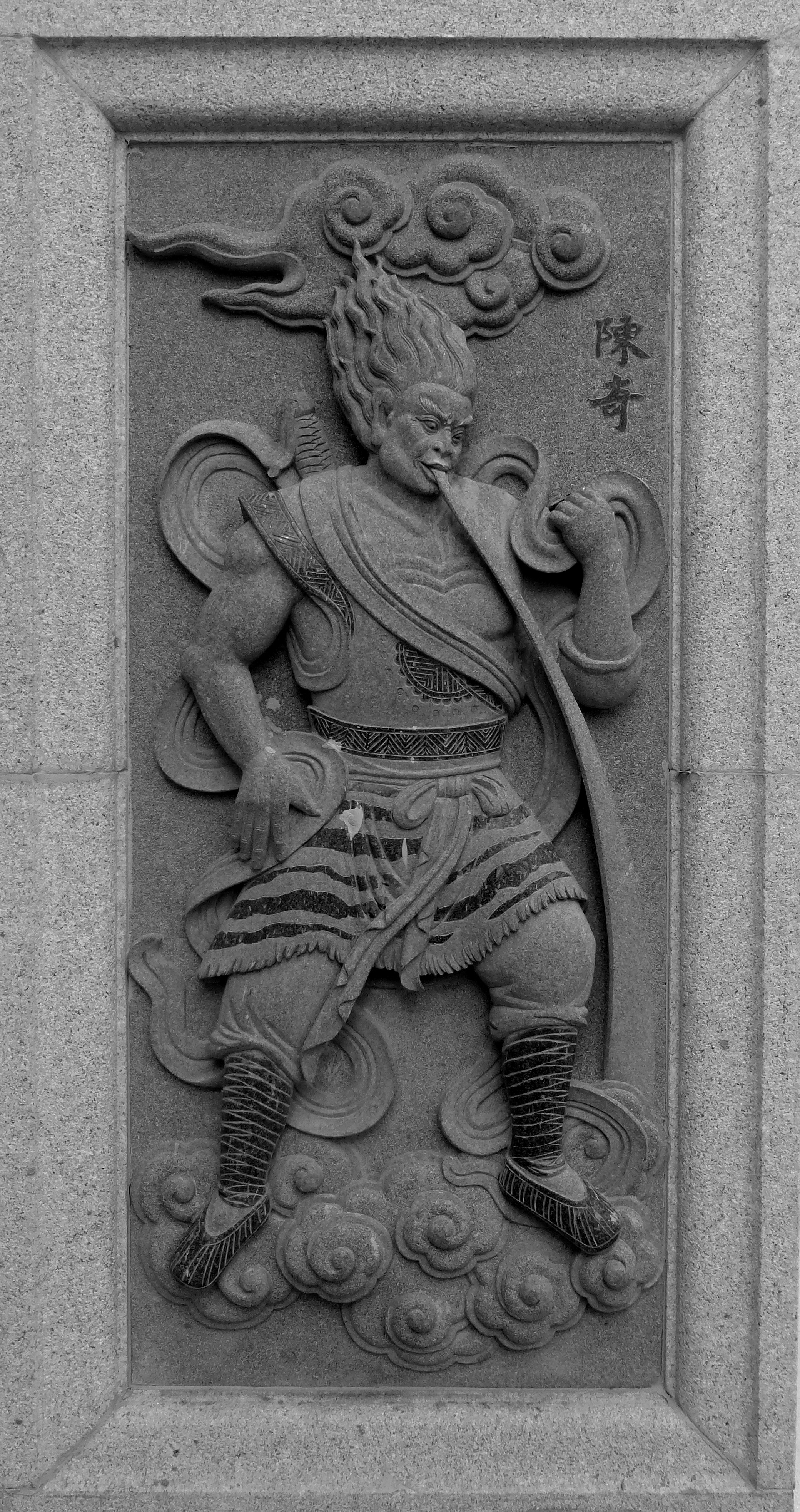
陳奇
陳奇是丘引麾下的督糧官，具有口哈黃氣就能讓對手昏倒的道術，不敵這門絕活的鄧九公因此被殺，土行孫得知陳奇的神通後，認為那項能力與鄭倫的白光極為相似，便建議鄭倫出戰。由於鄭倫和陳奇不分高下，周軍便讓哪吒和土行孫夜襲青龍關，陳奇因此戰敗身亡。陳奇死後和鄭倫一起被封為哼哈二將，鎮守西方佛寺，保護法寶。
馬方、高貴、余成、孫寶
馬方、高貴、余成、孫寶是青龍關副將，馬方、余成和孫寶都是被鄧九公殺死，高貴命喪黃天祥槍下，馬方死後被封為朱雀星，其餘三人死後則被封為南斗星官。

#### 三山關

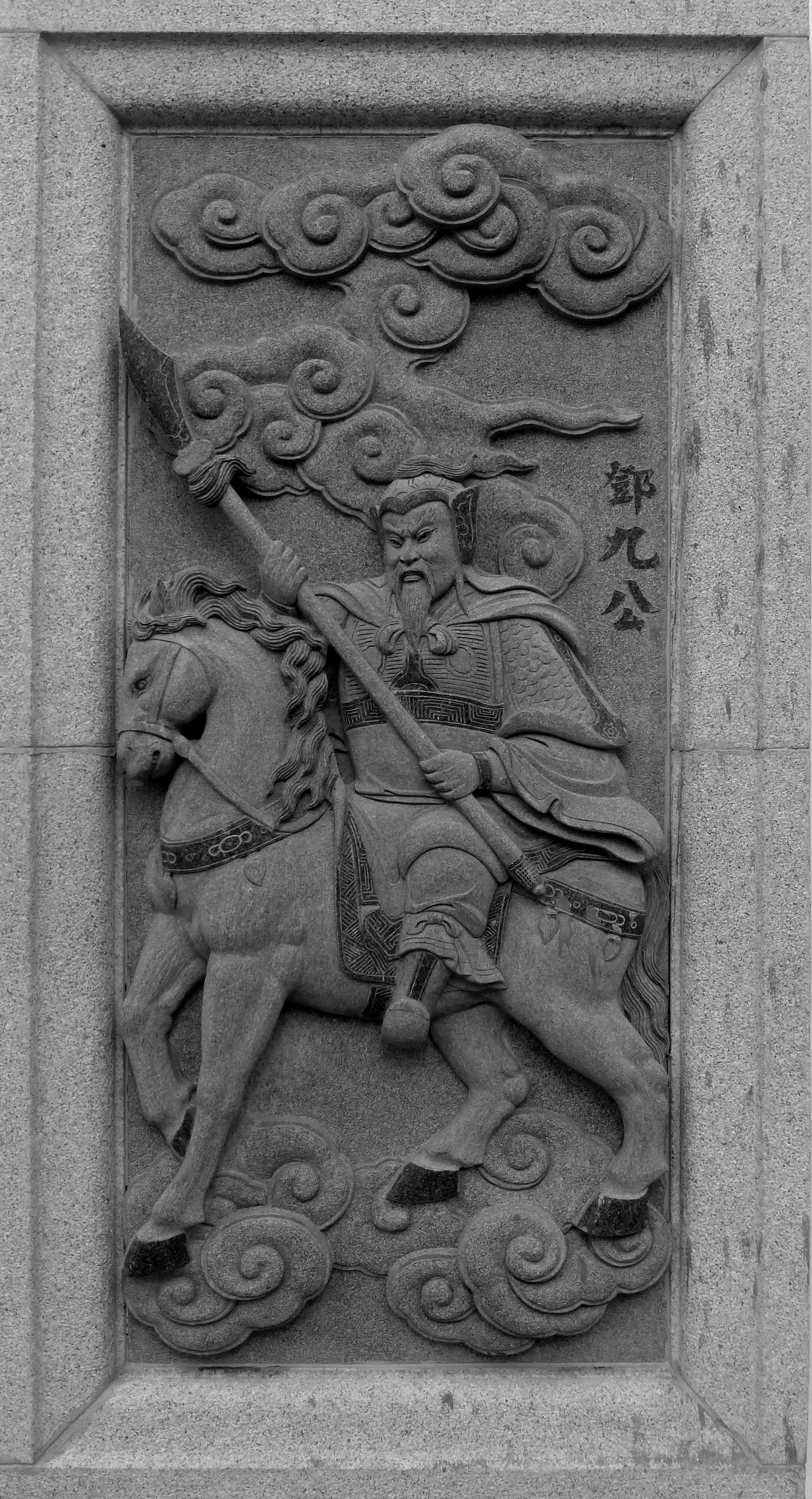
鄧九公
鄧九公是三山關總兵，長年與謀反的南伯侯鄂順作戰，在得勝之後又奉旨討伐西岐。鄧九公靠著女兒鄧嬋玉在戰場上接連取勝，但卻因為酒後失言改變了父女倆的命運。在鄧嬋玉被楊戩放出的哮天犬咬傷後，受申公豹搧動的土行孫前來相助，由於土行孫立下不少功勞，鄧九公酒後不慎失言，把女兒許配給土行孫。在土行孫歸順周營之後，鄧九公和鄧嬋玉都被姜子牙攏絡，成為西岐軍的大將。鄧九公曾斬殺錢保、生擒馬善等敵將。但在西岐軍至青龍關時，鄧九公雖然斬了敵將馬方，卻被陳奇的法術弄得滾鞍下馬，被擒住後遭到斬首。鄧九公死後被封為青龍星。

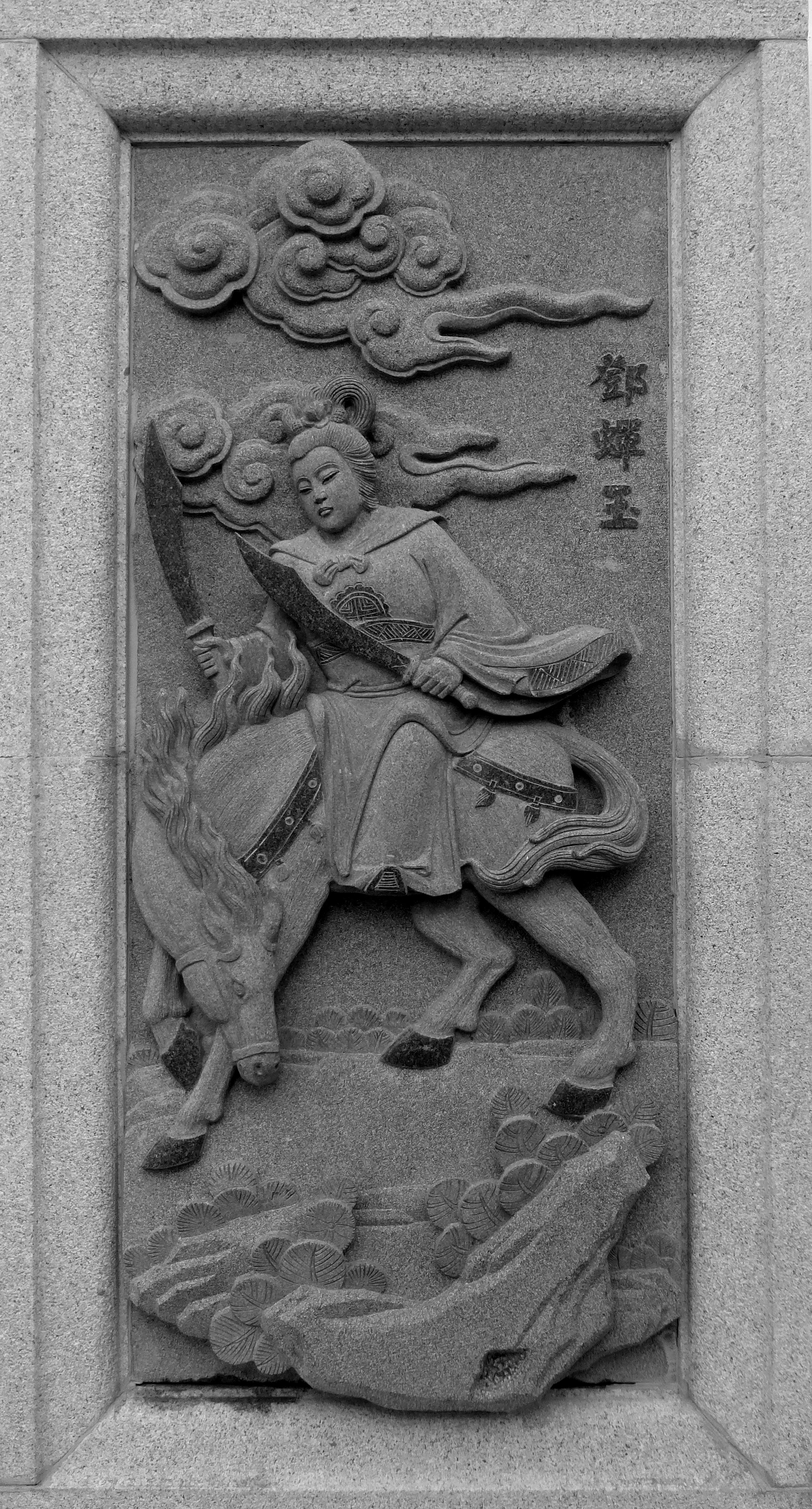
鄧嬋玉
鄧嬋玉是鄧九公之女，驍勇善戰，在父親被任命討伐西歧後隨軍征伐。靠著投擲法寶五光石打傷哪吒和龍鬚虎，但自己亦遭哮天犬咬傷，後被土行孫以丹藥救治。在土行孫屢建奇功後，鄧九公酒後失言，表示要將嬋玉許配給他。而在土行孫歸順周營後，這段話被姜子牙利用，讓土行孫和鄧嬋玉行夫妻之實，兩人就此成親，鄧嬋玉和鄧九公也歸順周營。由於她和龍吉公主是周營中唯二的女將，在月合老人表示龍吉公主和洪錦有姻緣時，便是由嬋玉替姜子牙傳話；鄧嬋玉以投擲五光石的本事力抗鄭倫、殷洪、馬元、孔宣等敵，在父親被陳奇殺害後亦試圖報仇；周營進軍至澠池縣時，鄧嬋玉雖能勝過總兵官張奎之妻高蘭英，但在土行孫敗給張奎後，鄧嬋玉啼泣著為夫復仇，被高蘭英用太陽神針射瞎後遭其斬殺。鄧嬋玉死後被封為六合星。
太鸞
太鸞是鄧九公麾下正印先行官，武器為刀，座騎是紫色的驊騮。在鄧九公被陳奇殺死後，太鸞為主將報仇，但未能成功。太鸞死於潼關余達之手，死後被封為披頭星。
鄧秀、趙昇、孫焰紅
鄧秀、趙升和孫焰紅皆是鄧九公麾下將士，而鄧秀是鄧九公之子。鄧秀死後被封為五鬼星。趙昇是死後被封為羊刃星，孫焰紅被封為血光星。

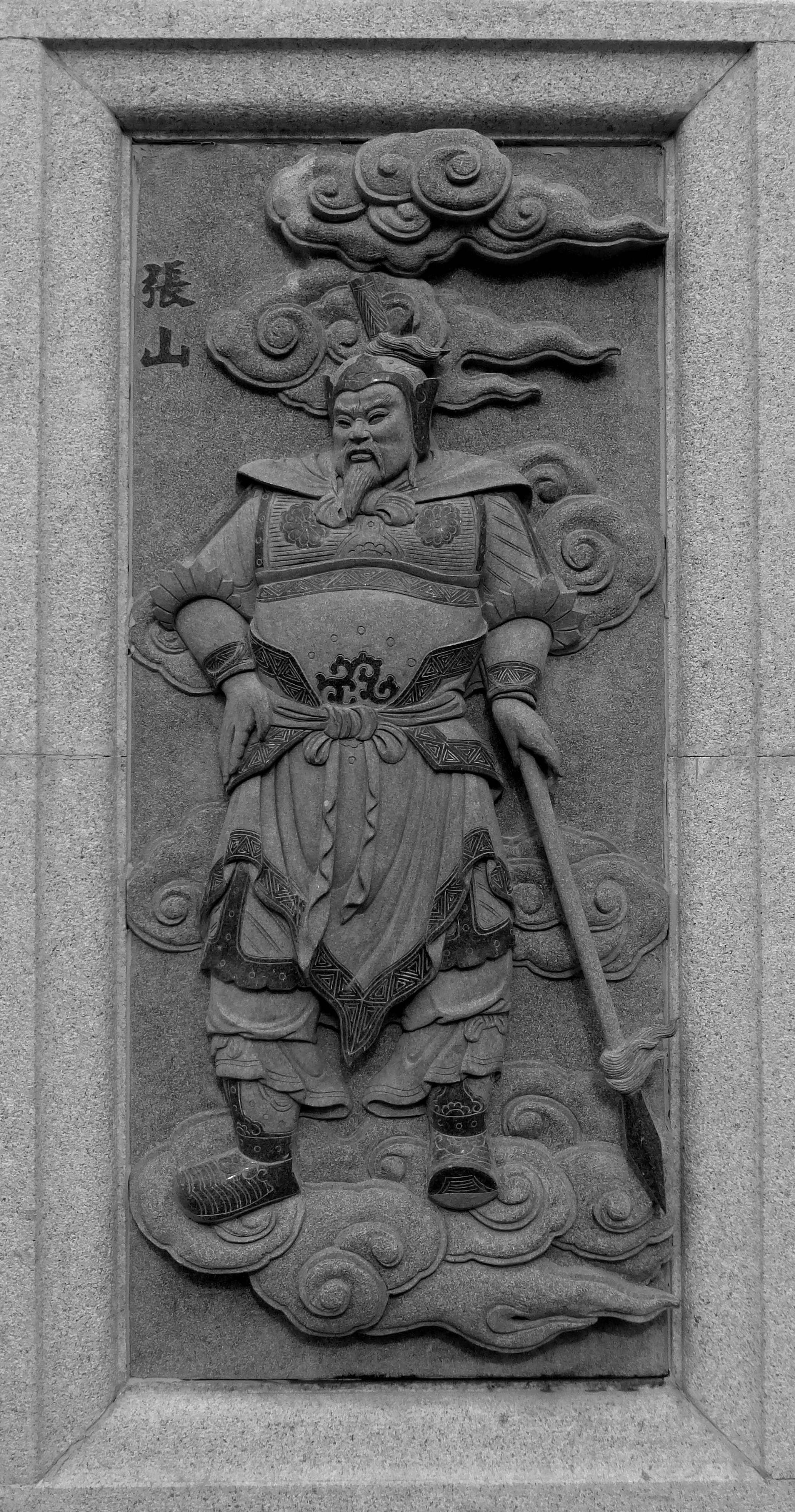
張山
張山是三山關元帥，在蘇護投奔周營後奉命討伐周軍，但不能取勝，被鄧九公斬殺，死後被封為滕蛇星。
錢保、李錦
錢保和李錦是張山麾下的先行官，錢保以刀為武器，被鄧九公斬殺，死後被封為天醫星；李錦則命喪南宮适手中，死後被封為皇恩星。
洪錦
洪錦是在張山死後接替三山關的總兵官，有將黑旗化為一道門的幻術「旗門遁」，他用這套幻術殺死姬叔明，但這項幻術被龍吉公主破解，在洪錦即將被斬首時，月合老人現身並表示龍吉公主與洪錦有姻緣，於是洪錦便與龍吉公主成親，之後歸順周營。洪錦在萬仙陣中被金靈聖母用龍虎如意打死，死後被封為龍德星。
季康、柏顯忠
季康和柏顯忠是洪錦麾下的先行官，季康能透過念咒喚狗咬人，在洪錦與龍吉公主成親後隨主帥歸順周營，死後被封為天狗星；柏顯忠被鄧九公殺死，死後被封為天敗星。

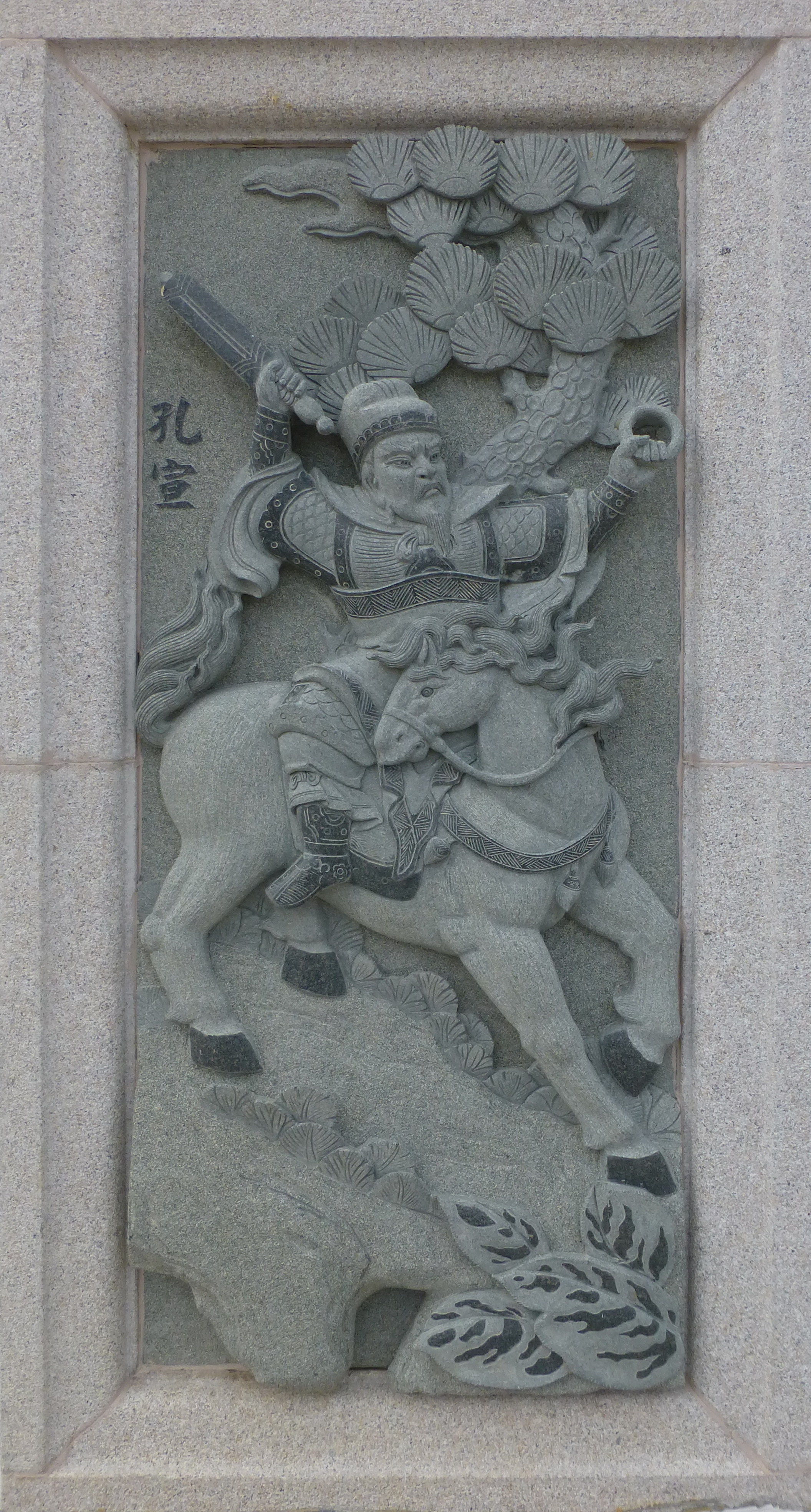
孔宣
孔宣是在洪錦死後繼任三山關總兵的武將，他在金雞嶺與周軍對抗時發揮了驚人力量。孔宣的神通是從背後發出五彩神光，有青、黃、赤、白、黑五色，凡是被神光籠罩皆會被擒。楊戩、陸壓道人和燃燈道人都看不出那個法術的真相，但燃燈道人的弟子大鵬金翅雕看出孔宣的原形是鳥類。準提道人前來，告知姜子牙等人孔宣的原形是孔雀，又表示他與西方教有緣，便將他引導到西方了。孔宣之後成了孔雀明王。
陳庚、孫合、高繼能、周信
陳庚、孫合、高繼能、周信俱是孔宣麾下部將。陳庚被哪吒殺死，死後被封為歲殺星；孫合死於武吉的鎗下，被封為五窮星；而高繼能雖然用蜈蜂袋殺死黃天化，卻死在黃飛虎等五岳手裡，死後被封為黑殺星；周信被雷震子打死，死後被封為十惡星。

#### 汜水關
韓榮
韓榮是汜水關主將，在姜子牙分三路擊破佳夢關和青龍關後，韓榮試圖抵禦姜子牙的軍隊，但不能取勝，在兩個兒子被斬首後自盡，死後被封為狼籍星。
韓升、韓變
韓升是韓榮長子，韓變是韓榮次子，兩人皆拜法戒為師。他們得知父親守不住汜水關後出陣迎敵，以三千支風車外型的法寶萬刃車砍殺七、八千名周軍士兵，但兩兄弟不敵鄭倫的哼功，落馬被擒後遭到斬首。韓升死後被封為北斗星官左輔，韓變死後被封為北斗星官右弼。
余化
余化是韓榮麾下先行官，人稱七首將軍，是蓬萊島余元的弟子，坐騎是火眼金睛獸，武器是方天戟。他在黃飛虎反出朝歌時出馬阻攔，用戮魂旛擄獲黃飛虎麾下不少將士，但他遭哪吒打傷，敗陣退場，回去向師父求教。在姜子牙兵分三路攻打汜水關時再度出場，以一把化血神刀先後砍傷哪吒和雷震子，楊戩用七十二變化成余化，向余元騙得解藥，將哪吒和雷震子的傷治好，余化的刀就此失效。之後余化被雷震子打落座騎，遭楊戩以三尖刀砍死，死後被封為孤辰星。

#### 界牌關
徐蓋
在黃滾隨黃飛虎投奔西岐後，由徐蓋擔任界牌關守將。武王進攻界牌關時，徐蓋早有歸順西岐的本意，但是他麾下大將王豹、彭遵還有前來相助的道人法戒堅決跟西岐作戰，使得徐蓋投奔西岐的計畫不得不擱置。因此他在麾下的大將王豹、彭遵以及前來相助的道人法戒對抗周軍皆連失利後趁機投奔西岐。徐蓋死後被封為太陽星。
王豹、彭遵
王豹是徐蓋麾下的先行官，武器是戟，用名為劈面雷的法術打死趙丙和孫子羽兩員周將，但不敵哪吒，被乾坤圈打中腦門而死，死後被封為計都星。彭遵是徐蓋麾下大將，篷萊島鍊氣士法戒的弟子，出陣後殺死周營大將魏賁，但被雷震子所殺，死後被封為羅睺星。

#### 穿雲關
徐芳
徐芳是穿雲關主將，亦是界牌關主將徐蓋的弟弟。在徐蓋歸周之後，企圖勸降徐芳但失利遭囚，而在徐芳戰敗後，姜子牙痛斥他擒拿兄長的行為禽獸不如，下令將他梟首。徐芳死後被封為歲刑星。
馬忠、龍安吉、方義真
馬忠是徐芳麾下先行官，人稱神煙將軍，能口吐黑煙，對抗周軍時被哪吒以九龍神火罩燒死，死後被封為血光星；龍安吉是徐芳麾下先行官，有一法寶四肢酥，這項法寶能發出鈴響，聽到鈴響者便會四肢癱軟，但他的法寶敵不過哪吒的乾坤圈，遭哪吒刺死。龍安吉死後被封為欄杆星；方義真徐芳麾下將士，偶遇下山助陣的楊任，被他用五火神焰扇燒死，死後被封為官符星。

#### 潼關
陳桐、陳梧
陳桐是潼關主帥，曾是黃飛虎麾下的將士，在黃飛虎反出朝歌時與其對陣，用法寶火龍鏢把黃飛虎打死，但之後被黃飛虎的長子黃天化殺死，死後被封為天羅星。陳梧是陳桐兄長，在陳桐敗陣後不久命喪於黃飛虎槍下，死後被封為月刑星。
余化龍、余達、余兆、余光、余先、余德

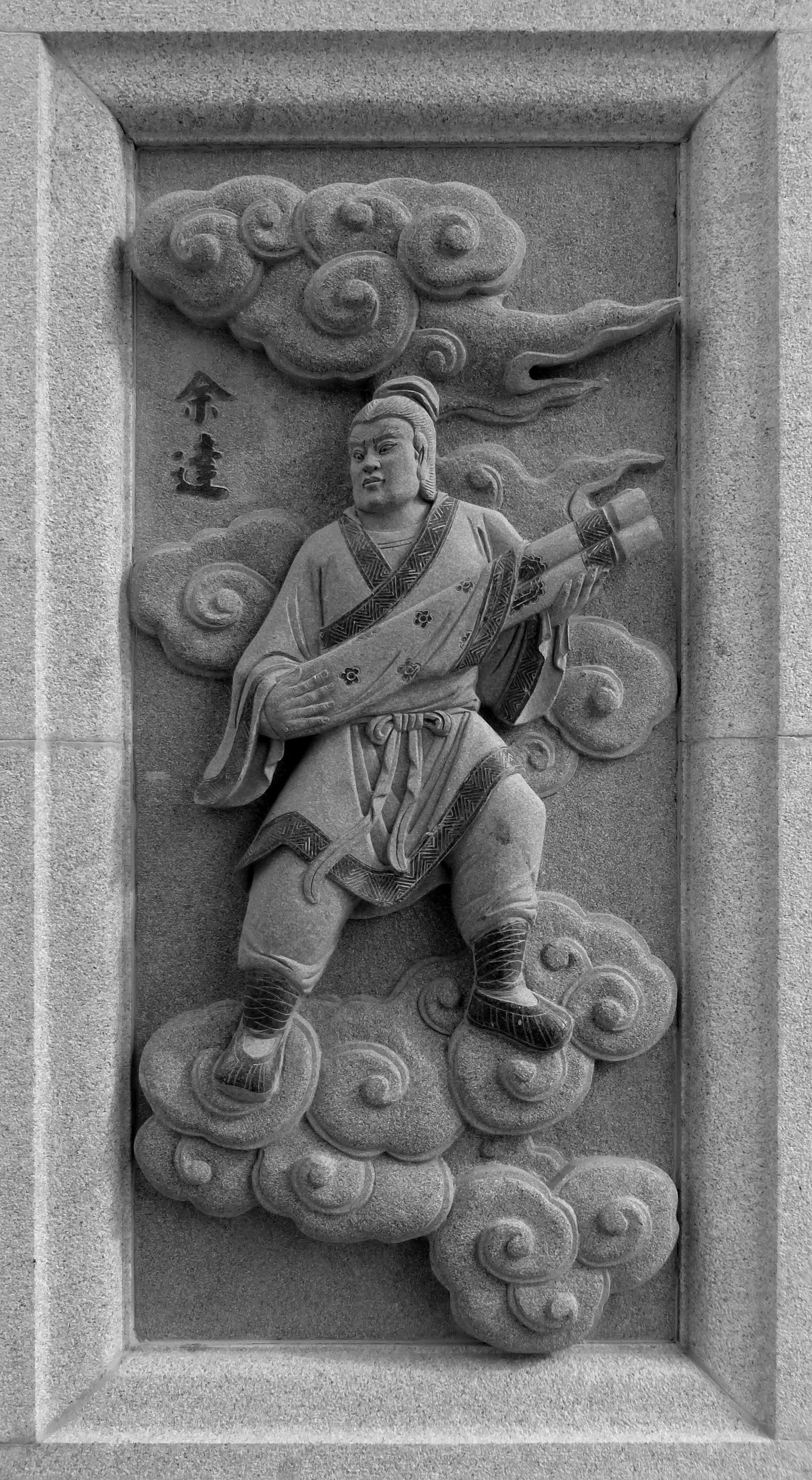
余達

余化龍是潼關主帥，有五個兒子：余達、余兆、余光、余先和余德，除了余德在海外出家修行，其餘皆與父親一同守關。當周軍兵臨城下時，余達以法寶撞心杵殺死太鸞，余兆出陣殺死蘇護，但余化龍被楊戩放哮天犬咬傷，余先被打傷肩臂，余德歸來後為父兄報仇，便和兄弟五人一起施「五斗毒痘」，讓姜子牙等人渾身長出怪異的顆粒，但楊戩具有八九玄功、哪吒是蓮花化身，兩人不怕這門法術，所以楊戩和哪吒都沒有中毒，於是楊戩遵從師父玉鼎真人指示，再度拜訪三皇取得解藥。術法被破除後，余化龍的五個兒子皆陣亡，而余化龍也舉劍自刎，姜子牙可憐余家一門忠烈，命人將他們厚葬。余化龍死後被封為主痘碧霞元君之神，而五位兒子被封為五方主痘正神。

#### 臨潼關
張鳳、蕭銀
張鳳是臨潼關總兵官，武器是一柄百鍊鎚，在黃飛虎反出朝歌時與他對峙，僵持不下，便差遣部將蕭銀夜襲黃飛虎，不料遭蕭銀背叛並刺殺，死後被封為鑽骨星。而蕭銀背叛張鳳後投奔西岐。雖然《封神演義》第三十一回中，描述他之後會在十絕陣中登場，但此人再也沒有登場，於十絕陣情節時也不見蹤影，亦沒有被封神。
歐陽淳、卞金龍、桂天祿、公孫鐸、鄧昆、芮吉
歐陽淳是臨潼關守將，麾下有副將卞金龍、桂天祿、公孫鐸。在周軍東進時，由卞金龍做先行官，但卞金龍與黃飛虎戰不到三十個回合就被殺。卞金龍之子出陣復仇，用法寶幽魂白骨旛接連把南宮适、黃飛虎、黃明擒住，但歐陽淳等人隨後便被周軍痛擊，桂天祿因此被李靖刺死，朝歌派鄧昆、芮吉兩將支援，但鄧、芮二人有意歸周，使得卞吉的戰術走漏了消息，因而被擒遭斬，而鄧、芮二人也反過來殺死歐陽淳。再故事最後，歐陽淳被封為亡神星、卞金龍被封為死符星、卞吉被封為天殺星、桂天祿被封為天刑星、公孫鐸被封為忍殺星。

#### 澠池縣
張奎、高蘭英

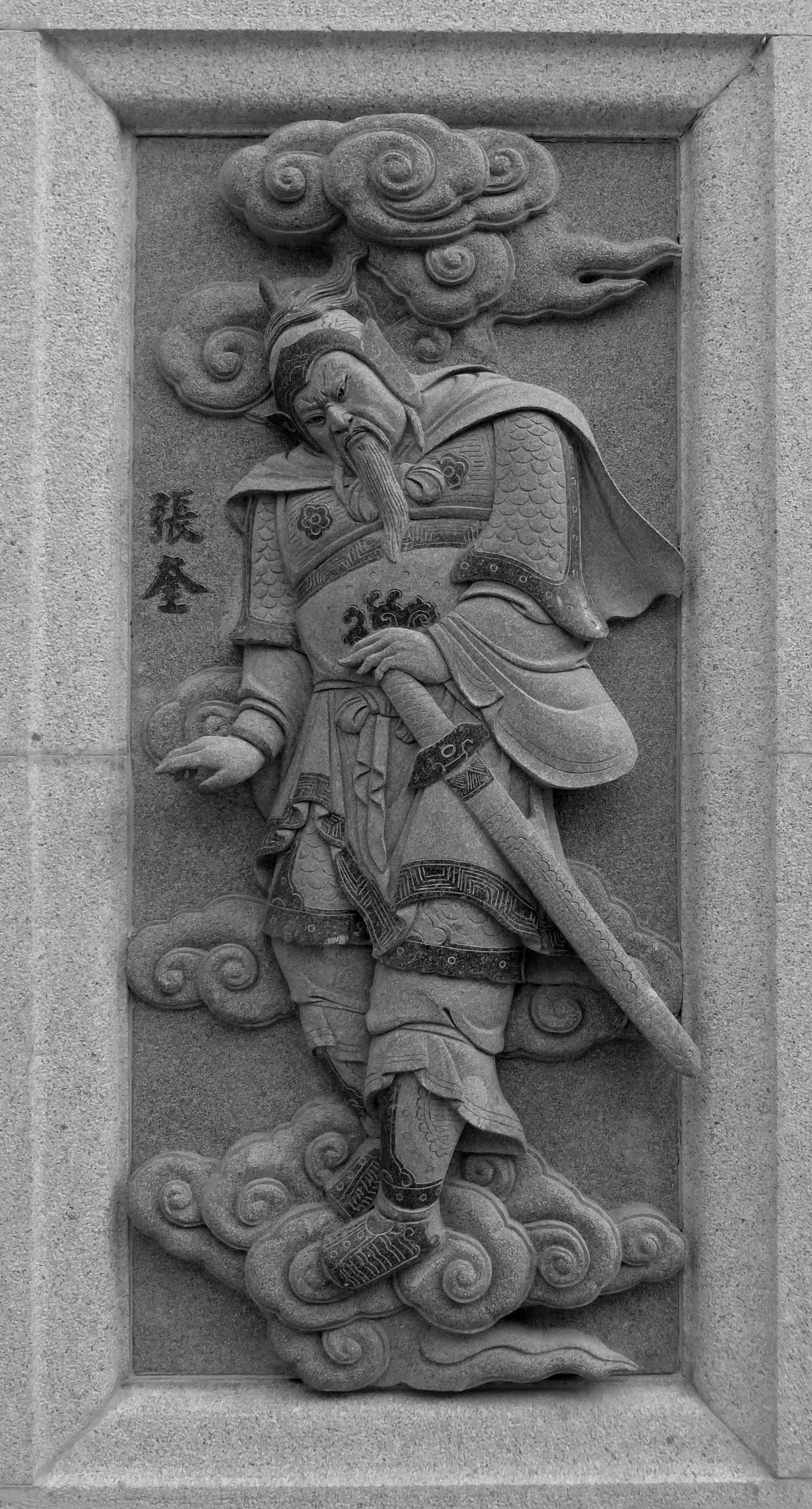
張奎

張奎是澠池縣總兵官，他的妻子是高蘭英。在姜子牙率兵攻進澠池縣後，張奎派出的先行官王佐、鄭樁皆敗戰被殺，張奎便親自出馬。黃飛虎、崇黑虎、聞聘、崔英和蔣雄這「五岳」聯手將張奎團團圍住，但張奎仍戰成平分秋色。崇黑虎拉開距離，打算放出鐵嘴神鷹決勝負，而其餘四人也往後撤退，但張奎的座騎獨角烏煙獸腳程奇快，立即追上前並殺了聞聘和崇黑虎。此時高蘭英參戰並往餘下三人射出法寶太陽神針，張奎便輕易地將三人殺死。楊戩為了報仇，故意被捕並用替身術讓獨角烏煙獸和張奎的母親被殺。憤怒的張奎向周營叫戰，哪吒發現張奎會使地行之術後，把消息告訴會使用同樣法術的土行孫，激起土行孫的對抗意識。兩人在地底激烈交戰，但土行孫不敵張奎而被殺，為夫復仇的鄧嬋玉也被高蘭英殺死。土行孫的師父懼留孫聞訊後，將克制地行術的指地成鋼符傳給姜子牙，姜子牙率人進攻，術法被制的張奎最終被韋護殺死，而高蘭英則被哪吒所殺。張奎死後被封為七殺星，高蘭英則被封為桃花星。
王佐、鄭樁
王佐和鄭樁是張奎麾下的部將，王佐被南宮适用刀砍殺，死後被封為病符星；鄭樁死在黃飛虎槍下，死後被封為浮沉星。

#### 遊魂關
竇榮、徹地夫人

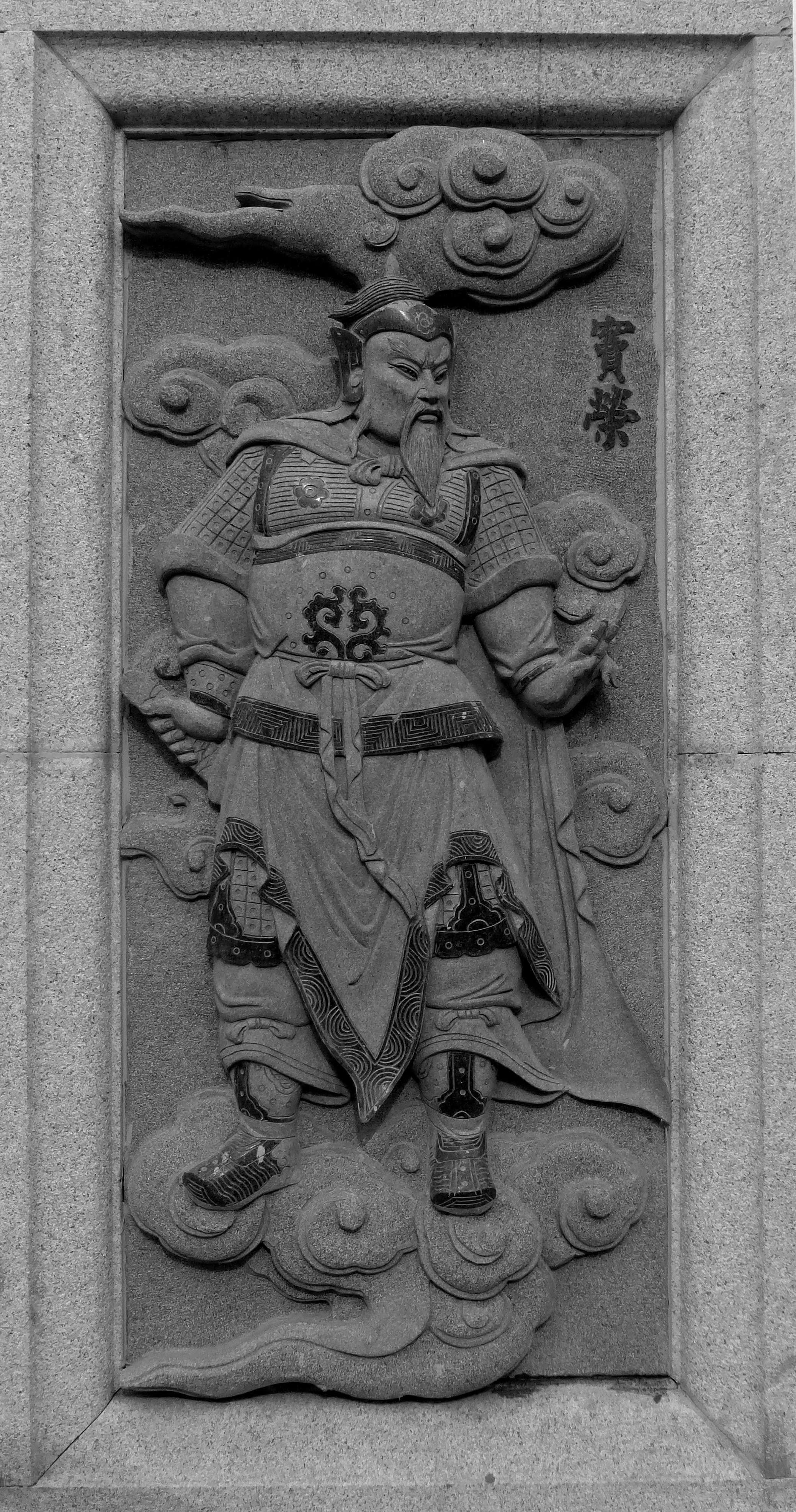
竇榮

竇榮是遊魂關主將，妻子是徹地夫人。由於東伯侯姜文煥進此關時陷入苦戰，金吒和木吒便喬裝進入遊魂關，並透過擊倒姜文煥麾下總兵官馬兆來取信竇榮和徹地夫人，讓竇榮派自己上陣，再在姜文煥進軍時反過來對付竇榮。竇榮被姜文煥殺死，死後被封為北斗星官武曲星；徹地夫人被木吒斬殺，死後被封為月魁星。

#### 孟津營
梅山七怪

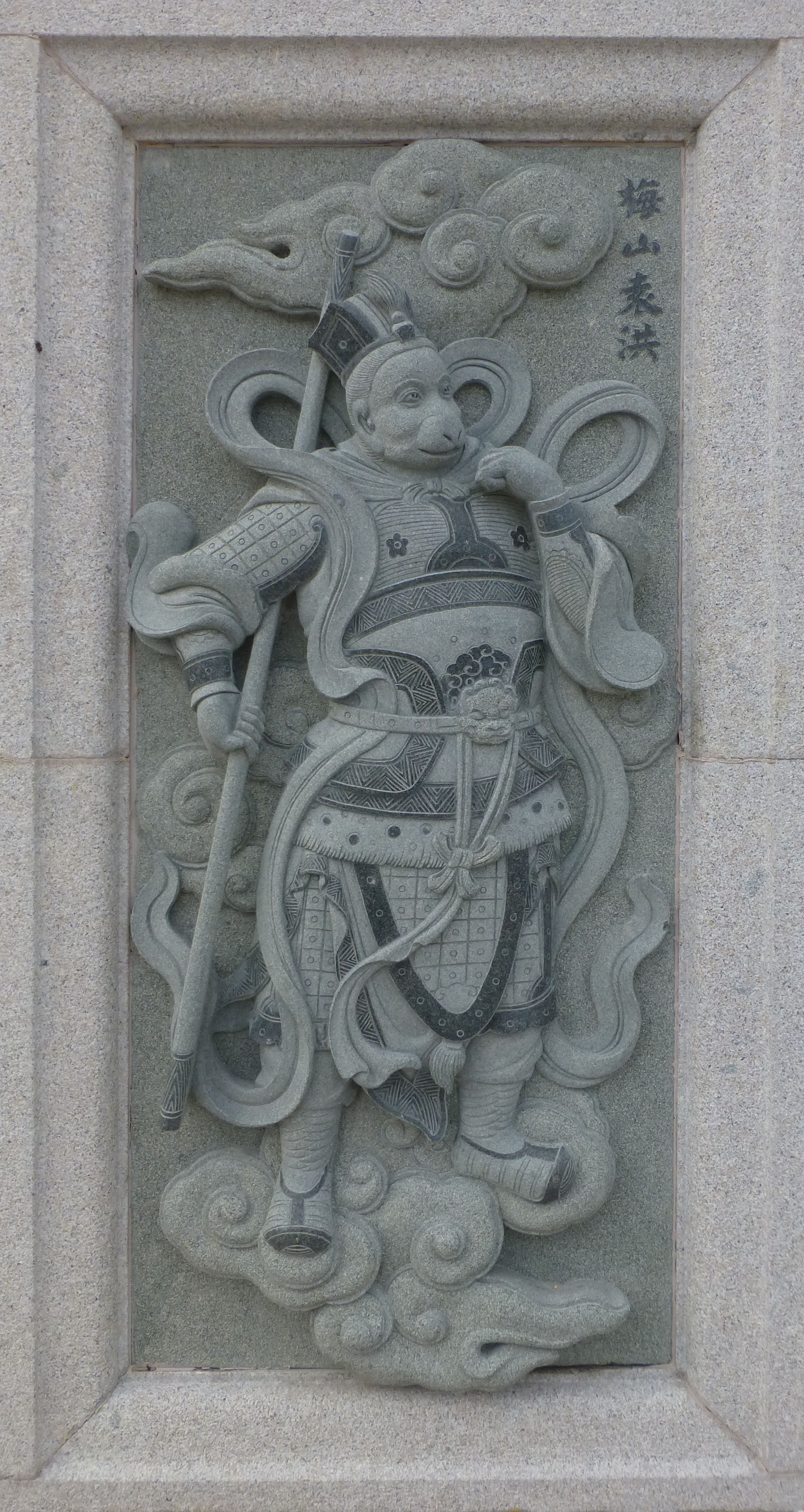
袁洪

梅山七怪又稱梅山七聖，是紂王廣召能人勇士後，應著求才而登場的七名妖怪武將。分別為袁洪（猿猴精）、常昊（長蛇精）、吳龍（蜈蚣精）、朱子真（豬精）、楊顯（羊精）、戴禮（狼狗精）和金大升（水牛精）。主將袁洪得了紂王的二十萬兵馬，向周營攻去，不知敵軍底細的周軍折損了楊任、姚庶良、彭祖壽等將，才漸漸發現敵人不是人類，於是楊戩向雲中子借能識破妖怪原形的法寶照妖鑑，在識破敵將的原形後變身成對手的天敵，將對手消滅。縱然最後剩下的袁洪也有七十二變的功夫，但此時女媧再度出現，把能創造幻境的法寶山河社稷圖借給楊戩，袁洪一見到假的仙桃就恢復原形吃了起來，因而被楊戩活捉，後遭姜子牙斬殺。在梅山七怪死後，袁洪被封為四廢星、常昊被封為刀砧星、吳龍被封為破碎星、朱子真被封為伏斷星、楊顯被封為反吟星、戴禮被封為荒蕪星、金大升被封為天瘟星。
高明、高覺
高明是桃樹化成的精怪，臉色青綠，滿口獠牙；高覺則面似瓜皮，頭頂有雙角，是柳樹化成的精怪，兩者具是長在棋盤山軒轅廟旁的樹精，在紂王廣召能人勇士後，應著求才而登場，他們被分派到袁洪麾下。姜子牙在看出他們是精怪後，打算做法將高明和高覺的能力壓制，但卻不知為何被他們識破，因此毫無效果。於是楊戩獨自一人向玉鼎真人求教，且為了防止情報外洩而沒有告知任何人，玉鼎真人告知楊戩兩人的來歷，原來是軒轅廟裡奉祀千里眼和順風耳，高明和高覺便托其靈氣而得以掌握千里內的大小事。楊戩回營後動員將士搖旗打鑼，遮蔽兩人的能力，李靖和雷震子也前去燒毀山上的桃樹和柳樹，失了正身的兩人無路可逃，敗戰被殺。他們的靈魂雖然飛往封神臺，但卻沒有被封為神祇。

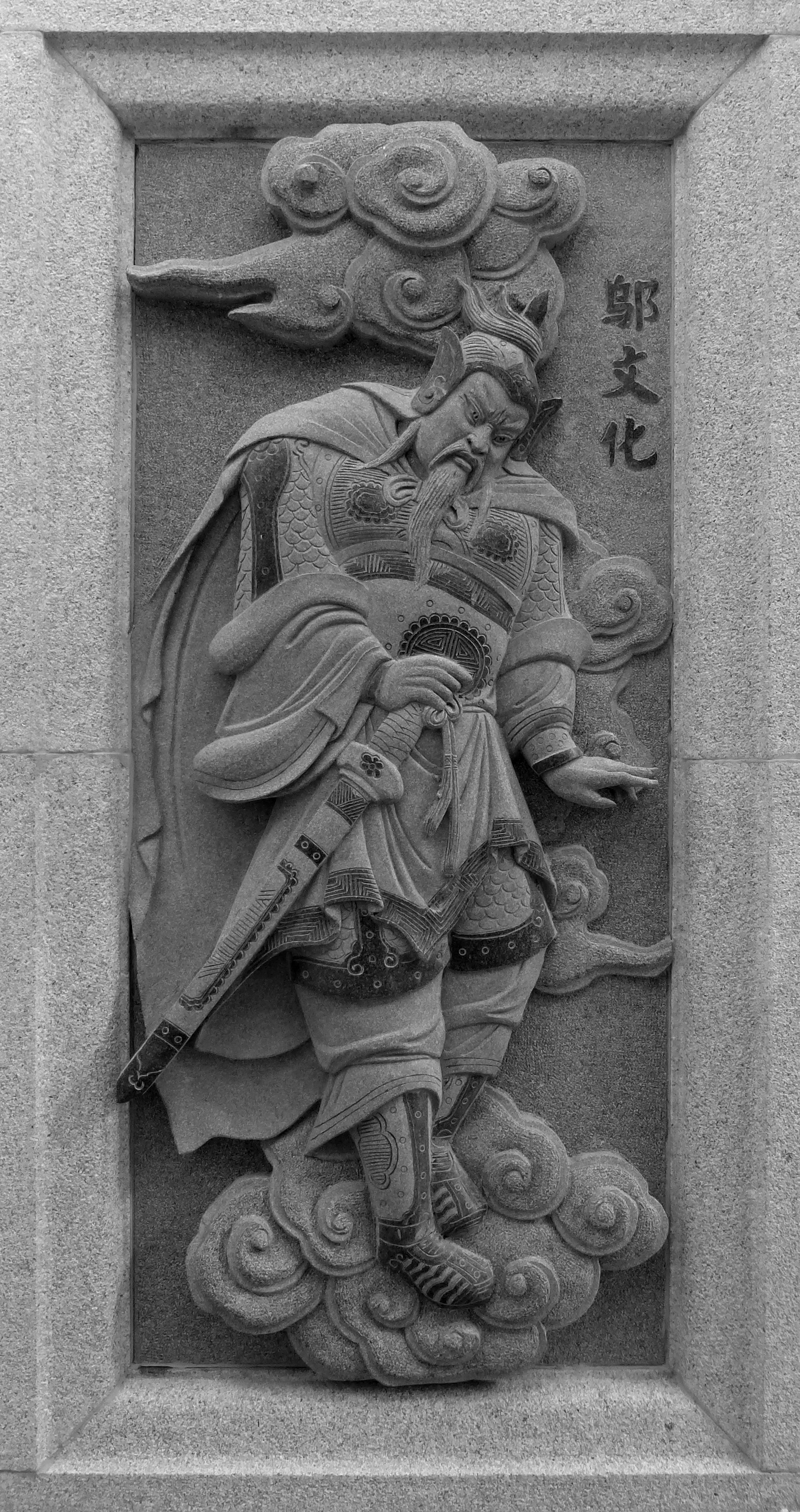
鄔文化
鄔文化是身高數丈的勇武大漢，一餐能吃掉一頭牛，揭下招賢榜後被編入孟津營，聽袁洪差遣。因為身軀龐大不易閃躲，雖然初戰時被龍鬚虎打了七、八十下，但在夜襲之中大勝，用排扒木把龍鬚虎打死。鄔文化最後被姜子牙引入山中，放火燒死，死後被封為力士星。

## 周營
姬昌
姬昌是周氏族首領，商朝四大諸侯中的西伯侯，反商後建立周朝。姬昌繼承了父親季歷的君位，由於善政親民，許多有能之士都移往西岐。姬昌精通易學，因此預料到受妲己蠱惑的紂王將對自己不利，在獲釋後，姬昌回到西岐並遇見了在水邊釣魚的姜子牙，將他聘為軍師。他在晚年討伐了北伯侯崇侯虎，雖然周軍大獲全勝，但姬昌一見到崇侯虎父子的首級後就被嚇得六神無主，在把遺願和姬發託付給姜子牙後便薨。在姜子牙輔佐姬發成為周武王後，姬昌被追諡為周文王。

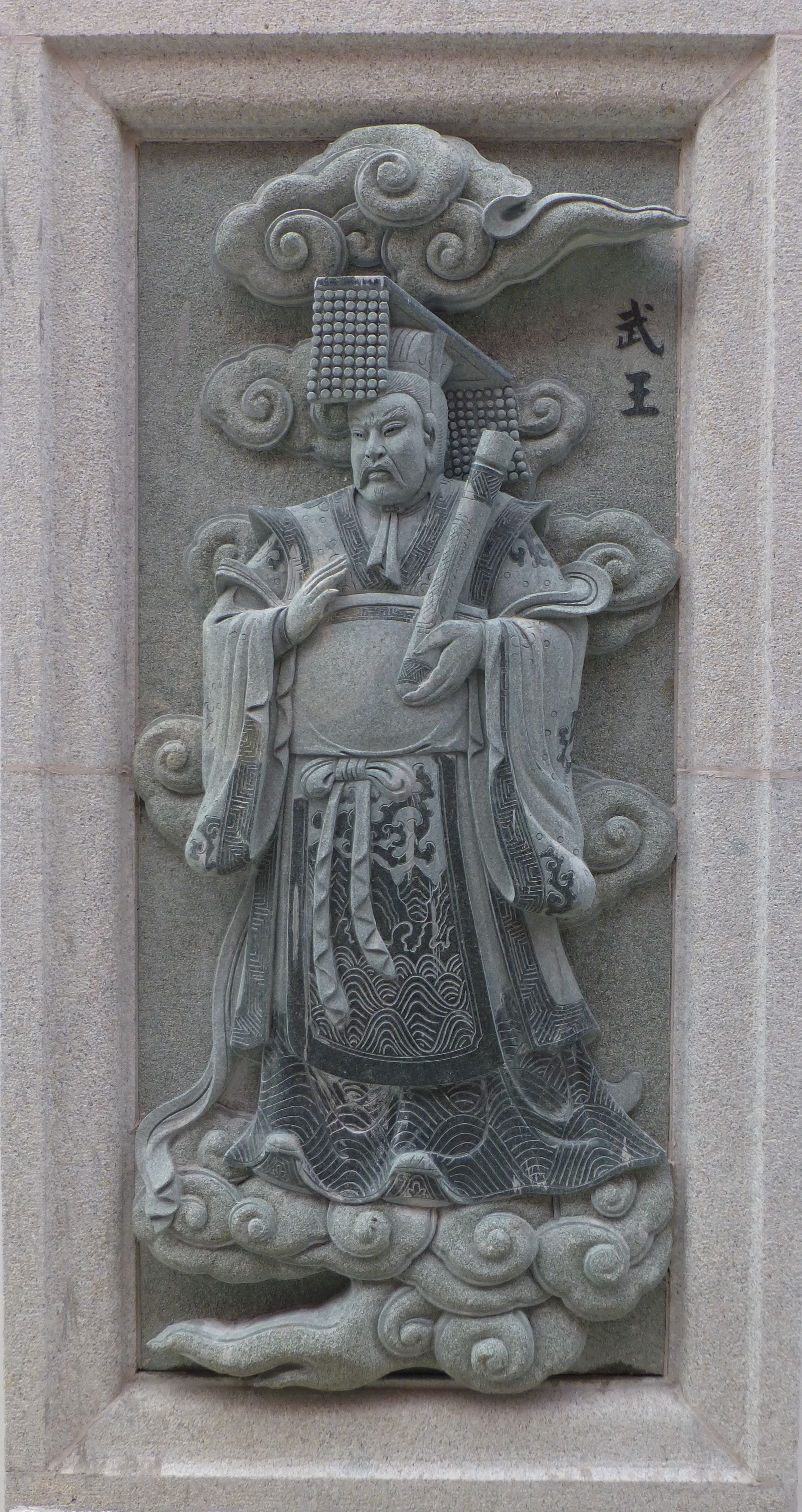
姬發
姬發是姬昌次子，亦是姬昌的繼任者，在姬昌薨後，姬發在姜子牙的輔佐下致力於安定社稷，並在穩固的基礎上討伐商朝，最終推翻紂王，建立周朝，登基成為周武王。由於武王並沒有修行，也不是上前線戰鬥的武將，因此雖然他是周朝的建立者，但在《封神演義》中登場的次數寥寥無幾，他只在張紹設下紅砂陣時親自出面破陣，他在陣中受了百日之苦，最後被南極仙翁救出，這是他在戰爭中必須付出的代價。

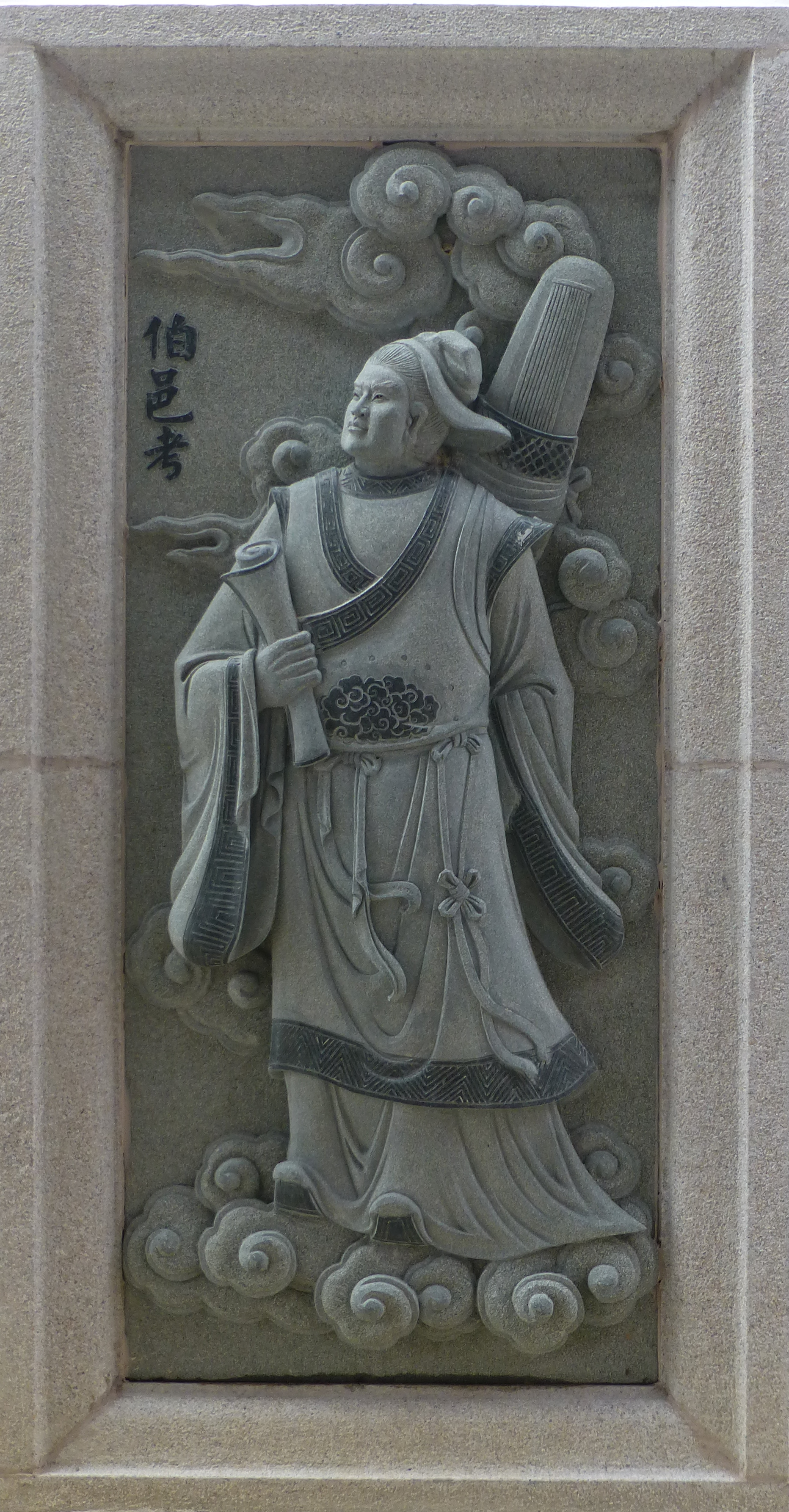
伯邑考
伯邑考是姬昌長子，容貌英俊，琴藝高超。在姬昌預料到自己將會有七年之難後，將西岐託付給伯邑考，七年後，伯邑考帶著三件傳家寶七香車，醒酒氈和白面猿猴，打算進貢紂王為父贖罪。妲己看到伯邑考風姿俊雅便出手騷擾他，反遭伯邑考斥責。在伯邑考獻上能歌善舞的白面猿猴時，猿猴察覺到妲己（千年狐狸精）的妖氣，便出手攻擊牠，被妲己趁機以「伯邑考企圖弒君」為由報復，伯邑考因而遭到處刑，死後被剁成肉醬，在妲己的安排下讓姬昌吃掉。伯邑考死後被封為中天北極紫微大帝。
姬旦
姬旦是姬昌的四子，後世稱周公旦。在周武王即位後輔佐周朝。
散宜生、南宮适
散宜生和南宮适是姬昌的家臣，散宜生是文官，冷靜且善於謀略；南宮适是武將，忠誠而且善戰，兩人的性格彼此互補，共同協助西岐軍討伐商朝。
魏賁
魏賁是姜子牙帶兵馬至金雞嶺時現身，曾生擒過南宮适，但是卻把南宮适給釋放了，並主動表示追隨周武王的武將，實力不下南宮适，曾被韓昇、韓變的法寶萬刃車重傷，之後因不敵彭遵的菡萏陣而喪命，死後被封為黃旛星。

### 黃氏一門
黃氏一門由黃飛虎當家作主。黃飛虎是商朝武將，鎮國武成王，有父黃滾，妻賈氏，長子黃天化，次子黃天祿，三子黃天爵，四子黃天祥；弟黃飛彪、黃飛豹，妹黃貴妃；家將黃明、周紀、龍環、吳謙。黃氏一門七代皆是忠臣，對商朝功績如山，享國恩二百餘年，但在賈氏和黃貴妃被妲己設計害死後，黃飛虎率領兒子和家將棄商投周。在征戰途中，黃飛虎和兒子大多戰死沙場，只有黃滾和黃天爵存活，成了易姓革命被犧牲的一門。

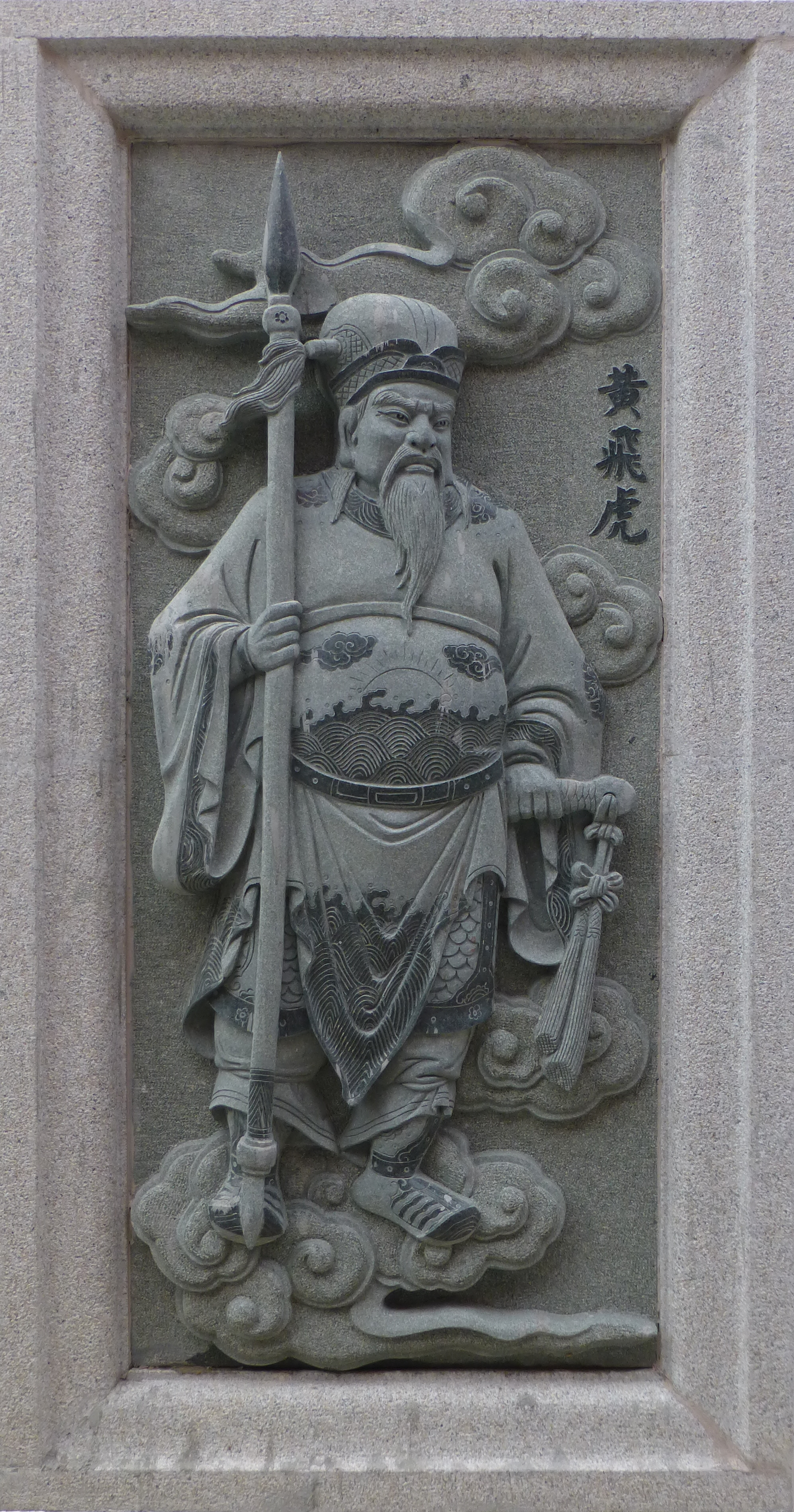
黃飛虎
黃飛虎是商朝鎮國武成王，對殷商忠心耿耿，但在紂王沉迷妲己，開始不問國事後，興起反叛之意。在姜皇后被誅殺、紂王下令黃飛虎捉拿二位太子時，他便向紂王謊報消息，又暗地把殷破敗、雷開的兵馬換成老弱殘兵，試圖讓殷、雷二人的軍隊追不上太子。某日，黃飛虎見到變回元形的妲己在御園中吃人，便出手攻擊妲己，傷了她的顏面，埋下妲己設計害賈氏的動機。在黃飛虎聽聞愛妻和妹妹的死訊後，最初還對反出朝歌有所顧慮，在黃明、周紀激將之下，終於決意棄紂投周。抵達西歧後，黃飛虎被周武王封為開國武成王，與四個兒子、家將一同助周伐紂。
黃飛虎長鬚如柳，沒有法寶，亦不通道術，座騎是不怕凶獸的五色神牛。武藝雖然高超，但也屢遭俘虜。由於曾是商朝重臣，在周營對抗張桂芳、魔家四將、鄧九公、蘇護等大將時，黃飛虎都為姜子牙說明他們的法寶或性格。在對抗十天君時，勸方弼、方相歸周。在黃天化死於高繼能之手後，黃飛虎為子復仇，和崇黑虎、文聘、崔英、蔣雄聯手殺死高繼能，然而他們遭孔宣用五色神光活捉，直到孔宣被準提道人收服時才被釋放。之後黃飛虎在澠池縣對抗張奎與高蘭英時，同崇黑虎、文聘、崔英、蔣雄一起戰死。黃飛虎死後被封為東嶽泰山天齊仁聖大帝，為五嶽之首，又執掌十八層地獄，總管人間吉凶禍福。
賈氏
賈氏是黃飛虎的元配，有國色天香之貌，亦是性格剛強的貞節烈婦。在元旦入宮朝賀蘇妲己時，因妲己對黃飛虎懷恨在心，便設計讓紂王和賈氏見面，由於君王見臣妻有違禮儀，賈氏不堪受辱，跳摘星樓而死。她與黃妃的死是促成武成王反商的主要動機。在姜子牙道出的紂王十罪中，紂王誆騙賈氏之舉及摔黃妃下樓之舉列在第八罪。賈氏死後被封為貌端星。
黃滾
黃滾是黃飛虎的父親，鎮守界牌關。在黃飛虎反出朝歌、通過界牌關時率兵阻攔，黃飛虎不忍與他大動干戈，最後是黃明用計詐降，燒毀界牌關糧草，逼黃滾投奔西岐。之後受姜子牙託，在東征期間留守於城內，主任軍務。
黃貴妃
黃貴妃是黃飛虎之妹，紂王的嬪妃。在黃妃得知妲己設計陷害賈氏之後，憤怒地衝上摘星樓，痛罵紂王貪好女色、不分綱常，又罵妲己蠱惑天子，痛打妲己數十拳，紂王前來勸阻亦遭毆打，一氣之下將黃妃扔下樓，致黃貴妃身亡。在姜子牙道出的紂王十罪中，紂王誆騙賈氏之舉及摔黃妃下樓之舉列在第八罪。黃妃死後被封為地星。

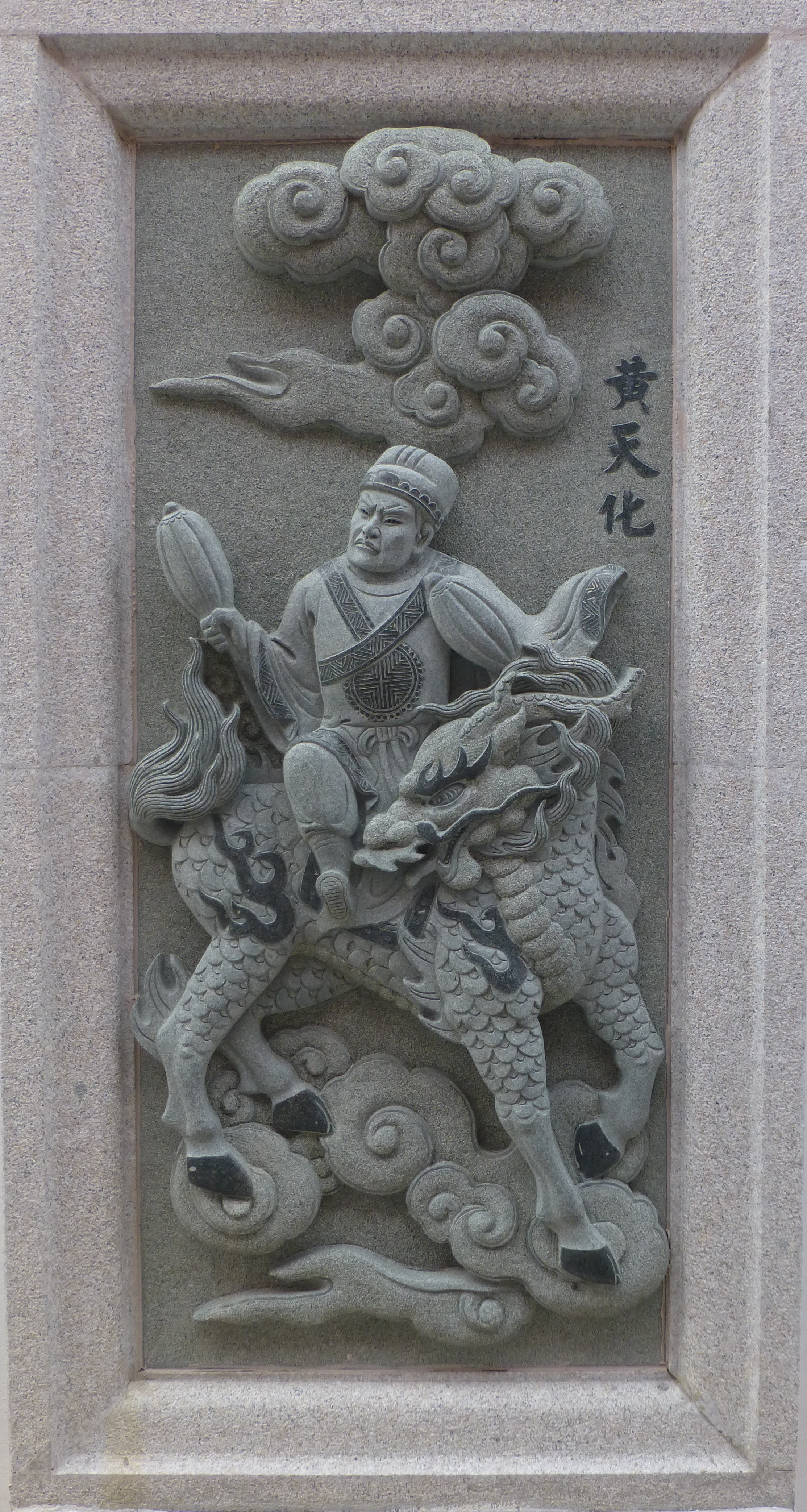
黃天化
黃天化是黃飛虎的長子，清虛道德真君門下弟子。黃天化三歲時在後花園玩耍，被清虛道德真君帶走並收為徒弟，此事黃飛虎全不知情。在黃天化十六歲時，黃飛虎因妻子和妹妹被妲己陷害致死而叛出朝歌，半路被潼關守將陳桐用火龍鏢打死，真君便派黃天化下山助父。在聽完母親的悲慘遭遇後，黃天化便發誓要殺到朝歌為母親復仇。黃天化用花籃收了陳桐的火龍鏢，將其砍殺後回山覆命，之後在西歧軍對抗魔家四將時下山，但黃天化下山後開了葷，又脫去道服改穿武將之服，這兩個行為縮短了他的命數，讓他敗給四將中的魔禮青，所幸被師父以丹藥救回，又得到法寶鑽心釘，再度下山助陣，成功殺死了魔家四將。之後，黃天化便成為西歧的大將之一。
黃天化身高九尺，面如羊脂，座騎是玉麒麟，武器是兩柄銀鎚，他的個性剛烈，在初次下山時，不知母親已被紂王害死，以為父親逃難時沒有帶母親上路，不問明白就先說父親狠心；在被鄧嬋玉的五光石打傷後、以及被土行孫擒住後，都與有同樣遭遇的哪吒吵起架來。在西歧軍東征時，清虛道德真君看黃天化前途凶多吉少，告知他「不能與姓名中有高與能的敵將對戰」，又要他避開金雞和蜂，但黃天化並沒有聽進去。在軍行至元三山關守將孔宣鎮守的金雞嶺時，黃天化一馬當先殺死孔宣的部將陳庚，建下首功，卻也是他最後的功績。姜子牙因敵不過孔宣而策劃夜襲，在該次行動中，黃天化的座騎被敵將高繼能放的蜈蜂叮咬，讓黃天化摔了下來，被高繼能一鎗刺死。黃天化死後被封為炳靈公，管理三山（方丈，蓬萊，瀛洲）。
黃天祿、黃天爵、黃天祥
黃天祿、黃天爵和黃天祥皆是黃飛虎的兒子，分別小黃天化兩歲、四歲、九歲。雖然年紀尚輕，在戰場上仍立下諸多功勞。黃天祿死後被封為西斗星官，黃天祥被封為北斗星官。
黃飛彪、黃飛豹、黃明、周紀、龍環、吳謙
黃飛彪和黃飛豹是黃飛虎的弟弟，黃明、周紀、龍環和吳謙是黃飛虎的家將。六人皆在易姓革命中戰死，分別被封為河魁星、天嗣星、伏龍星、南斗星官、西斗星官和豹尾星。

## 其他神仙、道士
鴻鈞道人
鴻鈞道人是《封神演義》中至高無上的眾仙之祖，是太上老君、元始天尊和通天教主這三位教主的師尊。當三位教主在萬仙陣互相鬥爭時，是鴻鈞道人出面化解了糾紛，為了使三位教主和解，鴻鈞道人讓他們服下丹藥，並告知他們若再互相鬥爭，丹藥會讓他們立即斃命。
太上老君
太上老君是老子在得道成仙後的名號，在《封神演義》中亦通稱老子。太上老君是道教始祖，鴻鈞道人的弟子，元始天尊和通天教主的師兄，座騎是青牛，平時坐鎮於玄都洞八景宮，有徒弟玄都大法師。太上老君的道行極高，鮮少插手闡教與截教的鬥爭，直接出手的場面僅有三次。太上老君初次出手是破三仙姑的九曲黃河陣，他用風火蒲團把三仙姑的法寶收走，輕易破陣；太上老君二次出手是為對付誅仙陣中的通天教主，他以一炁化三清現出三個分身，打得通天教主敗北而歸；在通天教主佈下萬仙陣後，太上老君第三度出手，一眼看穿陣法是「太極兩儀四象之陣」，陣法被識破的截教只有敗北一途。
接引道人、準提道人

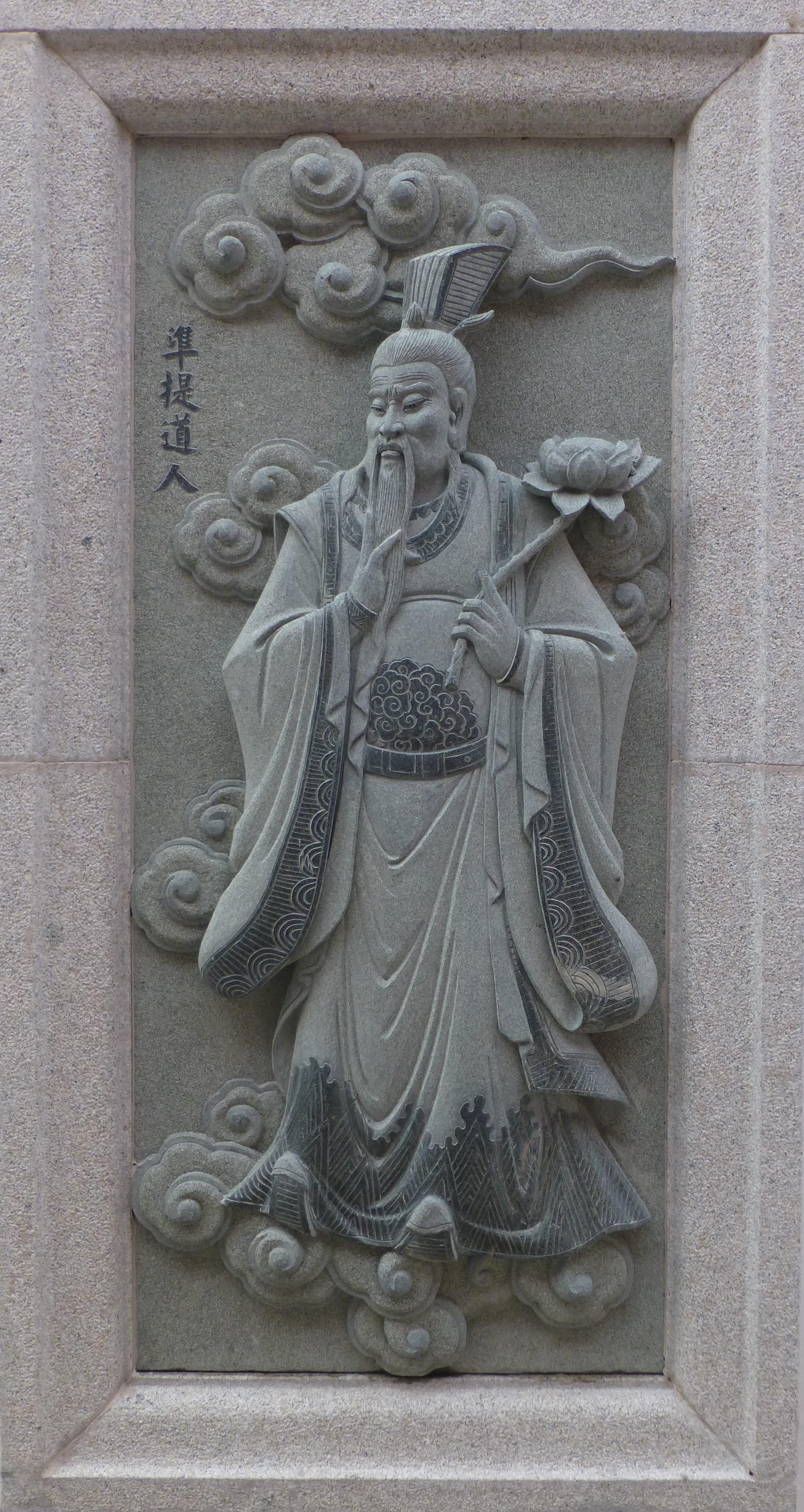
準提道人

接引道人和準提道人是西方教的教主，在故事裡扮演的角色是將與西方教有緣的闡教或截教仙人引導至西方。準提道人頭上挽著雙髻，身穿道服。他的法相有二十四個頭，十八隻手，手持法寶瓔珞、傘蓋、花罐、魚腸、金弓、銀戟、加持神杵、寶銼、金瓶，另外還有七寶妙樹、六根清淨竹、乾坤袋等法寶。被準提道人引導至西方者有馬元、孔宣、法戒、烏雲仙、長耳定光仙。接引道人身高一丈六，挽著抓髻。他的法寶有舍利子、青蓮寶色旗、拂塵、乾坤袋。他在萬仙陣中以乾坤袋將與西方教有緣的仙人和道士全部收進袋中。
女媧
《封神演義》的開端是紂王在女媧宮進香時題了一首褻瀆女媧的詩，憤怒的女媧召喚了千年狐狸精、九頭雉雞精和玉石琵琶精，命令牠們進宮惑亂紂王，縮短商朝的天命，待周武王興起。雖然女媧再三叮嚀三妖不能殘害眾生，但三隻妖精仍放縱自己的慾望盡情殘殺無辜臣民，因此女媧最後親自將三妖逮捕，交給楊戩與姜子牙來發落與懲處。此外，在楊戩對抗梅山七怪時，女媧出面把山河社稷圖借給楊戩，助他緝拿梅山七怪中的袁洪。

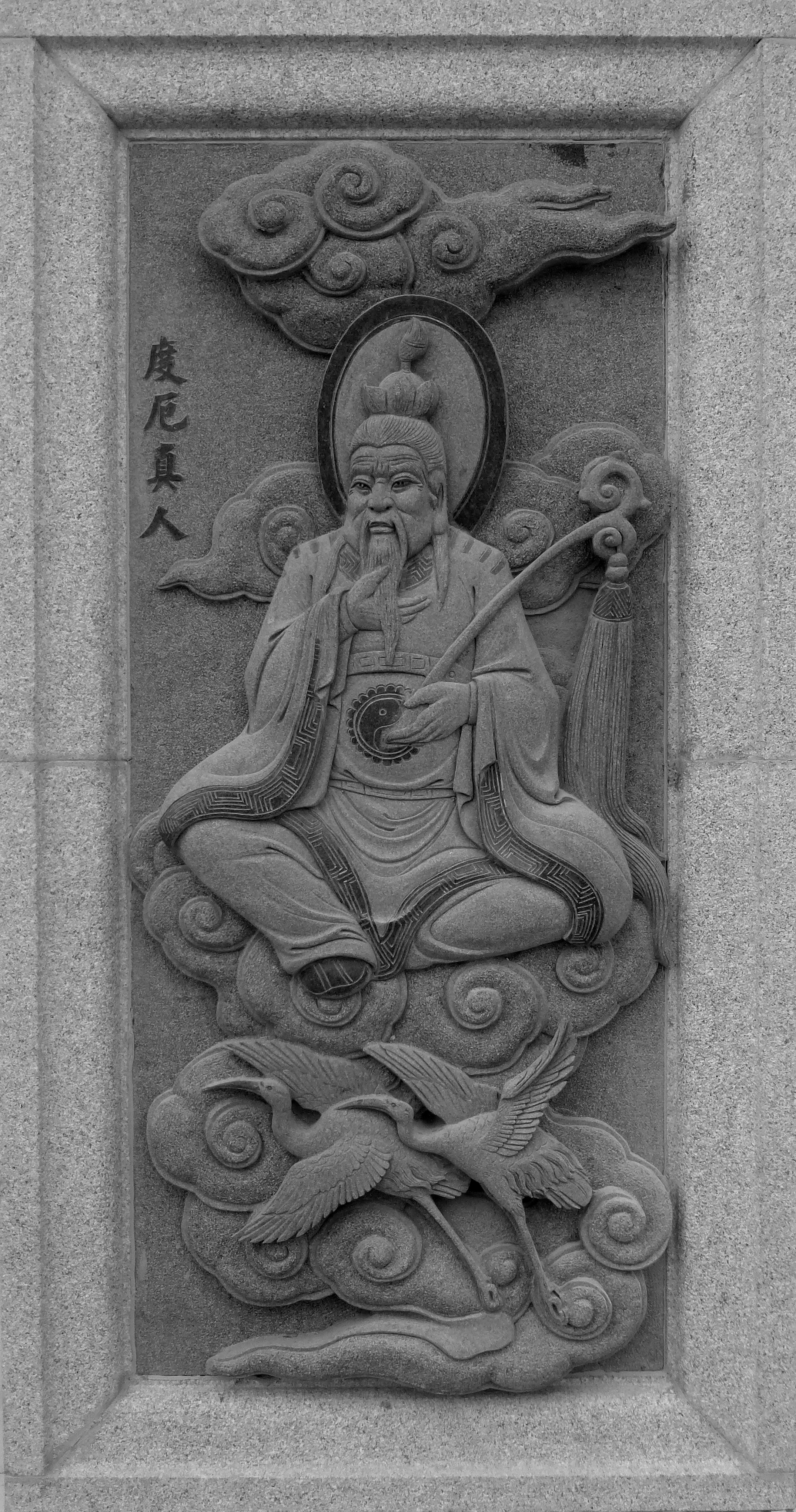
度厄真人
度厄真人是在西崑崙九鼎鐵叉山八寶雲光洞散仙，有徒弟李靖、鄭倫。他是靈寶大法師的好友，持有法寶定風珠。當十天君中的董全擺開風吼陣時，是向他借了定風珠才得以破陣。
陸壓道人
陸壓道人又稱陸壓散人，是西崑崙散人，在三山五嶽間雲遊，能化身為彩虹。陸壓道人於趙公明以金蛟剪痛擊闡教仙人時登場相助，用釘頭七箭書殺死趙公明，並將七箭書傳授給姜子牙。他還用飛刀殺死了設下烈焰陣的白禮。陸壓道人還參與了與孔宣、余元的對戰，並在萬仙陣中以飛刀殺死丘引，之後將飛刀傳給姜子牙。

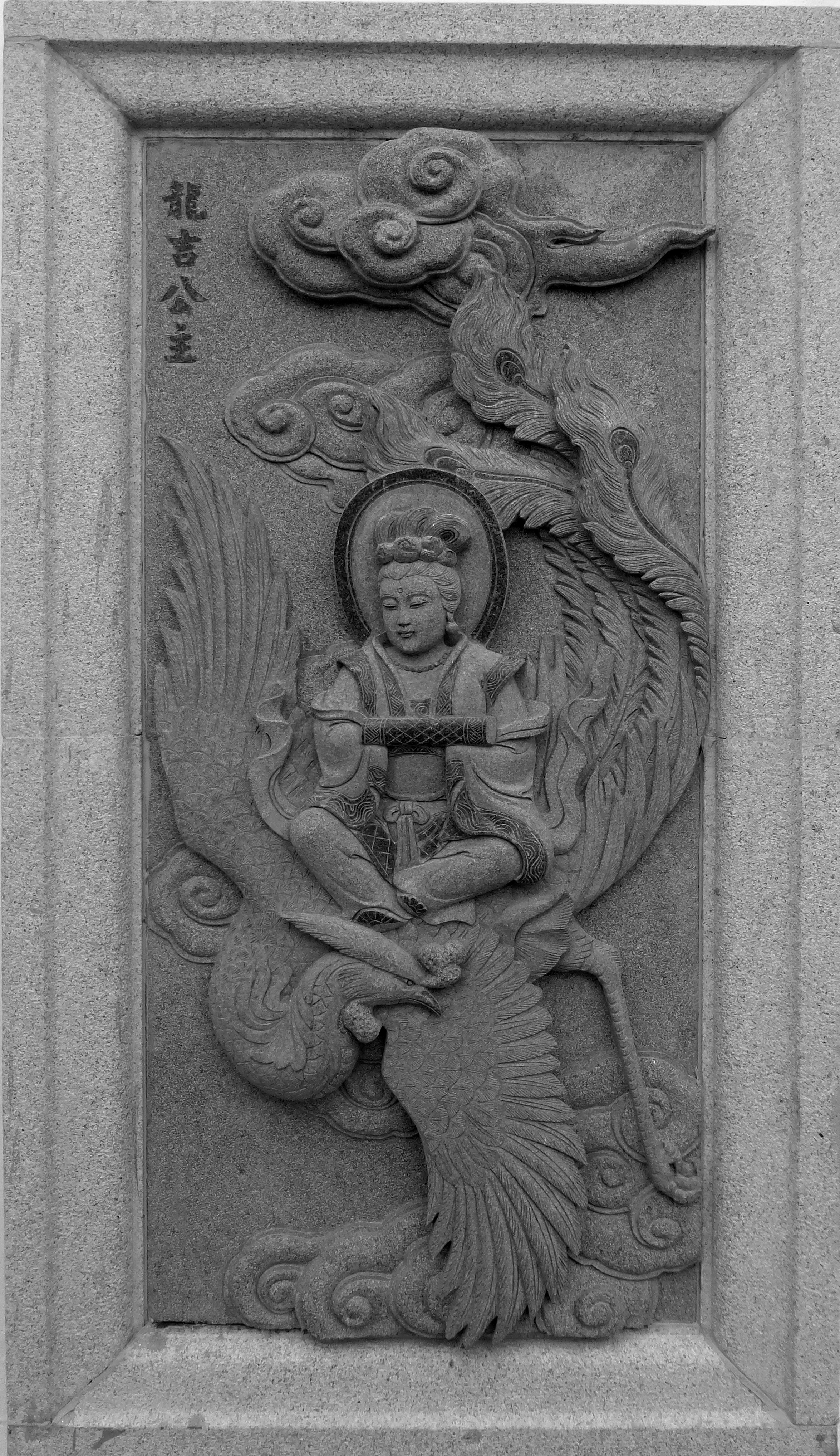
龍吉公主
龍吉公主是昊天上帝和瑤池金母的女兒。在過去某年蟠桃會上，該龍吉公主奉酒，但她卻失了規矩，起思凡之念，導致她被貶至鳳凰山青鸞斗闕。在羅宣用法寶萬里起雲煙放火燒西歧之時，龍吉公主前來助陣，她以法寶霧露乾坤網放出水，將羅宣的萬里起雲煙盡數收去，用四海瓶收羅宣的五龍輪，又以二龍劍斬羅宣的座騎，讓羅宣敗戰而逃。在三山關對抗總兵洪錦時，龍吉公主以神䱞、綑龍索等法寶擒住洪錦，但因月下老人說兩人有姻緣，即使龍吉公主認為是一段孽緣，仍與洪錦成親。之後，龍吉公主便與丈夫攜手迎敵，以鸞飛寶劍砍傷孔宣，又用乾坤針破胡雷替身法。在萬仙陣中，龍吉公主雖以白光劍砍傷數位仙人，卻遭金靈聖母以四象塔打中頭頂，落馬後被眾仙殺死。龍吉公主最後被封為紅鸞星。
伏羲、炎帝、軒轅
伏羲、炎帝（神農氏）和軒轅（黃帝）是三皇，而三皇是中華文明的先祖。在《封神演義》中，僅有神農氏干預了封神之戰，祂二度幫助了被疫病所困的周營。
柏鑑
柏鑑是軒轅麾下的總兵官，在與蚩尤的對戰中被火器打入海裡，一千年來都被囚禁於波浪之中，直到被清虛道德真君發現。在姜子牙上崑崙山請救兵後，按元始天尊之意到東海把柏鑑救出，要他負責督造封神臺，並在封神臺建成後以百靈旛引導魂魄。柏鑑並沒有參與戰事，但所有戰死的魂魄都會經過他的引導而進入封神臺，而在姜子牙於十絕陣中死亡時，柏鑑也按照天意把姜子牙的魂魄推出封神臺。在姜子牙封神的時候，封神榜的榜首就是柏鑑，而柏鑑被封為清福正神。
蕭昇、曹寶、喬坤
蕭昇、曹寶和喬坤是五夷山白雲洞的散人。喬坤在孫良設下的化血陣中陣亡，死後被封為夜遊神；蕭昇和曹寶在燃燈道人被趙公明追擊時出現，蕭升以落寶金錢收了趙公明的法寶，卻被他用鐵鞭擊中腦門而死，死後被封為招寶天尊；曹寶則在之後破王奕的紅水陣時死亡，死後被封為納珍天尊。

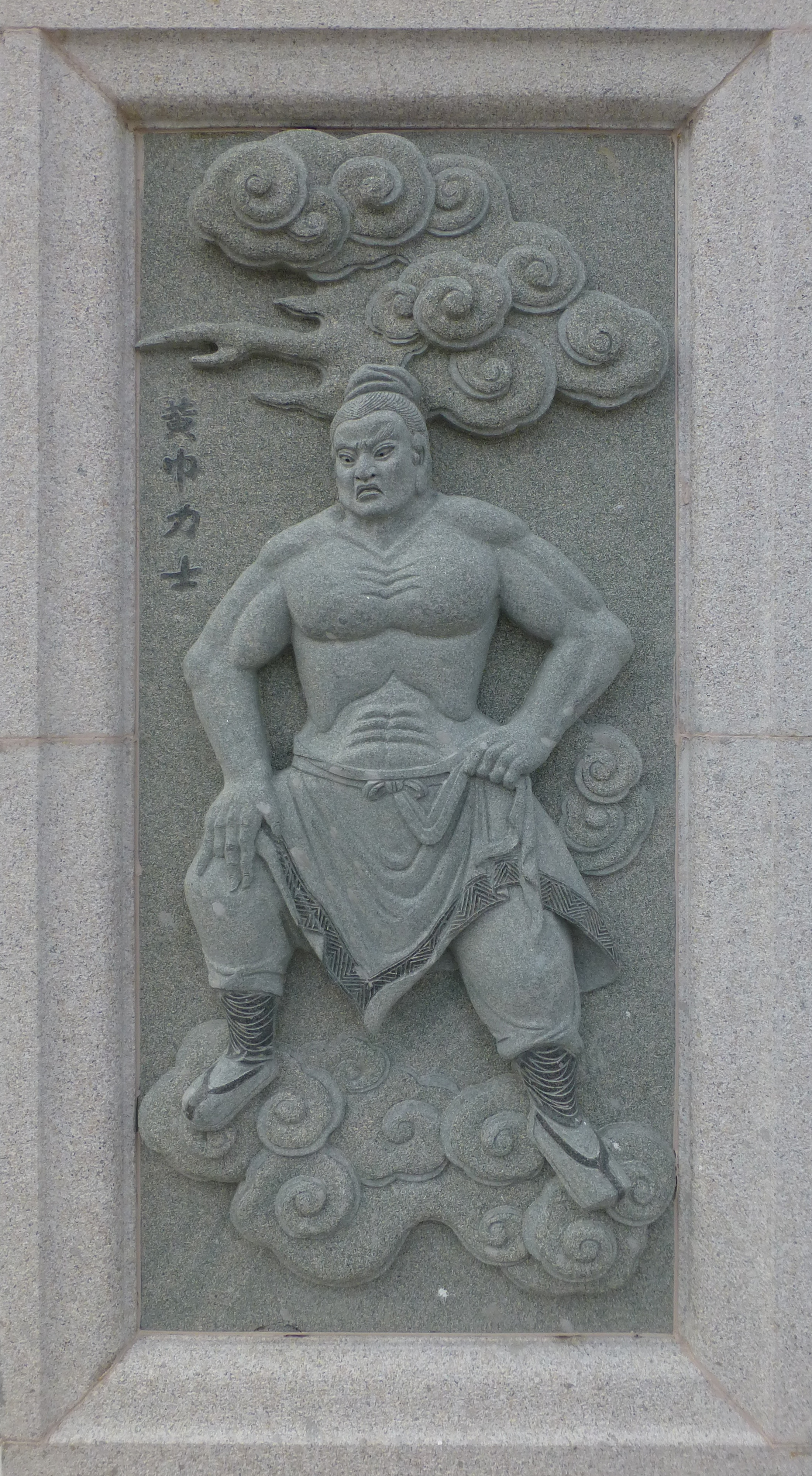
黃巾力士
黃巾力士是一群神兵神將，造型是佩戴黃色方巾的壯漢，在諸多中國文學作品中皆有出現，他們是一群小神靈，是供神仙或道士差遣的僕役，當神仙或道士必須做某件雜事，但又不願親自出馬時，便會以法術命黃巾力士去做。

## 其他人類
宋異人
宋異人是姜子牙的義兄，宋家庄的員外，有妻孫氏，在朝歌城開了三五十家飯館。在姜子牙上山修道前，兩人便有交情。而在姜子牙修道四十年後，因無親無依，便投靠至宋家庄。宋異人幫助姜子牙做買賣，為姜子牙議了一門親事，促成他與馬氏的婚姻，還經常給不合的兩人勸架，且從來不要求回報。在周武王登基之前，宋異人夫婦就已逝世，姜子牙未能報答他的恩情。
馬氏
馬氏是馬家庄員外馬洪的女兒。在姜子牙下山並投靠好友宋異人後，宋異人給姜子牙說媒，促成他與馬氏的婚姻，馬氏在嫁給姜子牙時是六十八歲。婚後，馬氏要丈夫做生意掙錢，由於姜子牙經營不善，兩人時有糾紛。在姜子牙因火燒琵琶精，在朝廷得到官職，卻又因拒造鹿臺棄官逃跑後，馬氏嫌姜子牙沒有出息，要姜子牙把自己休了，兩人就此離異。之後，馬氏嫁給了農夫張三。在姜子牙扶周滅紂，享大富貴的事跡傳到馬氏耳裡後，馬氏半日說不出話，夜裡懸樑自盡，死後被封為掃帚星。

## 研究
傅斯年在《周东封与殷遗民》認為黃飛虎是周代东方飞廉崇拜在民间的延续。

## 相关
中国神话人物列表